# Astrolabe
Pour les articles homonymes, voir Astrolabe (homonymie).

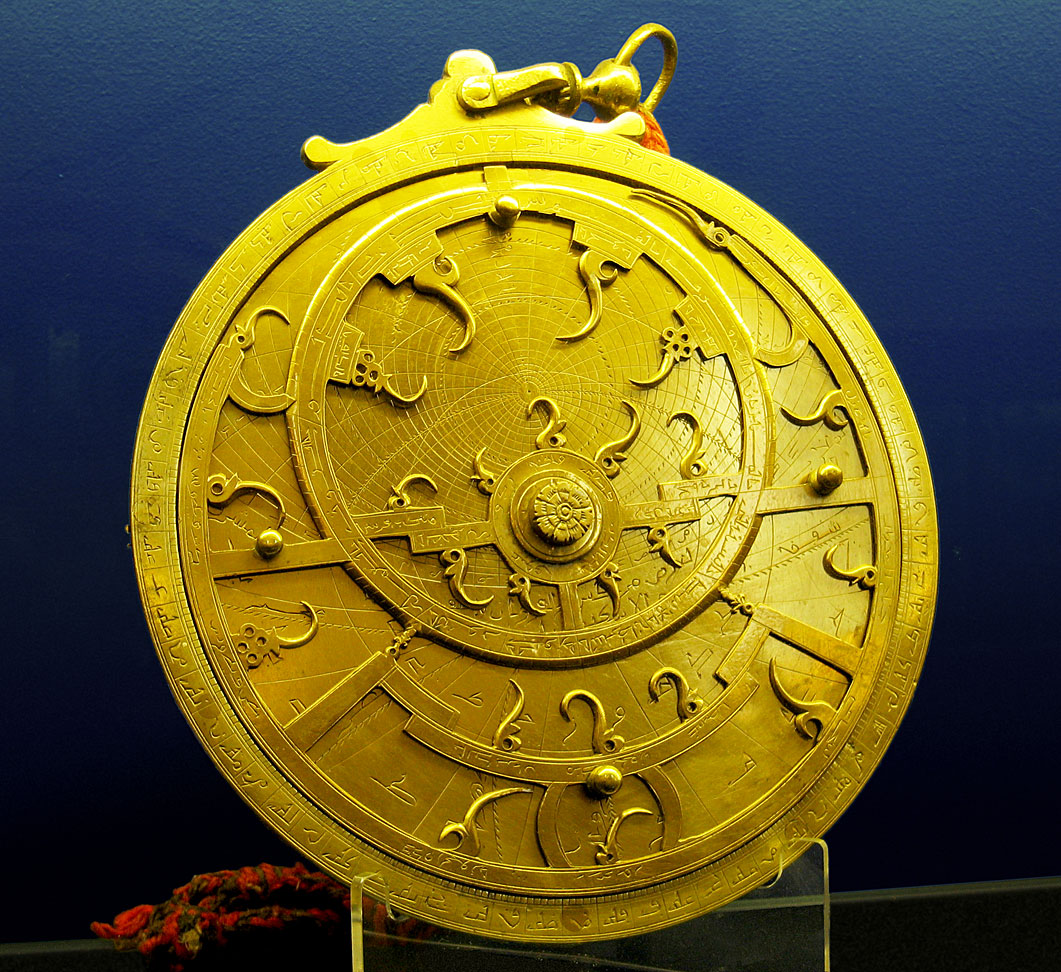
Un astrolabe persan du XVIIIe siècle, exposé au musée Whipple d'histoire des sciences (Cambridge, Royaume-Uni).

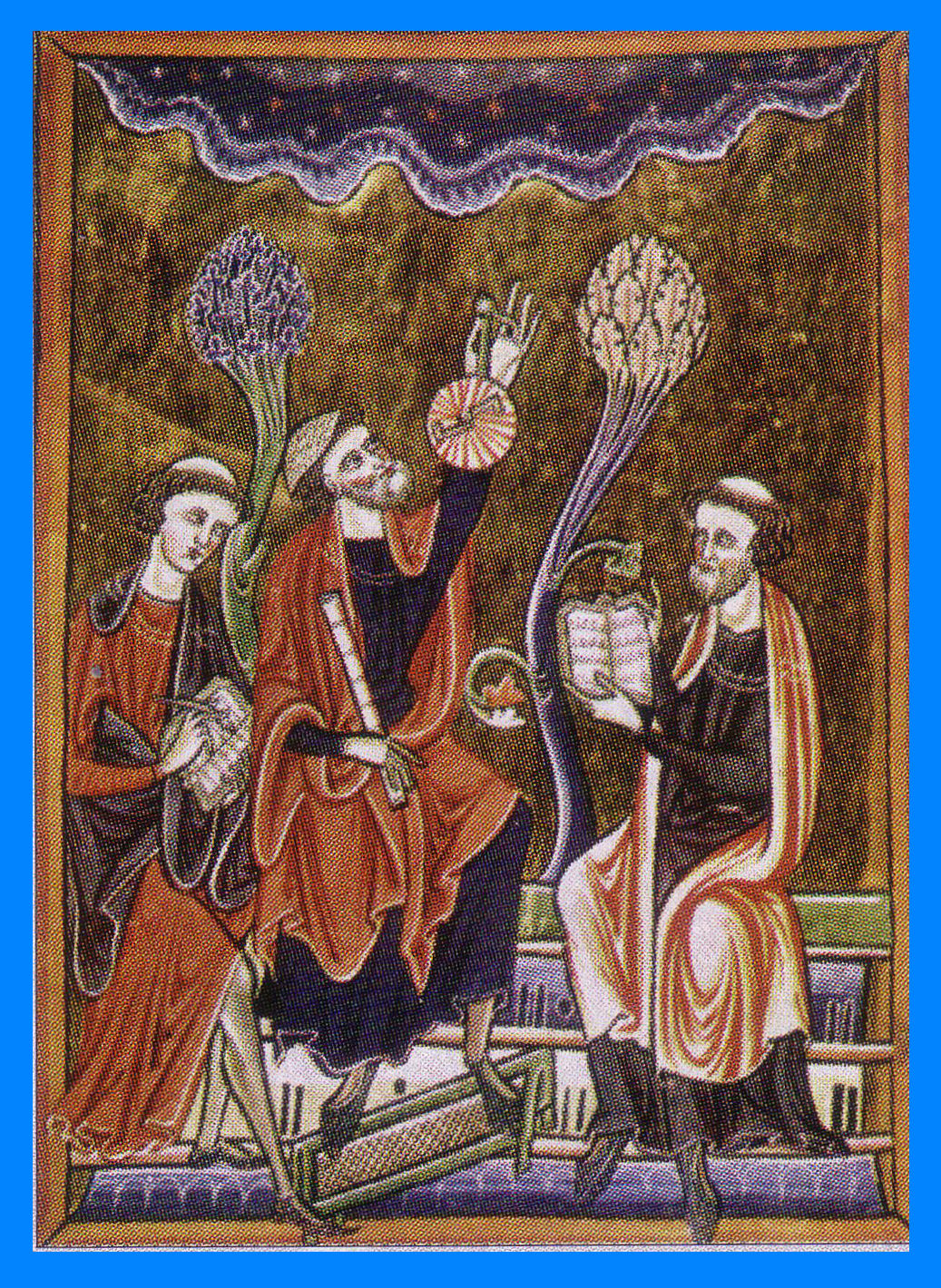
Utilisation d'un astrolabe dans le Psautier de Blanche de Castille, Bibliothèque de l'Arsenal, Paris.

L’astrolabe (du grec ancien ἀστρολάβος / astrolábos via le latin médiéval astrolabium, « preneur d'astres ») est un instrument astronomique d'observation et de calcul analogique. Instrument aux fonctions multiples, il permet notamment de mesurer la hauteur des étoiles, dont le soleil, et ainsi de déterminer l'heure de l'observation et la direction de l'astre. Sa conception, dont les origines grecques remontent à l'Antiquité, bien plus tard perfectionnée par les Arabes, s'appuie sur une projection plane de la sphère céleste et de la sphère locale, dite projection stéréographique.
Une adaptation simplifiée, l'astrolabe nautique, a été utilisée pour la navigation maritime.

## Éléments constitutifs
Les astrolabes classiques sont presque tous construits sur le même modèle.
Une analyse technique sommaire de l'instrument permet de visualiser son agencement et de fixer le vocabulaire de référence employé.
Constitution

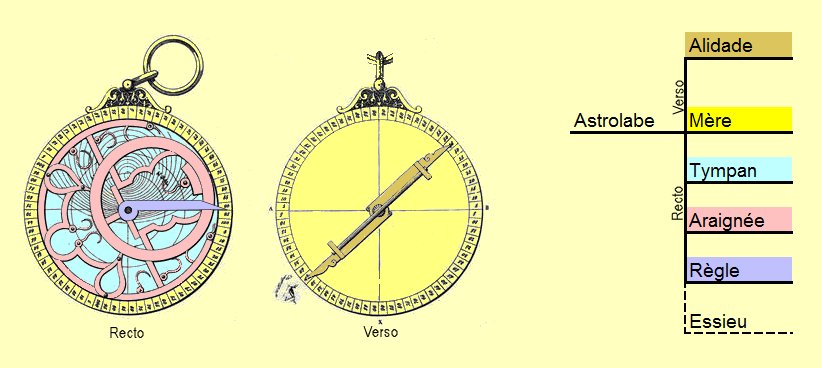
Organigramme d'agencement d'un astrolabe planisphérique.

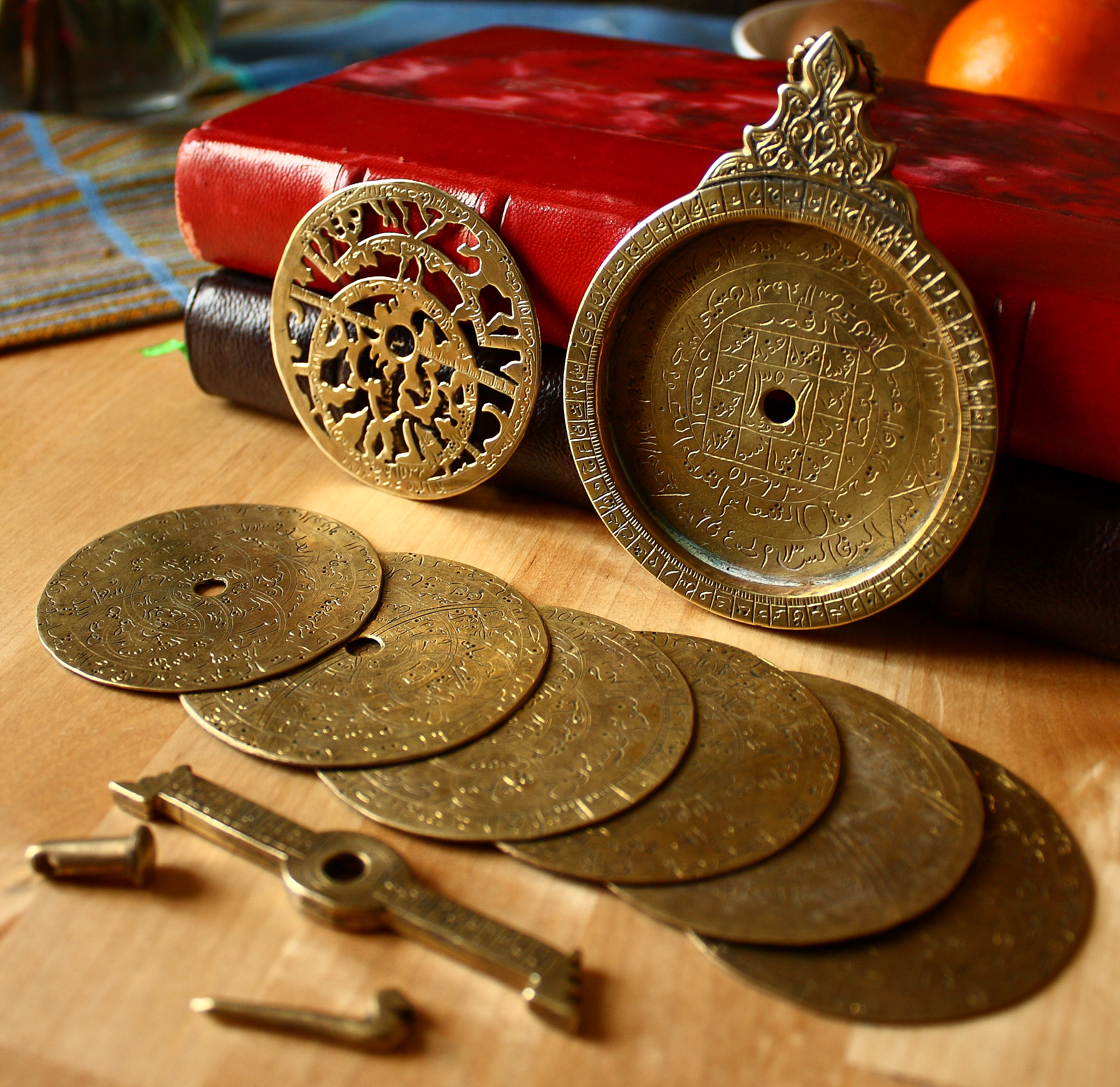
Astrolabe du XVIII désassemblé, montrant son jeu de tympans.

- La mère, dite parfois « matrice », est le disque principal sur lequel sont centrés les autres éléments. Son limbe est gradué. Sur sa partie supérieure se trouve le trône, souvent ouvragé, qui supporte l'anneau de suspension par l'intermédiaire d'une bélière.
- L'alidade (au verso) permet de viser les astres.
- Le tympan est un disque rapporté, intégré dans la mère. Sur sa face visible on trouve des tracés de réseaux de lignes nécessaires au calcul de l'heure, qui dépendent de la latitude du lieu. Il y a le plus souvent plusieurs tympans par astrolabe, correspondant chacun à une latitude.
- L'araignée[2], est la projection de la carte simplifiée du ciel. Y sont placées les principales étoiles et le cercle de l'écliptique, lieu du Soleil dans son déplacement annuel. Elle tourne, comme le ciel, autour de son axe, en 24 heures.
- La règle, ou « ostenseur », permet, par rotation, l'alignement de points de l'araignée avec des repères sur la mère ou le tympan.
- Un essieu, dont la conception a varié au cours des siècles, assure l'assemblage de l'ensemble.

## Description fonctionnelle partielle
L'astrolabe superpose deux fonctions principales différentes qui peuvent être associées : mesurer la hauteur d'un astre d'une part et déterminer l'heure de l'observation d'autre part. La mise en œuvre de ces deux fonctions permet de décrire la constitution et les tracés élémentaires de l'instrument.

### Au verso, mesure d'une hauteur

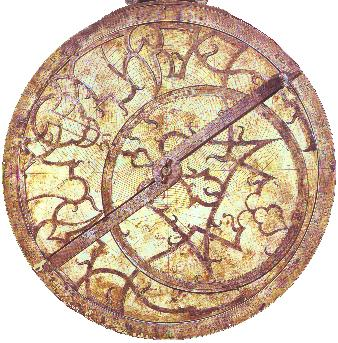
Astrolabe du XVIe siècle.

Sur les astrolabes modernes, la mesure de la hauteur d'un astre (Soleil, autre étoile ou planète) - ou d'un objet quelconque -, s'effectue au verso de l'instrument. Cette opération est l'usage le plus simple que l'on puisse effectuer avec l'astrolabe. C'est la seule fonction réalisée par un astrolabe nautique, qui n'a pas d'abaque  au recto.

#### Éléments mis en œuvre
- l'alidade à pinnules, centrée sur la mère ; elle permet la visée de l'objet observé et ses extrémités en biseau sont conçues pour lire précisément la hauteur recherchée ;
- le limbe qui est la couronne circulaire de la mère portant la graduation angulaire. Cette graduation est en degrés, les points « zéro » sont dans le plan horizontal, origine de la mesure de l'angle de hauteur ;
- les calendriers : La hauteur des astres varie en fonction de l'heure du jour et de la date du calendrier. Pour l'étape suivante, déterminer l'heure des observations, il est nécessaire de passer de la date commune à la date du calendrier zodiacal traditionnel, ce dernier étant le seul utilisé pour déterminer l'heure sur l'instrument. Cette opération de transfert s'effectue, sur le pourtour de l'instrument, en deçà de la graduation, grâce aux calendriers. Ici, de l'intérieur vers l'extérieur on trouve :
  - le calendrier civil avec ses mois et ses jours donnant la date commune ;
  - le calendrier zodiacal avec ses douze signes traditionnels et sa graduation spécifique sur 360°, chaque signe étant divisé en 30°.

#### Étapes pour mesurer une hauteur
1. tenir l'instrument verticalement en le tenant par son anneau ou par un simple cordon ;
2. l'orienter vers l'astre à observer et effectuer la visée grâce à l'alidade à pinnules ;
3. l'observation étant effectuée, on lit sur le limbe de la mère, l'angle de hauteur, (angle entre l'horizontale et l'inclinaison de l'alidade)[N 1].

Pour la visée :
- si l'astre est une étoile, l'œil de l'observateur vise directement l'astre à travers les deux pinnules de l'alidade.
- si la visée concerne le Soleil, l'observateur se décale pour éviter une brûlure aux yeux. Il recherche alors la position de l'alidade où le rayon du Soleil, passant à travers le trou de la pinnule la plus éloignée, frappe le trou le plus proche de sa lumière. Cette opération s'appelait « peser le Soleil ».

Mesure de la hauteur d'un astre
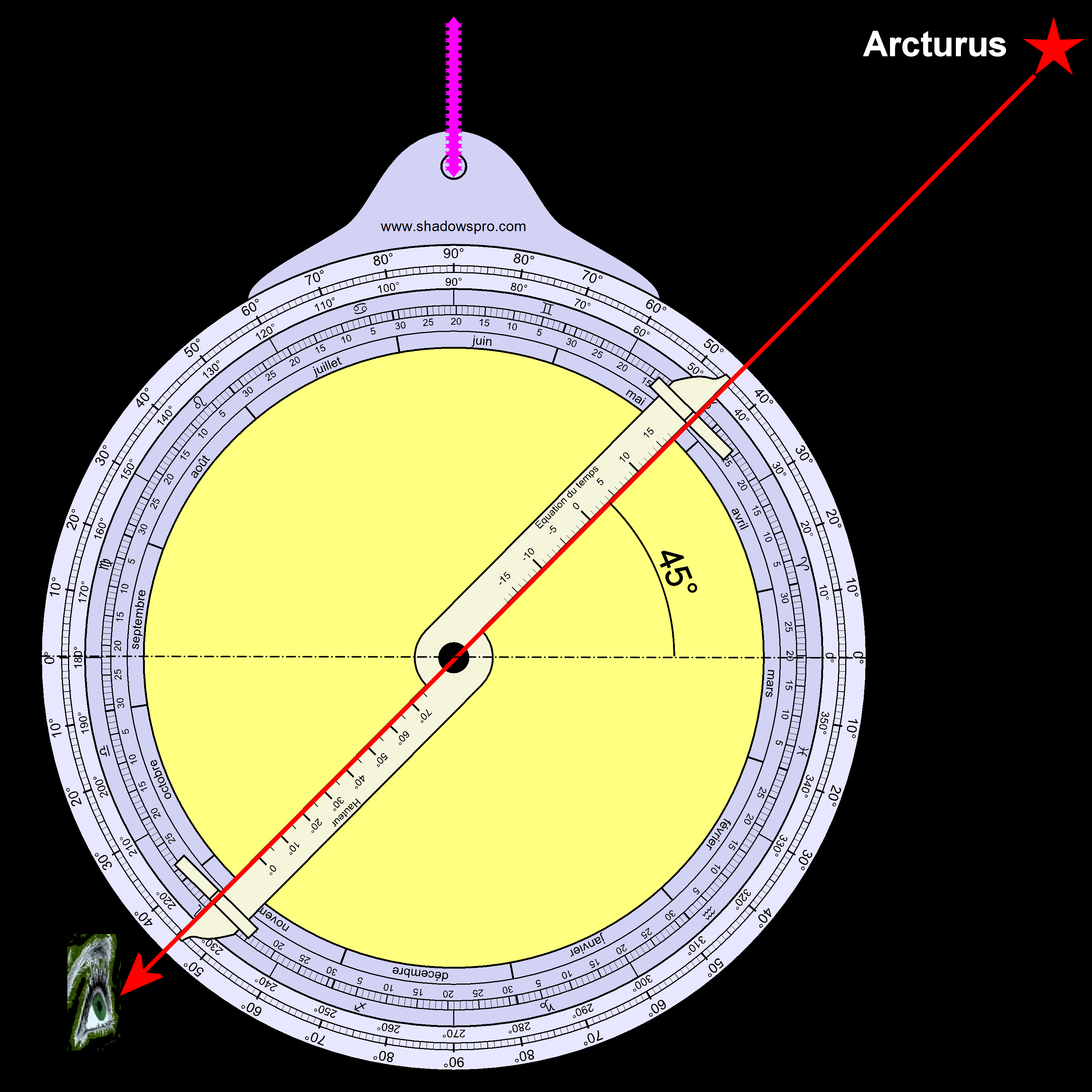
1 - Mesure de la hauteur d'Arcturus.
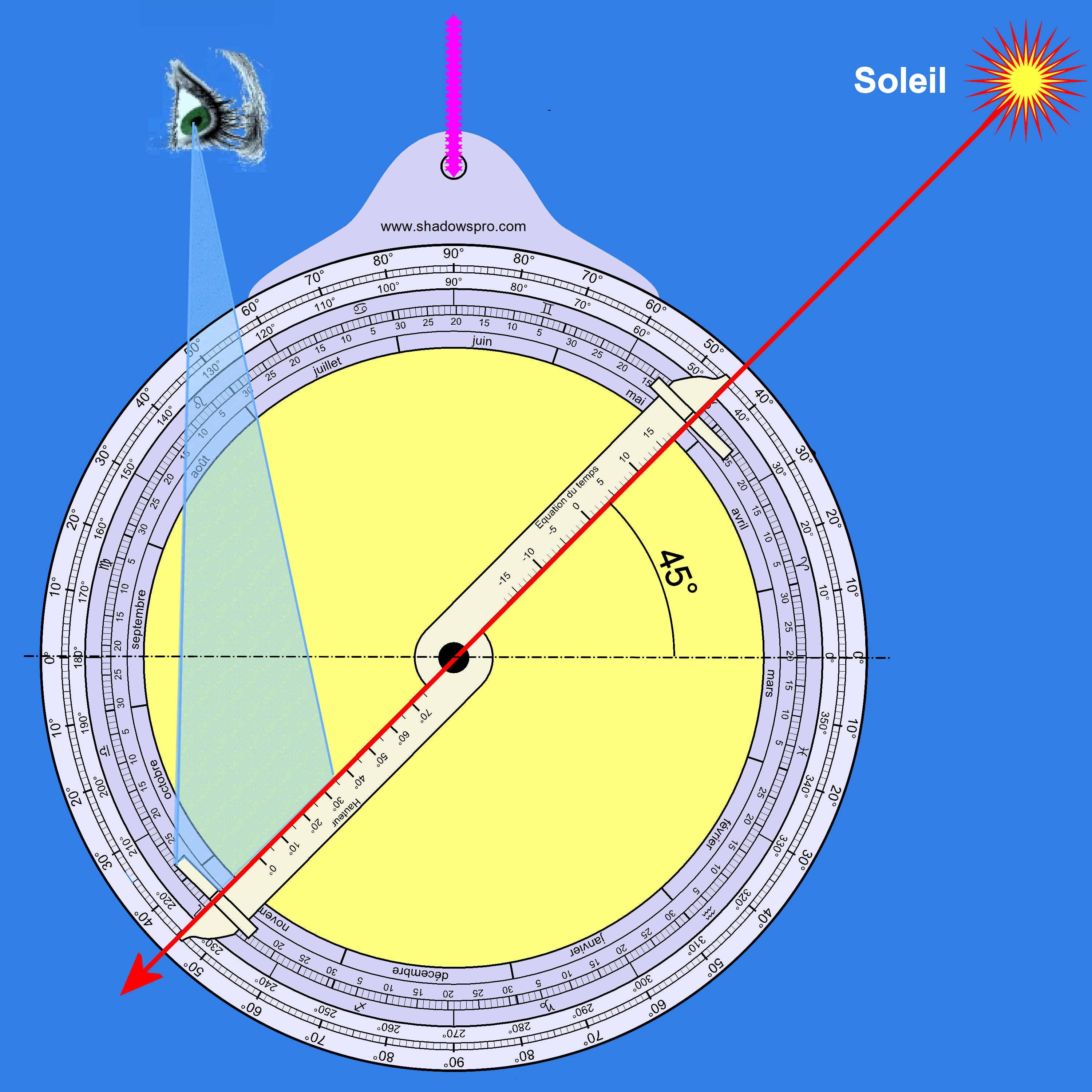
2 - Mesure de la hauteur du Soleil.

Commentaires

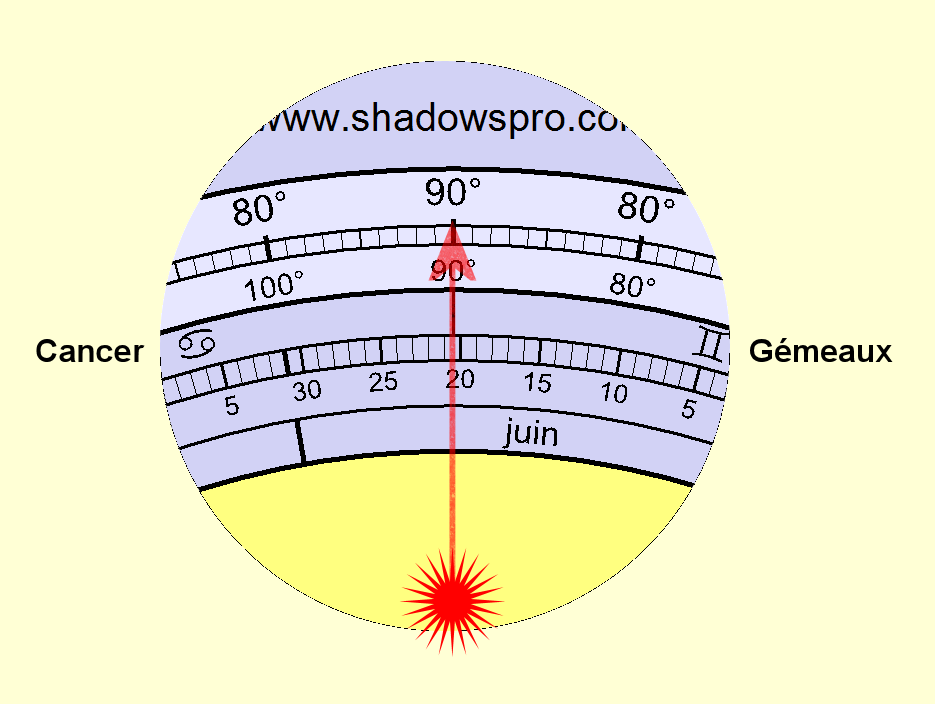
3 - Passage du calendrier civil au calendrier zodiacal.

Les observations proposées, pour simplification, sont effectuées le même jour, le 21 juin, jour de l'été, à une même latitude, 48,8°, celle de Paris.
1. Arcturus est une belle étoile rouge, de première grandeur, située dans la constellation du Bouvier, dans le prolongement de la queue de la Grande Ourse ;
2. le Soleil ne doit pas être regardé de face (rappel). D'anciens astronomes s'y sont brûlé les yeux ;
3. sur les calendriers, on note que le jour de l'été (vers le 21 juin) correspond à l'entrée du Soleil dans le signe du Cancer (♋), hypothèse retenue pour la suite.

### Au recto, détermination de l'heure
Le recto de l'astrolabe avec ses pièces principales permet de déterminer, entre autres, l'heure solaire dite aussi heure équinoxiale, à partir des données précédentes.

#### Description fonctionnelle des pièces principales
- La mère a son limbe gradué en degrés et les heures solaires y sont inscrites numérotées de 0 à 24 sur son pourtour. À plat, son orientation est donnée par la direction du sud correspondant à l'heure de midi dirigée vers l'anneau de suspension, avec l'est à gauche (heures du matin) et l'ouest à droite (heures du soir)[N 2] ;
- Le tympan intégré dans la mère est orienté. Pour déterminer l'heure, un réseau de cercles d'égale hauteur y est projeté et gravé. Ces cercles sont le plus souvent désignés par le terme almicantarat ou sa variante « almucantarat », issu de l'arabe et préféré des astronomes. L'almucantarat 0° (hauteur = 0°) correspond à l'horizon du lieu d'observation ; le réseau est généralement tracé de 5° en 5° jusqu'à la verticale du lieu (zénith), avec parfois les almucantarats des crépuscules (-6°, -12°, -18°). L'almucantarat 45°, correspondant aux exemples de hauteurs déterminés précédemment, est ici surligné en rouge. Sa partie gauche concerne des positions avant midi, celle de droite celles de l'après-midi ;
- Orthogonal au réseau précédent, un réseau de cercles de direction, également gradué de 5 en 5° au niveau de l'horizon, donne la direction du point observé.
- L'araignée avec ses étoiles et l'écliptique est la pièce la plus ouvragée de l'instrument. Sur l'exemple de l'araignée du logiciel Shadows sont données quelques étoiles dont Arcturus. Sur le cercle de l'écliptique on trouve les signes du zodiaque avec leurs graduations traditionnelles. Autrement dit et à la différence des étoiles qui sont fixes, le cercle de l'écliptique, comme souligné précédemment, indique les différentes positions du Soleil tout au long de l'année, avec des graduations selon le calendrier zodiacal.

Pièces d'astrolabe pour la latitude de Paris (Tracé par le logiciel Shadows)
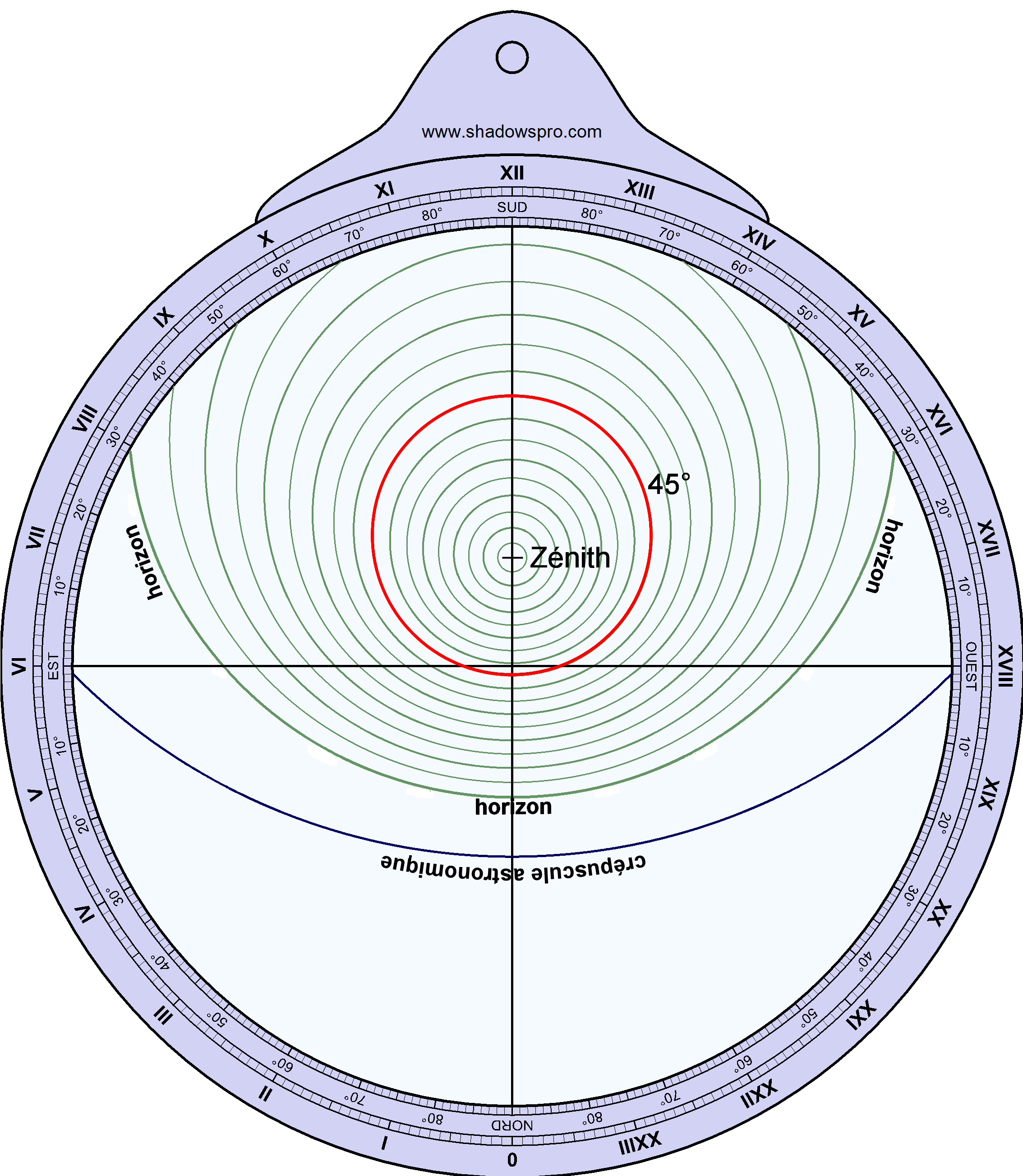
Mère et tympan simplifié pour une latitude de 48,8°.
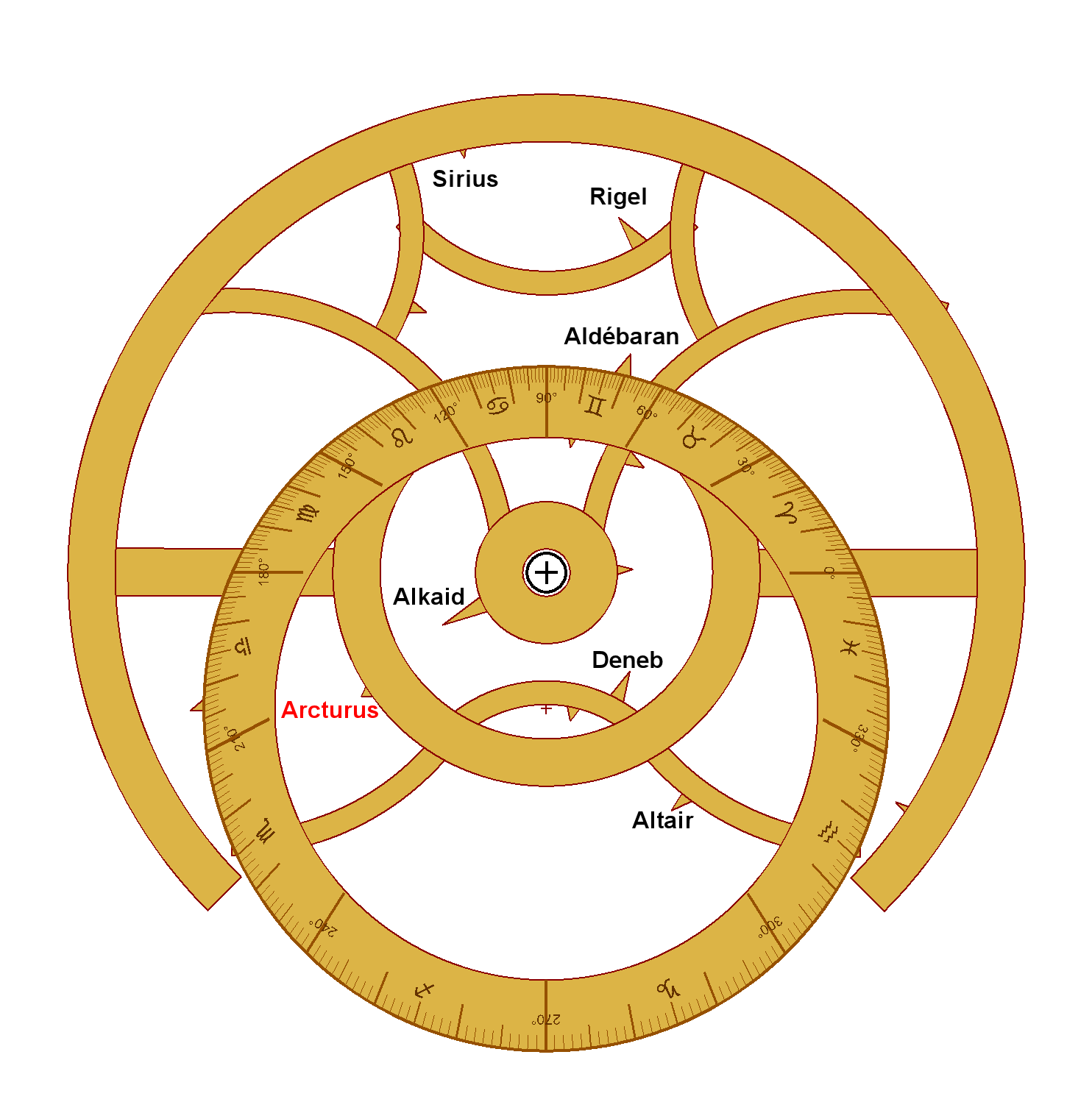
Araignée où sont notées quelques étoiles et le cercle de l'écliptique.

La rotation de l'araignée représente la rotation de la voûte céleste en 24 heures et le système de coordonnées horaires, et le tympan représente hauteurs et directions en Système de coordonnées horizontales. Le recto de l'astrolabe fonctionne comme un abaque permettant la conversion graphique entre ces deux systèmes de repérage :
- Ayant relevé la hauteur d'un astre au-dessus de l'horizon, il va falloir repérer le point représentatif de cet astre sur l'araignée, et faire tourner l'araignée jusqu'à ce que ce point soit positionné sur l'almucantarat de la hauteur mesurée. Ce réglage étant fait, l'angle de rotation correspond à l'heure, et le point est sur le cercle de direction correspondant à la direction d'observation. C'est l'utilisation de l'astrolabe comme instrument de mesure, montre ou boussole.
- Quand la hauteur considérée est nulle (horizon) ou négative, ce même processus permet de déterminer les heures de lever et de coucher du soleil, ou de crépuscule, ou l'heure et la direction de lever ou de coucher d'une étoile.
- Inversement, il est possible de faire tourner l'araignée de l'angle correspondant à une heure et une date donnée. L'astrolabe donne alors les hauteurs et directions des différents astres repérables sur la voûte céleste. Cette utilisation de l'astrolabe permet d'illustrer la manière dont les astres se déplacent dans le ciel ; mais également de positionner les domifications (heures inégales) en astrologie.
- Il est théoriquement possible, également, de relever la direction d'un astre et d'en déduire l'heure après rotation de l'araignée, mais cette lecture inverse ne présente guère d'intérêt pratique.

#### Étapes pour déterminer l'heure
- on suppose que la hauteur de l'astre (Arcturus ou le Soleil) a été mesurée selon la méthode indiquée dans le paragraphe dédié ci-dessus, et que l'on a mesuré 45°,

- si c'est à partir de la mesure de la hauteur du Soleil :
  1. repérer la position du soleil sur l'écliptique de l'araignée en fonction de la date courante ; dans cet exemple il est à l'entrée du signe du Cancer (♋) ;
  2. l'amener en contact, en tournant cette dernière, avec l'almucantarat « 45° après midi / sud ouest » sur le tympan ;
  3. faire coïncider la règle avec ce double point[4] ;
  4. lire, dans le prolongement de la règle, sur le limbe de la mère, l'heure solaire : 15 h 10 min.

- ou bien si c'est à partir de la mesure de la hauteur d'Arcturus :
  1. repérer Arcturus sur l'araignée ;
  2. l'amener en contact, en tournant cette dernière, avec l'almucantarat « 45° sud ouest » sur le tympan ;
  3. placer la règle dans l'alignement du Soleil situé à l'entrée du signe du Cancer[4] ;
  4. lire, dans le prolongement de la règle, sur le limbe de la mère, l'heure solaire[N 3] : 23 h 03 min.

Détermination de l'heure
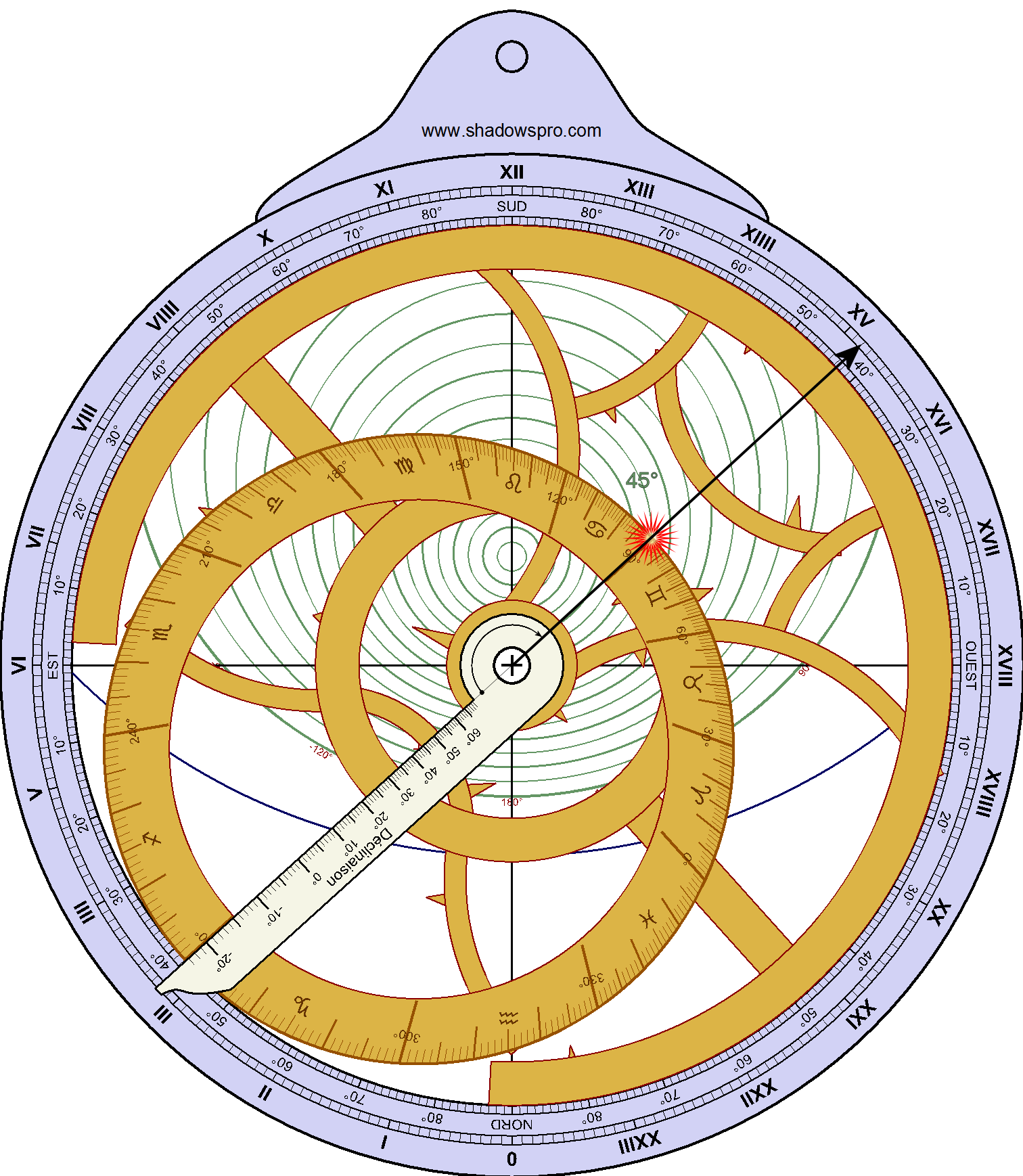
À partir de la mesure de la hauteur du Soleil.
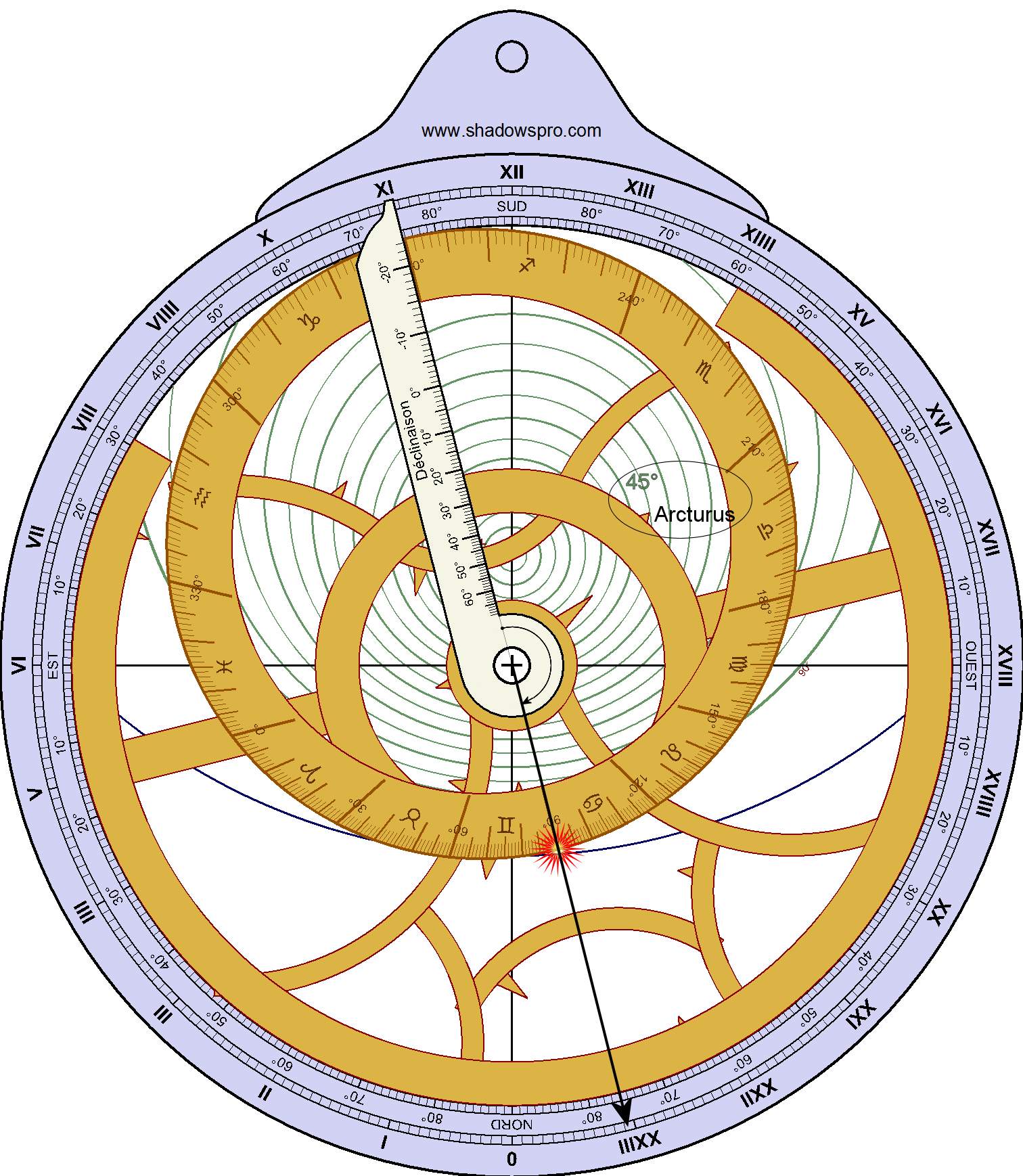
À partir de la mesure de la hauteur d'Arcturus.

## Projection stéréographique
L'astrolabe « planisphérique » est obtenu par projection de la sphère céleste associée à la sphère locale. Ces deux sphères peuvent être imagées par une représentation redressée modélisée de la sphère armillaire. La projection utilisée, dite projection stéréographique, a pour propriété essentielle de transformer les cercles de la sphère en d'autres cercles, qu'il est facile de tracer dans le plan de projection lorsqu'on en connaît certains points.
La projection stéréographique dilate très fortement les régions éloignées du centre, donc ici celles comprises entre les tropiques célestes, au détriment de la région polaire. Cet « inconvénient » lorsqu'il s'agit de représenter les constellations devient un avantage dans le cas d'un astrolabe, puisque ce sont précisément les visées situées entre les tropiques célestes qui permettent de déterminer l'heure et la direction avec le plus de précision.

Sphère armillaire de référence
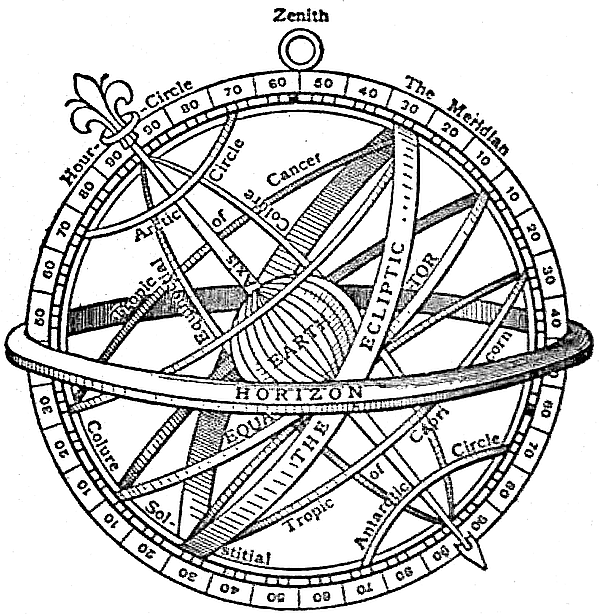
Une sphère armillaire en position classique.
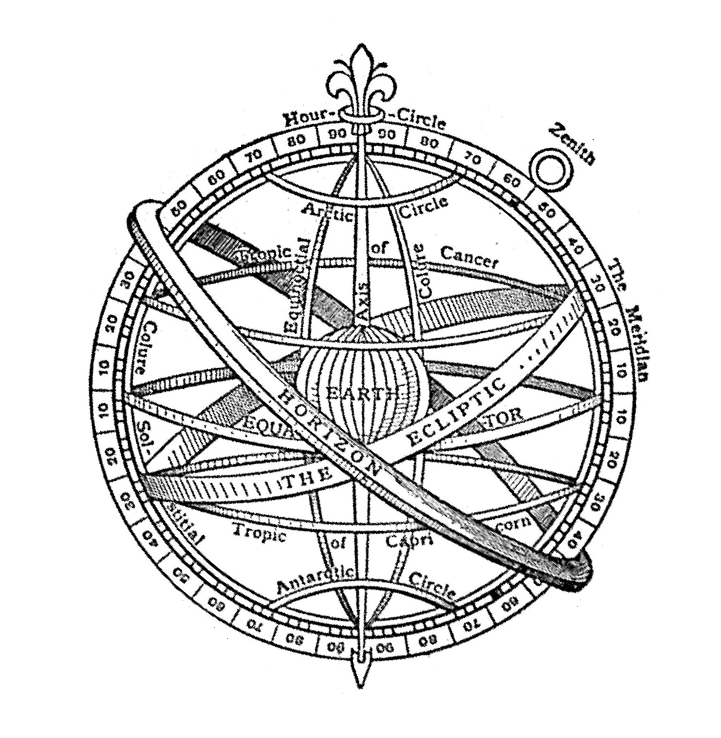
Sphère redressée suivant verticale N-S.
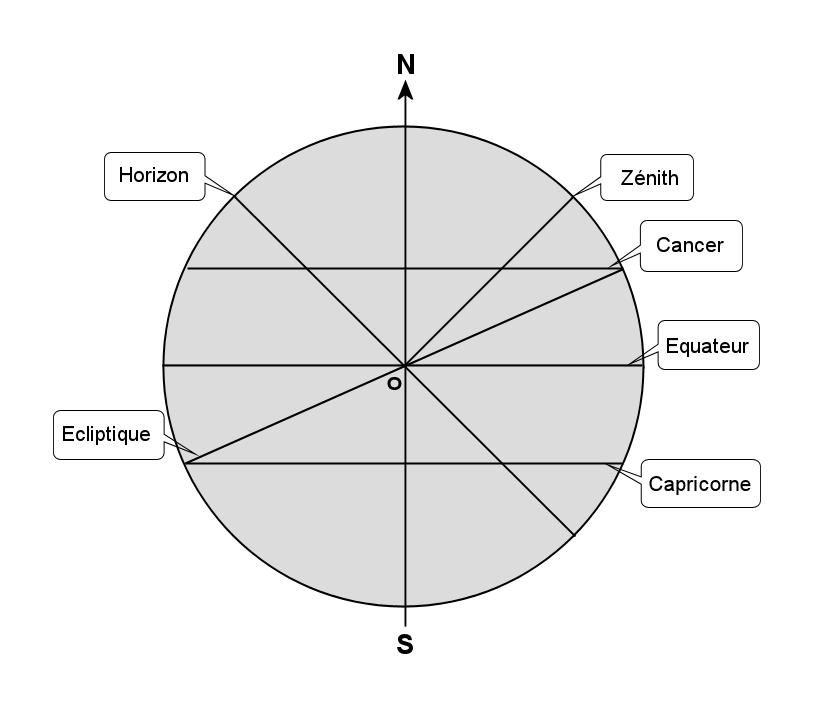
Son modèle pour projection stéréographique.

La projection a son centre en S, pôle sud de la sphère dans l'astrolabe classique, et son plan de projection est le plan de l'équateur. Elle va permettre :
- à partir de la sphère céleste, de projeter sur l'araignée :
  - le tropique du Capricorne qui ici sera le cercle du diamètre extérieur de l'araignée ;
  - l'équateur et le tropique du Cancer : ces deux cercles sont le plus souvent confinés sur le tympan ;
  - l'écliptique, cercle tangent aux cercles du Capricorne et du Cancer ;
  - les étoiles pourront alors être définies en position, à partir de tables astronomiques.

- à partir de la sphère locale, d'obtenir sur le tympan :
  - le réseau des almucantarats, dont l'horizon, almucantarat 0° : son arc est limité bien sûr au diamètre du tympan ; de la même façon tous les cercles de hauteur pourront y être projetés ;
  - le faisceau des azimuts dont le cercle d'azimut 90° : son arc est généralement limité à l'horizon, comme les autres cercles d'azimut qui pourraient être représentés. Cette limitation aux arcs d'azimut laisse la partie sous l'horizon disponible pour un tracé (non stéréographique) des heures inégales par exemple.

Projection stéréographique pour φ = 45°
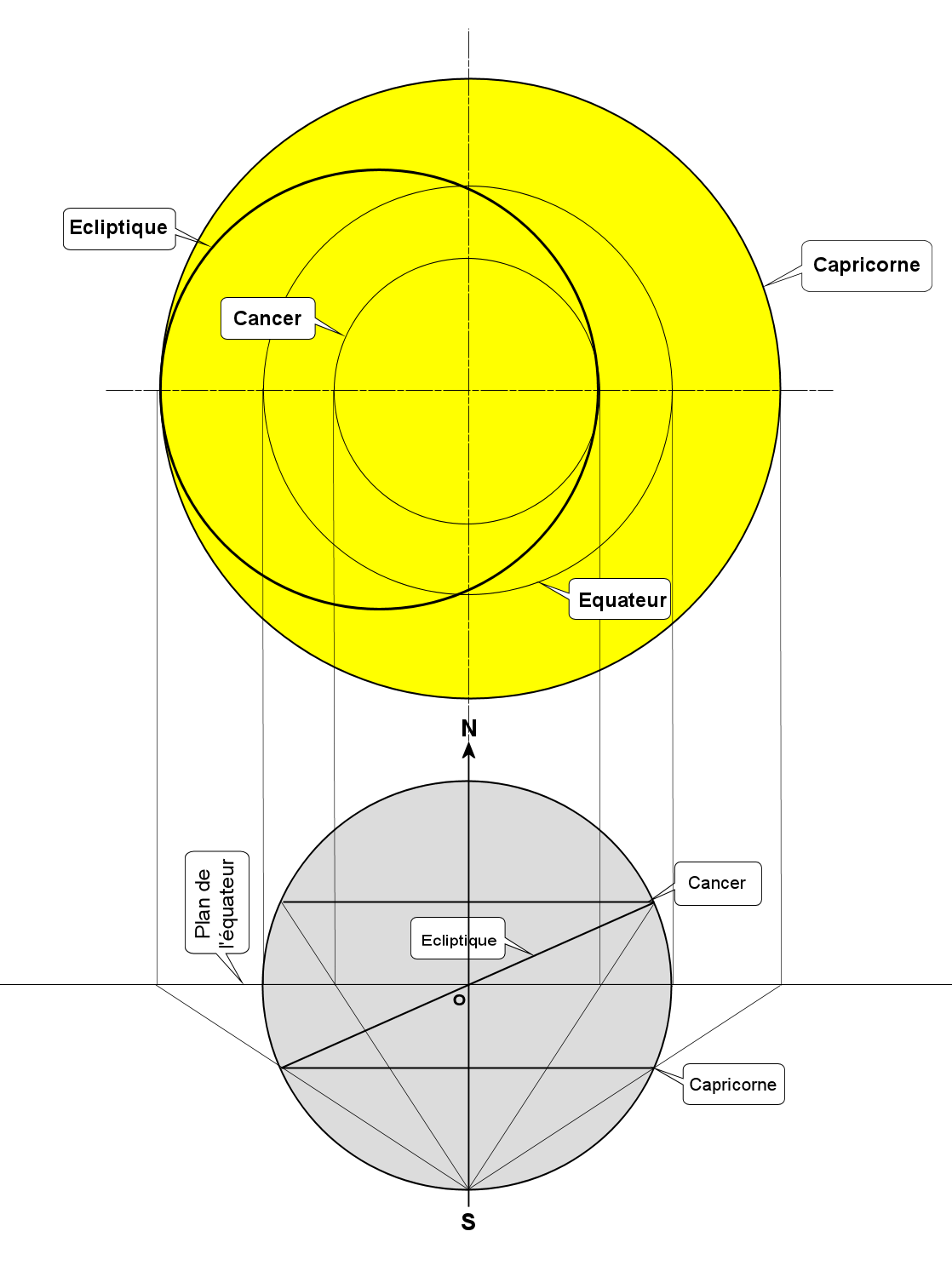
Projection sur l'araignée : tropiques, équateur, écliptique.
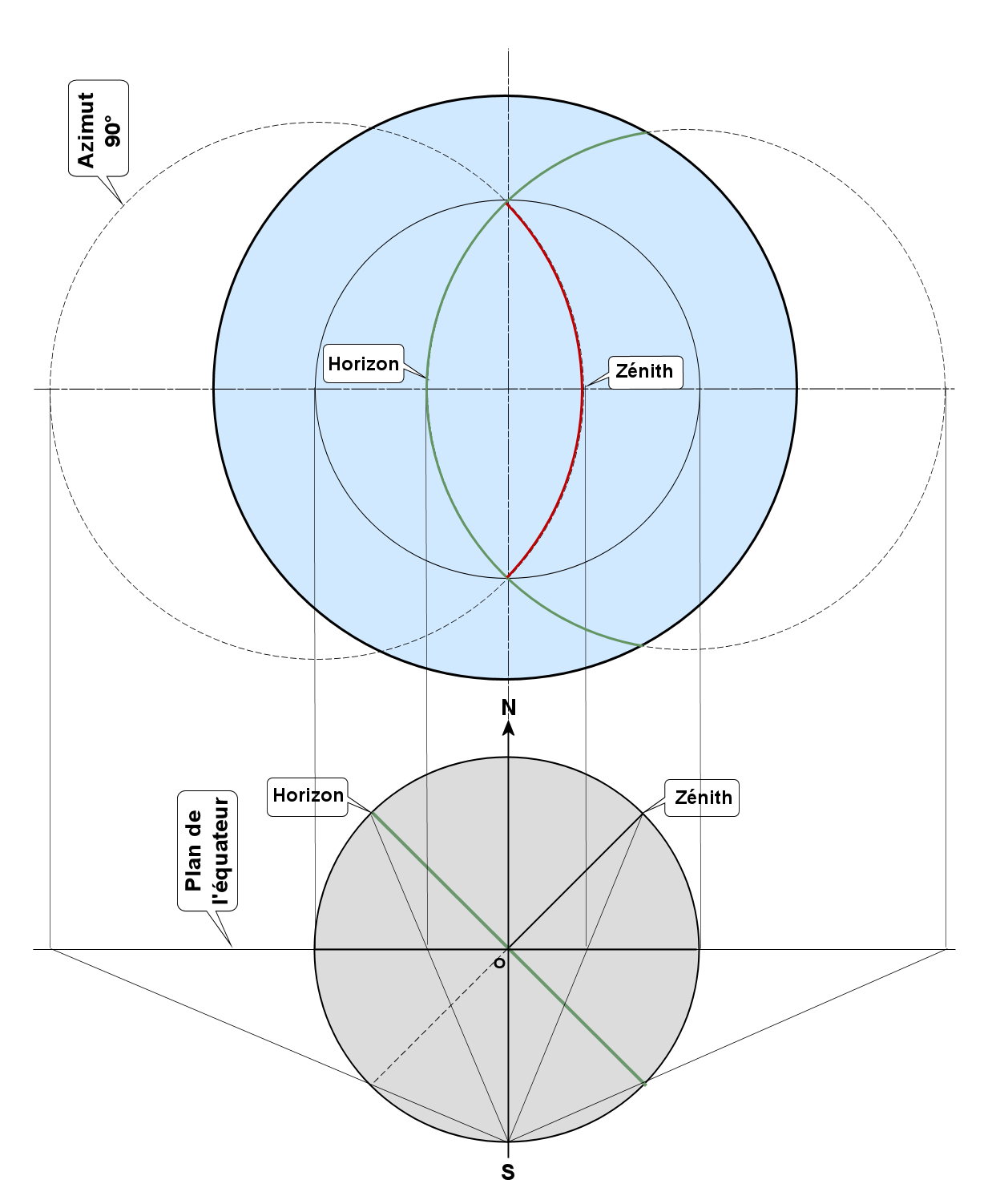
Projection sur le tympan : horizon, azimut 90°.

## Autres fonctions
L'utilisation de l'astrolabe ne se limite pas à la détermination de la hauteur des astres et à l'heure des observations.
Son usage, à l'origine astronomique, s'est étendu aux domaines religieux, astrologique et topographique.

### Usage astronomique
Sur un tympan complet, on trouve les almucantarats, le faisceau des azimuts et le tracé des heures temporaires. Tout problème concernant l'association de ces éléments peut être traité avec l'astrolabe : trouver l'azimut et l'orientation de l'observateur d'une part et, d'autre part, l'heure temporaire d'une observation, qu'elle soit quelconque ou effectuée aux instants du lever ou coucher des astres, aux crépuscules, etc.…

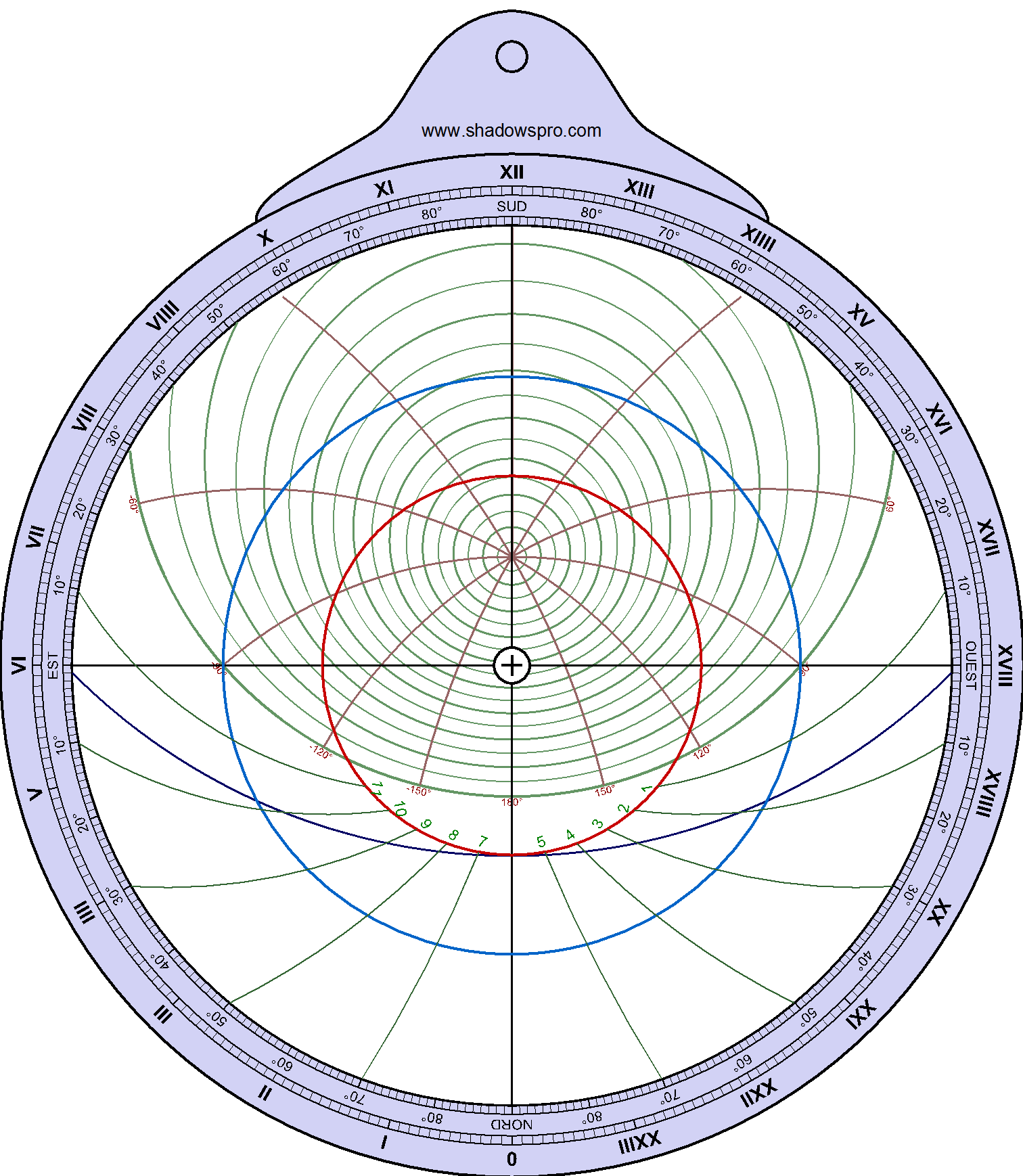
Tympan complet.
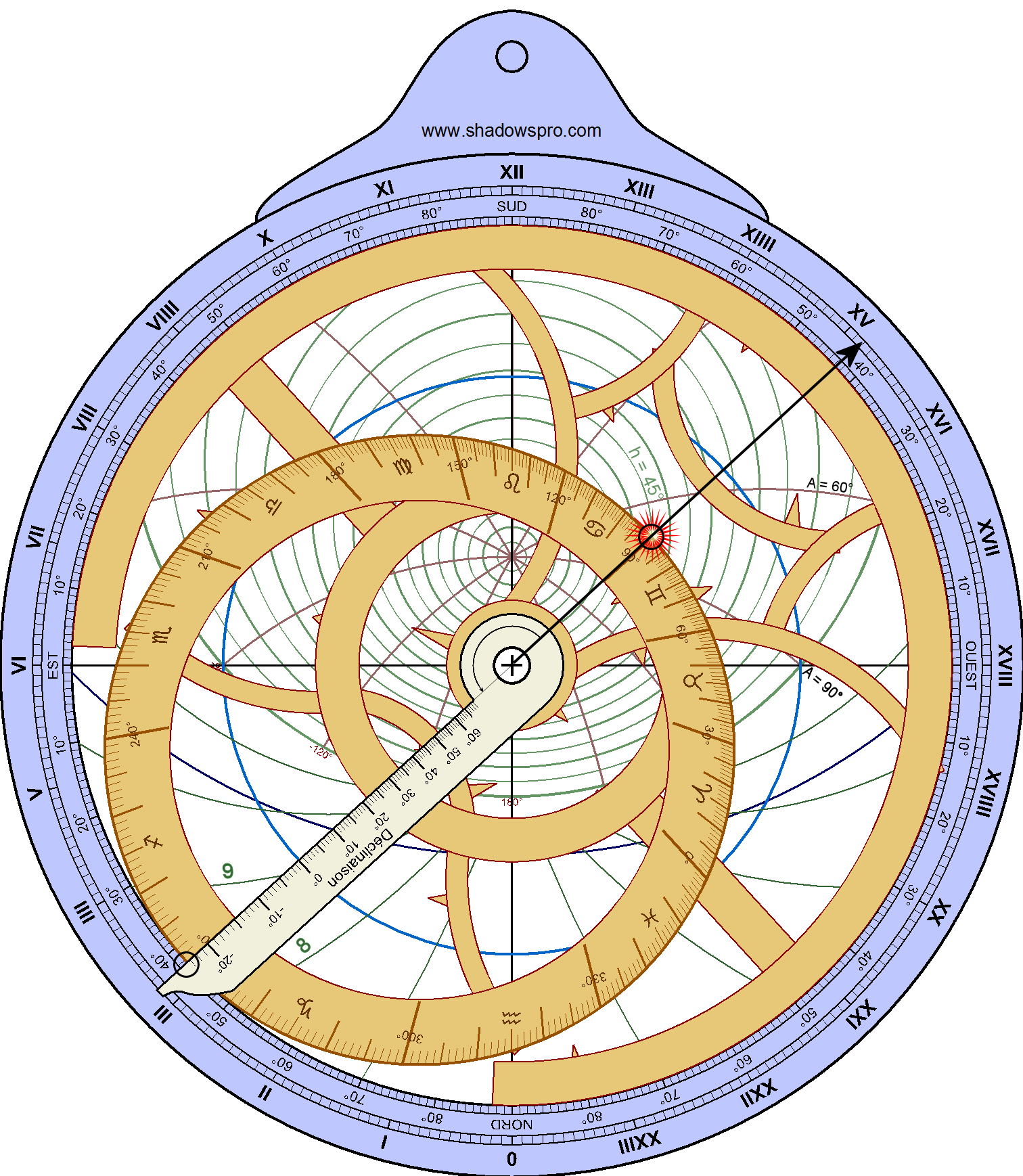
Exemple.

Exemple
Dans l'exemple précité d'une observation du Soleil, l'après-midi du jour de l'été, on trouvait, pour une hauteur de 45°, l'heure de l'observation : 15 h 10 min. Avec un tympan complet on trouve aussi :
- l'azimut : sur la figure, entre 90 et 60° ; avec une résolution plus grande on trouverait 75°, ce qui permet de s'orienter par rapport au sud ;
- la déclinaison solaire est lue sur la règle en position : 23,5° (c'est pour l'exemple l'inclinaison de l'écliptique) ;
- l'heure temporaire : sur le tympan, les heures temporaires sont situées sous l'horizon, ce qui correspond aux heures de nuit numérotées de 1 à 5 (avant minuit) et de 7 à 11 (après minuit) ; pour connaitre l'heure temporaire correspondant à 15 h 10 min, il faut inverser règle et déclinaison comme représenté sur la figure : on lit pour une déclinaison de + 23,5° (vers l'extérieur), une heure temporaire située entre 8 et 9 ; l'observation a donc lieu vers 8,5 heure temporaire.

Le diagramme des heures temporaires
Au verso de l'instrument on trouve souvent un diagramme permettant de déterminer grossièrement l'heure temporaire par observation du Soleil, ceci quelle que soit la latitude du lieu, à condition que cette dernière soit connue. Ce diagramme n'a aucun rapport avec la projection stéréographique de l'astrolabe. Il est présenté en détail sur la page du quadrant horaire : accès au diagramme en ligne.

Diagramme double d'heures temporaires
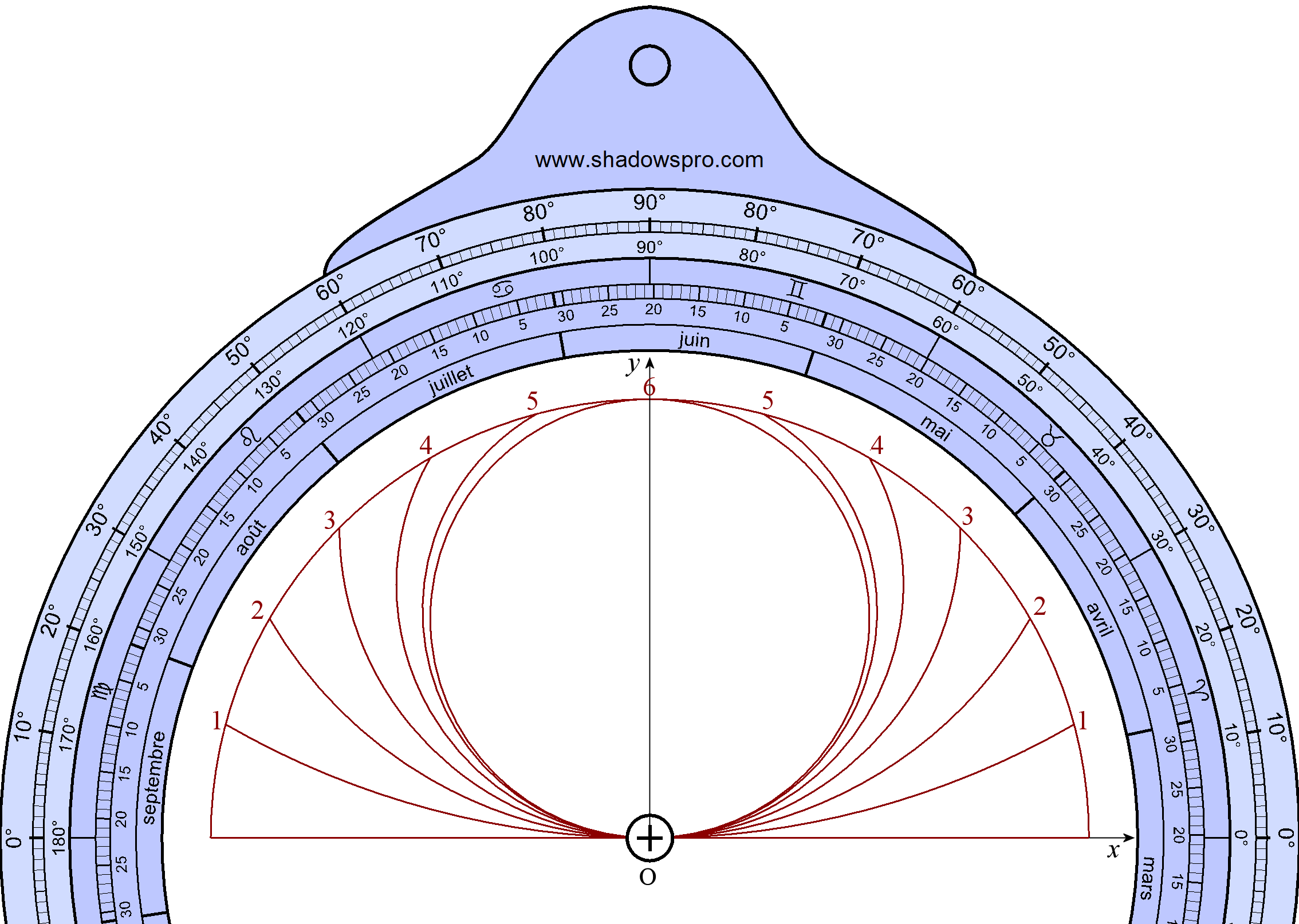
Localisation au dos d'un astrolabe.
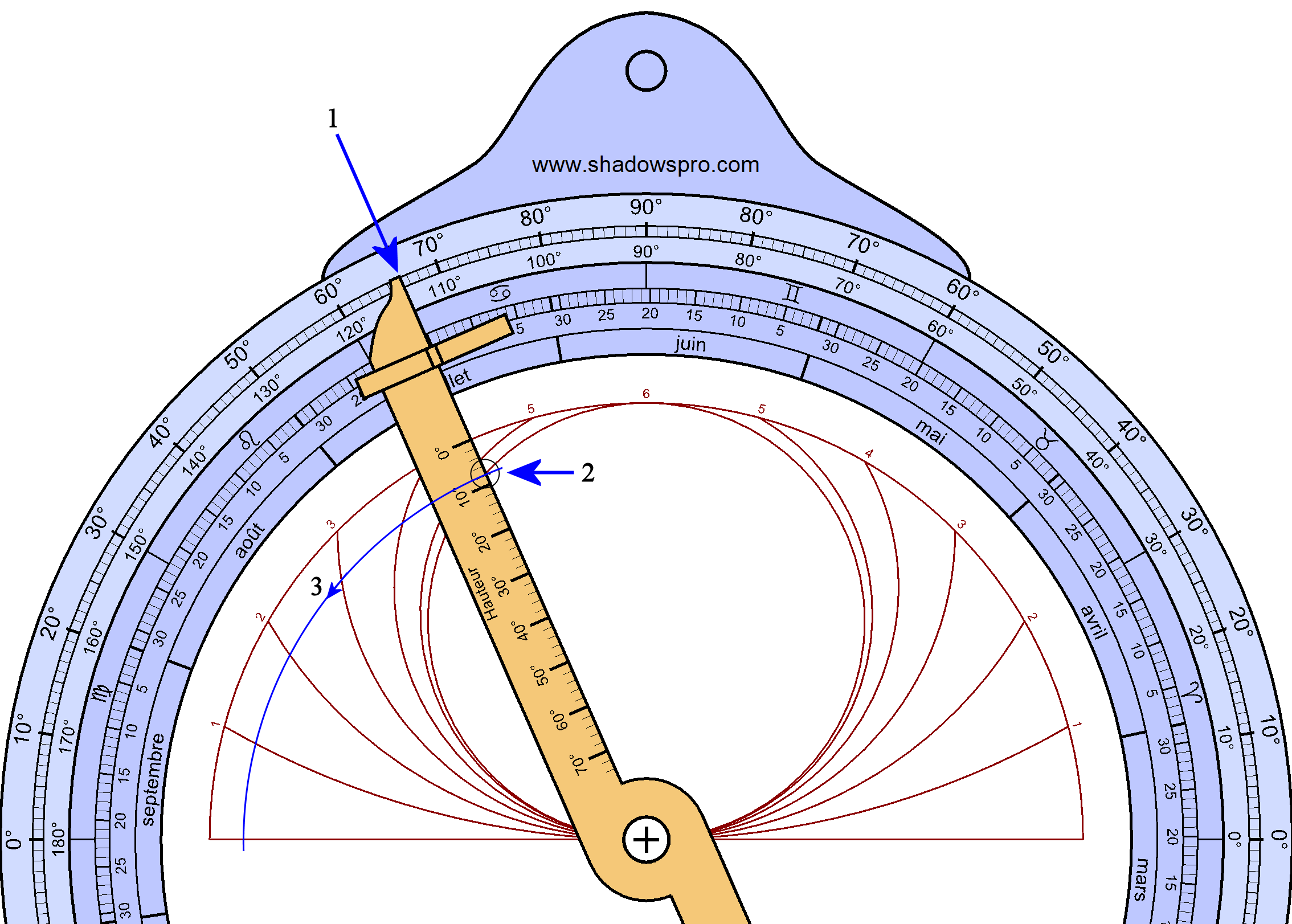
Utilisation avec l'alidade.

### Usage religieux
Instrument astronomique et horaire, perfectionné par les civilisations islamiques, il est logique de trouver sur les tympans arabes les instants des prières et parfois un tracé pour déterminer la qibla, la direction de La Mecque.
Prières
Les deux prières concernées sont la prière de la mi-journée adh-dhouhr et celle de l'après-midi al-'asr, plus communément désignées par « zuhr » ou « dohre » et « asr » dans les anciens ouvrages français. On trouve leur tracé sur des tympans d'astrolabes islamiques, dans le réseau des heures temporaires. Leur utilisation nécessite les mêmes manipulations que celles employées pour trouver une heure temporaire, mais à l'inverse : on part de la lecture de l'instant de la prière pour remonter jusqu'à la hauteur du Soleil. C'est à l'instant de cette dernière observation que le muezzin effectue son appel à la prière.

Heures de prières musulmanes
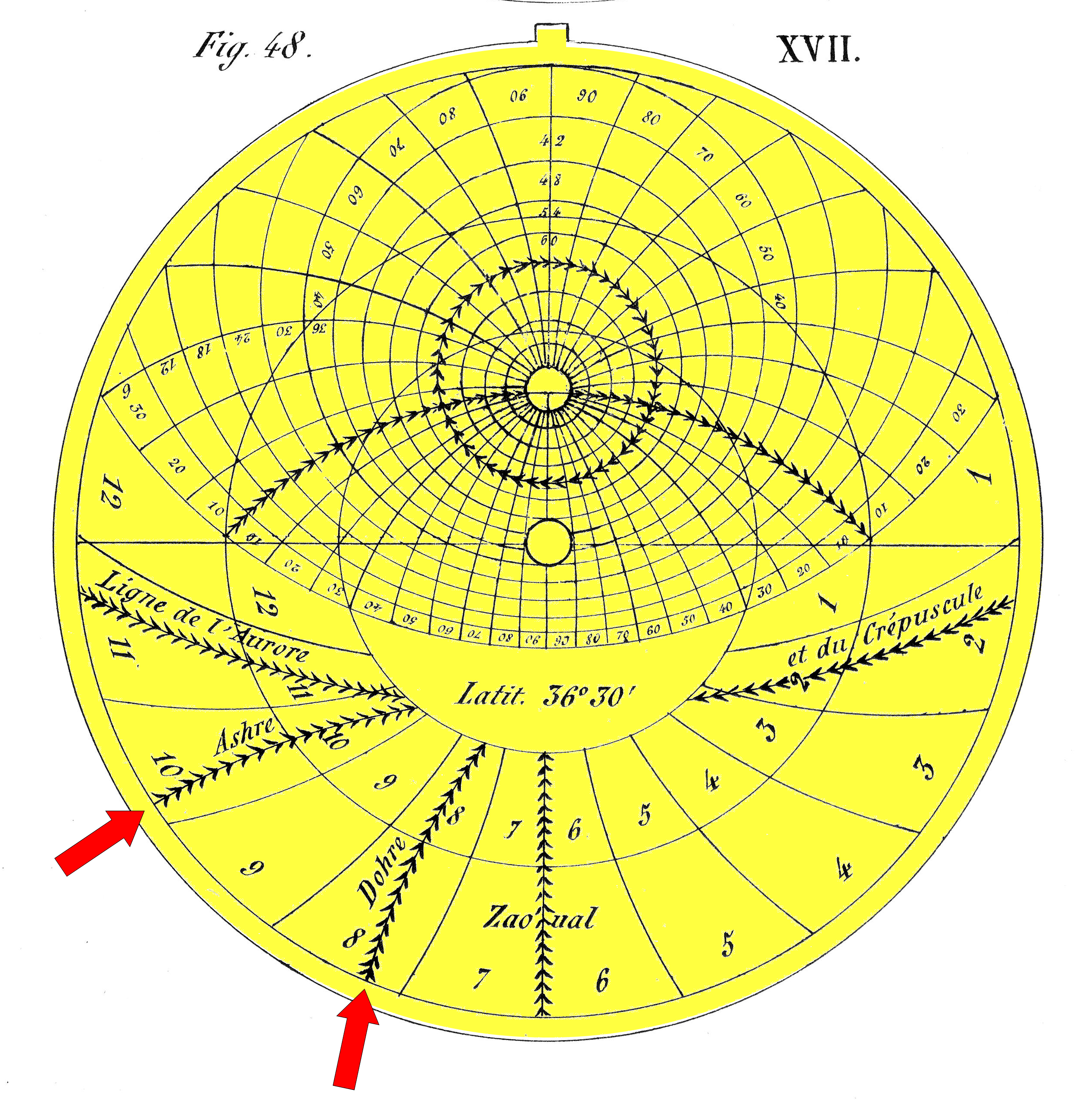
Localisation des prières.
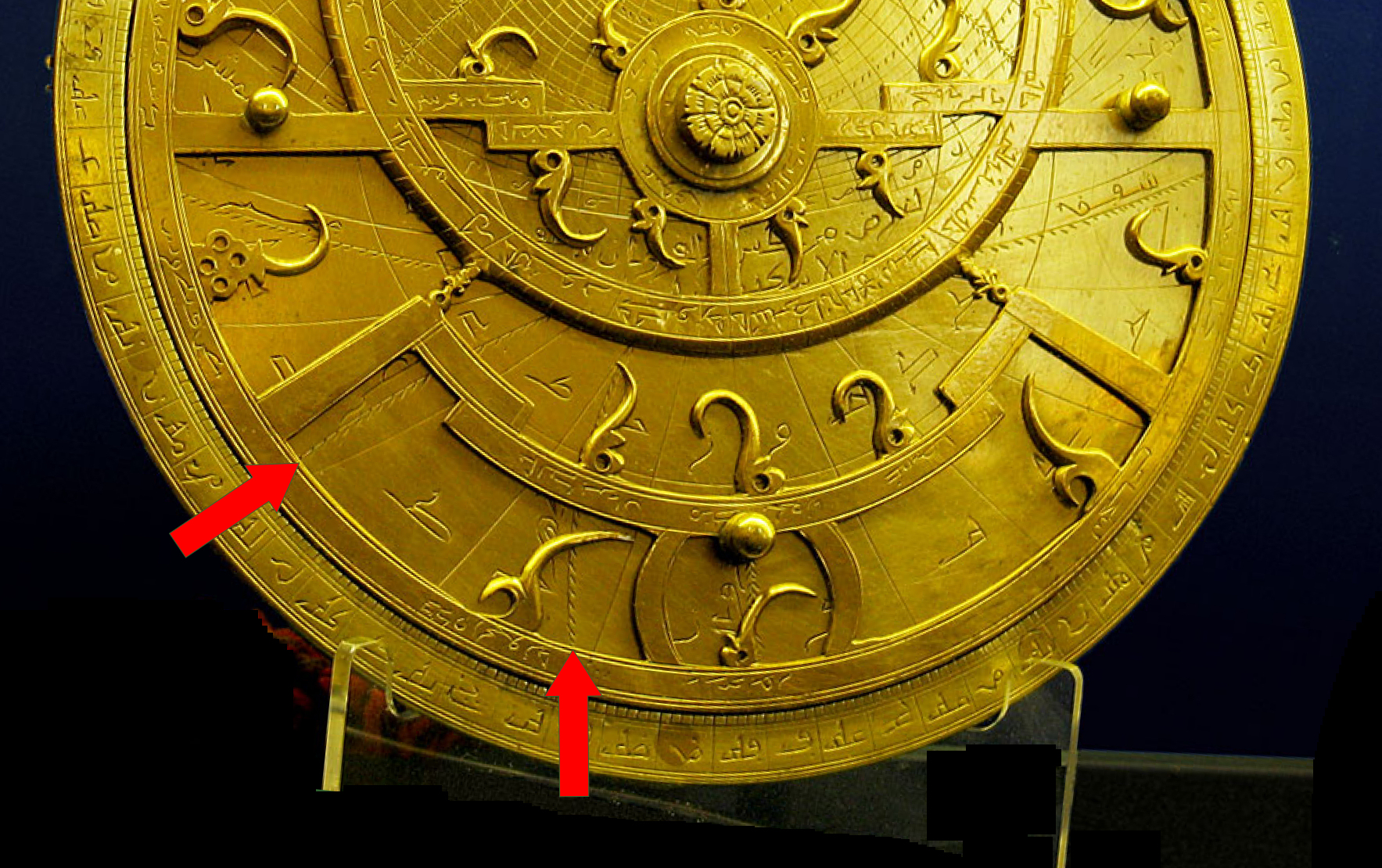
Zuhr et asr sur un astrolabe persan.
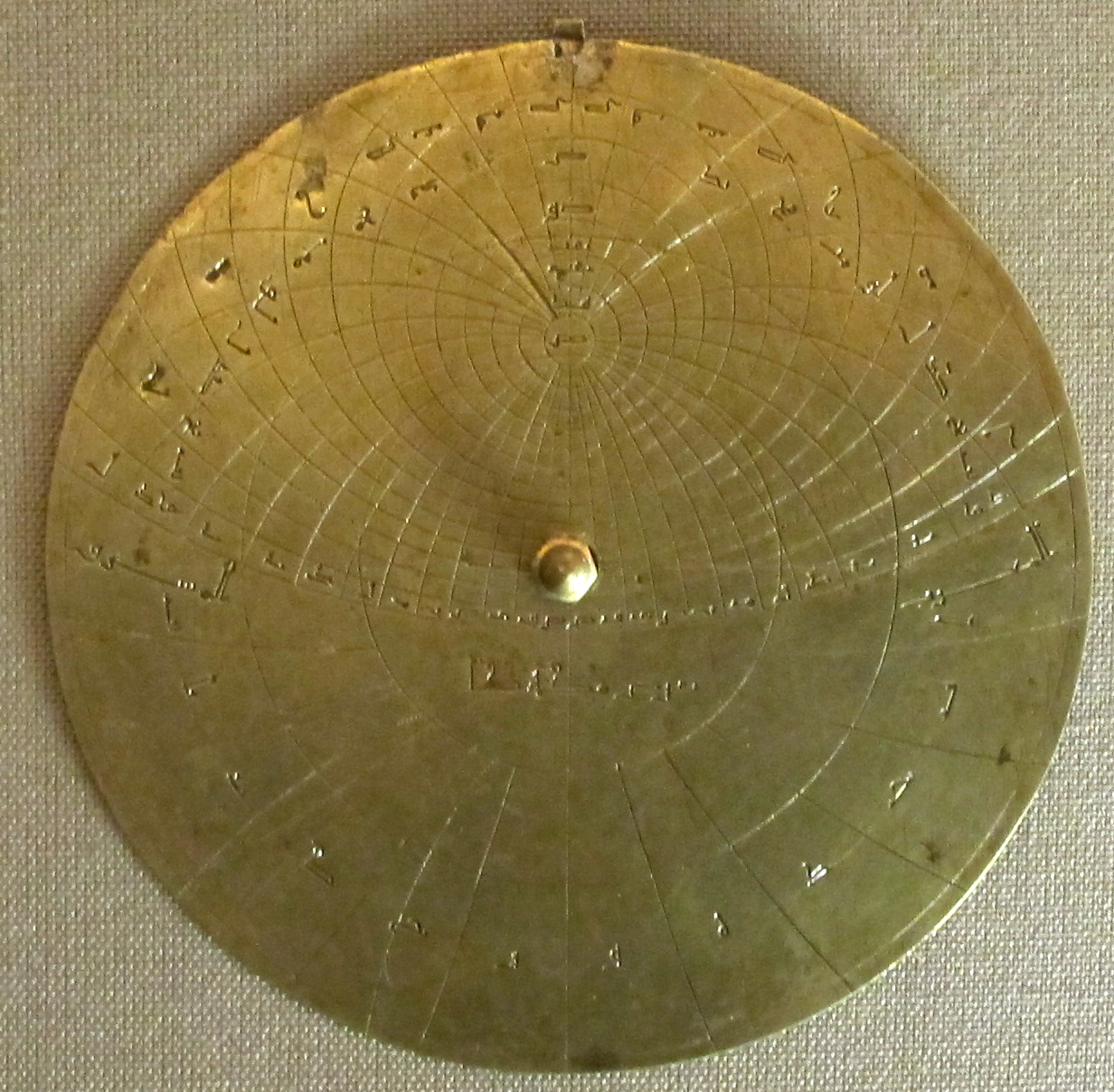
Un tympan du XIIIe siècle.

Qibla
La direction de La Mecque était donnée par des tables : on y trouvait différents lieux géographiques avec l'indication de l'angle d'azimut de la qibla. Ainsi, pour Paris, la valeur de l'azimut correspondant est de 119° N, ce qui permet de s'orienter par rapport au nord, si celui-ci est connu en direction. Sinon, l'astrolabe, avec un tympan parisien, peut y remédier : il suffit de déterminer la hauteur du Soleil correspondant à l'azimut 119° au jour de l'observation et de peser le Soleil en cet instant. La direction de La Mecque est alors alignée avec l'observation du Soleil.
Ainsi dans l'exemple précité, le jour du solstice d'été, l'observation du Soleil effectuée à un azimut de -61° S donnera une hauteur du Soleil de 52,5° à relever à 9 h 35 min ; à cet instant la direction du Soleil sera celle de La Mecque.
Sur certains astrolabes islamiques, au verso de l'instrument, on trouve un tracé donnant directement les hauteurs à observer en fonction de la date, ceci pour plusieurs villes musulmanes où l'observateur pouvait se rendre.

### Usage astrologique
L'astrolabe a été longtemps l'instrument privilégié des astrologues. En effet, l'astrolabe classique donne directement de nombreux éléments astrologiques tels les signes du zodiaque, les cuspides, etc. Des tympans spéciaux permettent aussi de visualiser les « maisons célestes ». Tout ce qui concerne le Soleil et les étoiles peut être traduit en termes astrologiques par l'astrolabe, à l'exclusion des planètes n'ayant pas leur place sur l'instrument.
Le zodiaque

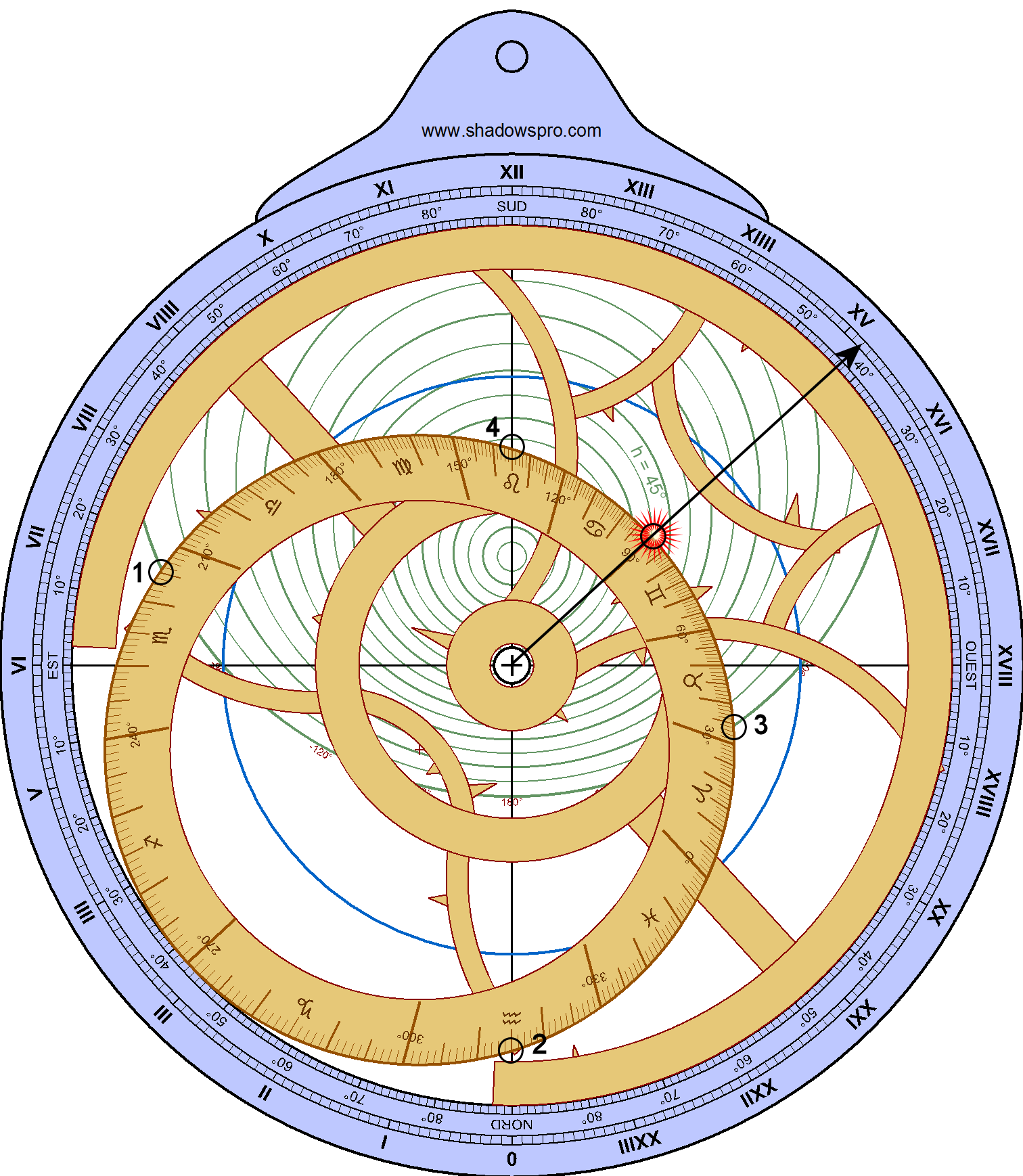
Le zodiaque, l'évènement et ses quatre cuspides privilégiées.

Sur l'astrolabe, la recherche de l'instant d'un événement associant une étoile ou le Soleil passe obligatoirement par la recherche de la position du Soleil sur l'écliptique à l'aide du zodiaque conventionnel : l'écliptique est divisé suivant les douze signes du zodiaque, chaque signe étant subdivisé en trois décans. Ce découpage est bien visible sur la figure jointe illustrant l'exemple précédent où la hauteur du Soleil est de 45°, prise l'après-midi, le premier jour (supposé) de l'été, à 15 h 10 min. Un enfant né à cet instant sera donc du signe du Cancer, premier décan.

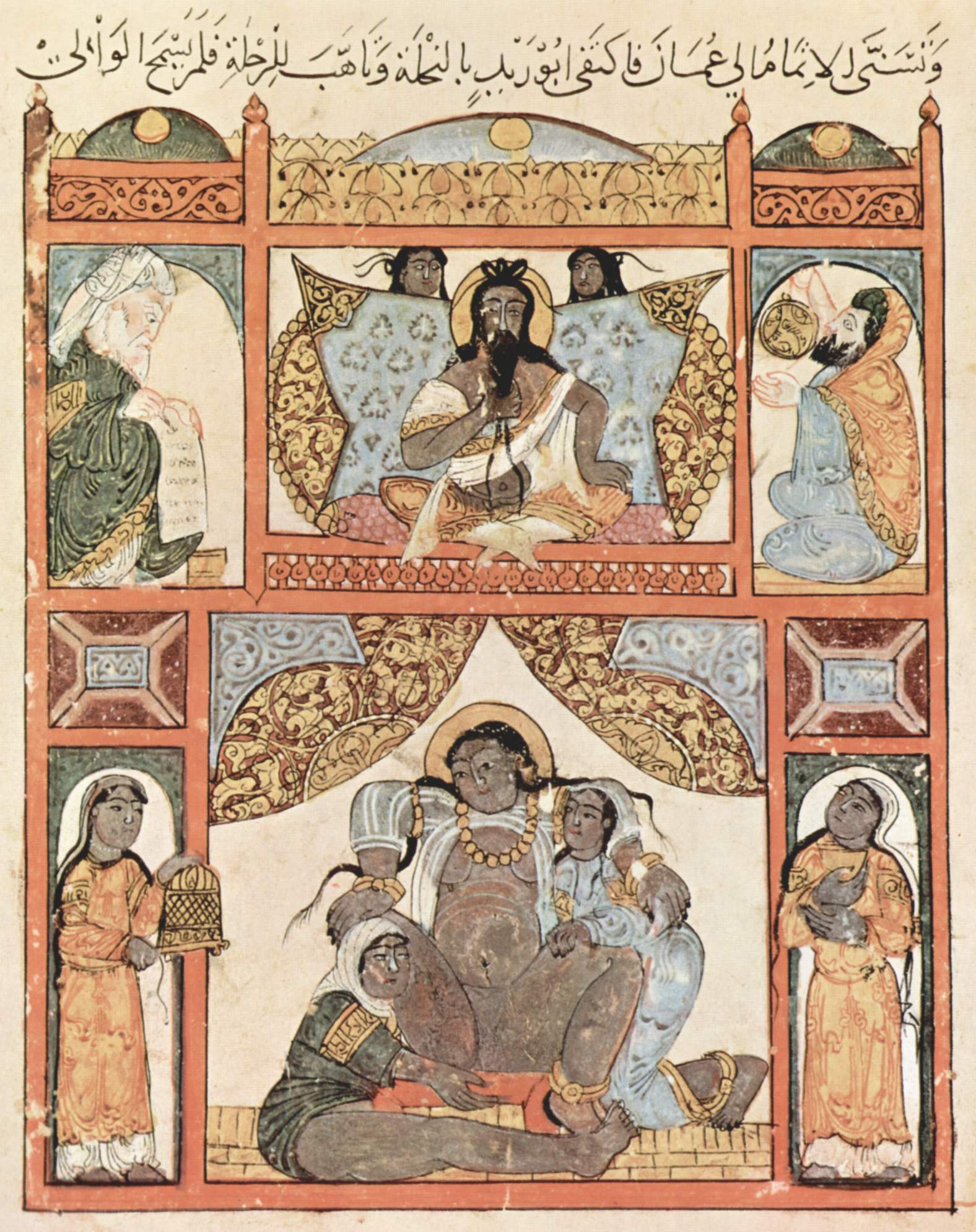
Horoscope de naissance déterminé à l'astrolabe (ca 1200).

Les cuspides
En astrologie, il existe quatre directions privilégiées du ciel, associées à un événement particulier ; ce sont les quatre cuspides suivantes :
1. l'Ascendant : C'est le signe du zodiaque qui se lève à l'est au moment de l'événement ;
2. le Fond de Ciel : c'est le signe passant au Nord (à minuit), en cet instant ;
3. le Descendant : il correspond, lui, au signe du zodiaque qui se couche à l'ouest ;
4. le Milieu du Ciel : il est caractérisé par le signe passant au Sud (à midi).

La face avant de l'astrolabe étant positionnée sur l'événement, ces quatre cuspides sont de lecture immédiate.
Dans l'exemple, pour une naissance supposée à l'entrée du Cancer, on voit immédiatement que le signe du Scorpion se trouve sur l'horizon est (1), le signe du Verseau sur le Fond du Ciel (2), le Taureau sur l'horizon ouest (3), le Lion sur le milieu du Ciel (4).
Les maisons célestes

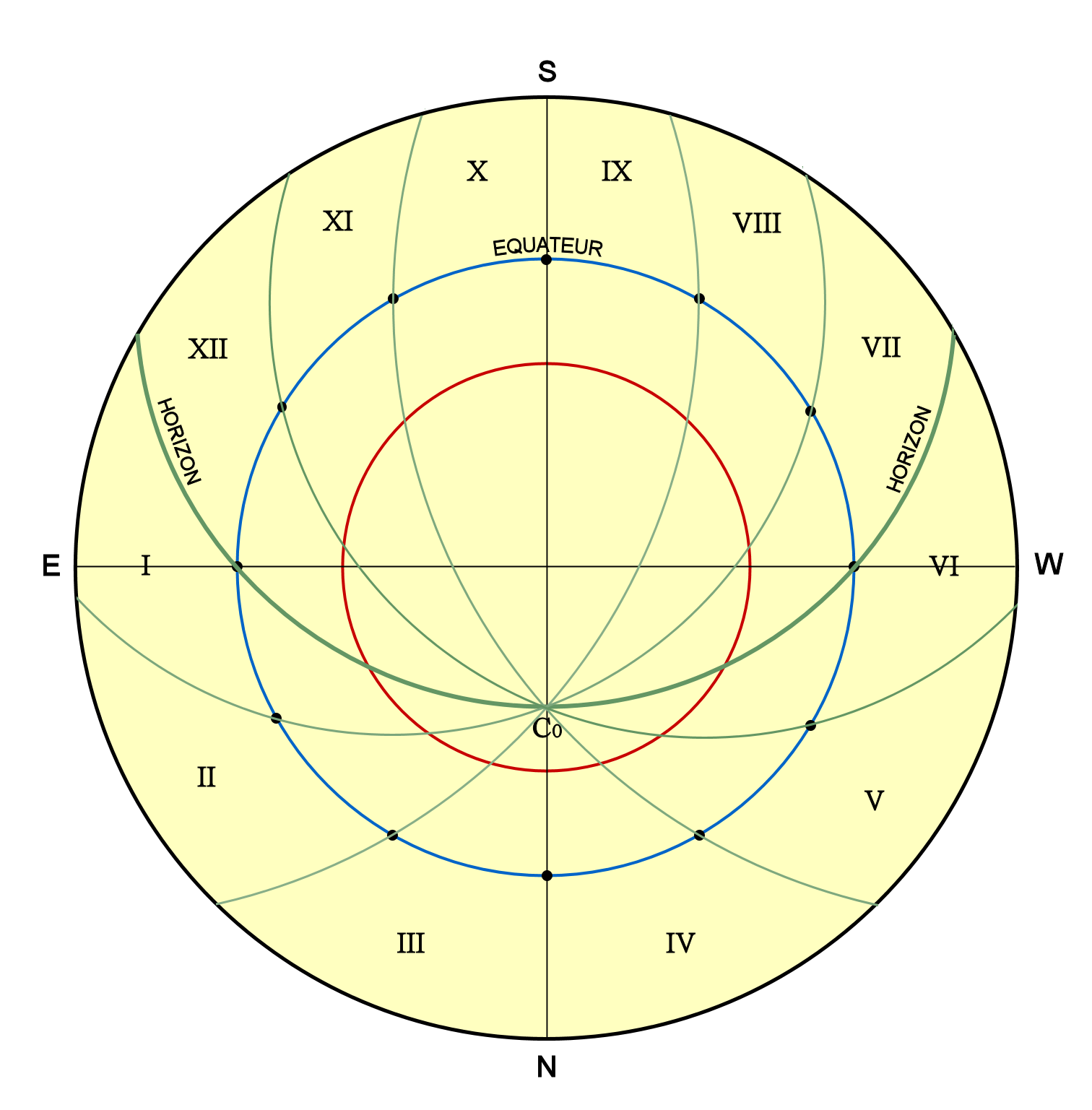
Les douze maisons célestes.

Les maisons partagent le ciel en 12 parties égales.
Cette division apparaît sur des tympans spécialisés à usage astrologique. Les maisons sont tracées par projection stéréographique à partir d'un point commun C0 intersection du cercle de l'horizon (almucantarat 0°) avec la verticale du lieu et de 12 points équidistants à 30° sur l'équateur. Elles sont numérotées de I à XII, dans le sens direct, la première maison ayant son origine sur l'horizon est du lieu.
On remarquera que les cuspides précitées correspondent au commencement des maisons I, IV, VII, X.

### Usage topographique
Le dos de l'astrolabe, avec son alidade, permet de mesurer la hauteur des astres, mais pas seulement.
Tout objet peut être mesuré angulairement, que ce soit dans le plan vertical ou, dans le plan horizontal avec quelques petits aménagements. En usage à la Renaissance, cette application de l'astrolabe permettait d'effectuer des relevés et plans, objets de la topographie. Au dos de l'astrolabe, dans la partie centrale basse, on trouve un « carré des ombres » facilitant la détermination grossière des éléments topographiques recherchés.

#### Carré des ombres
Son nom trouve son origine dans l'Antiquité avec l'usage du gnomon où, par exemple, l'expression de la latitude s'exprimait par le rapport de la longueur du gnomon à celle de son ombre.

Carrés des ombres
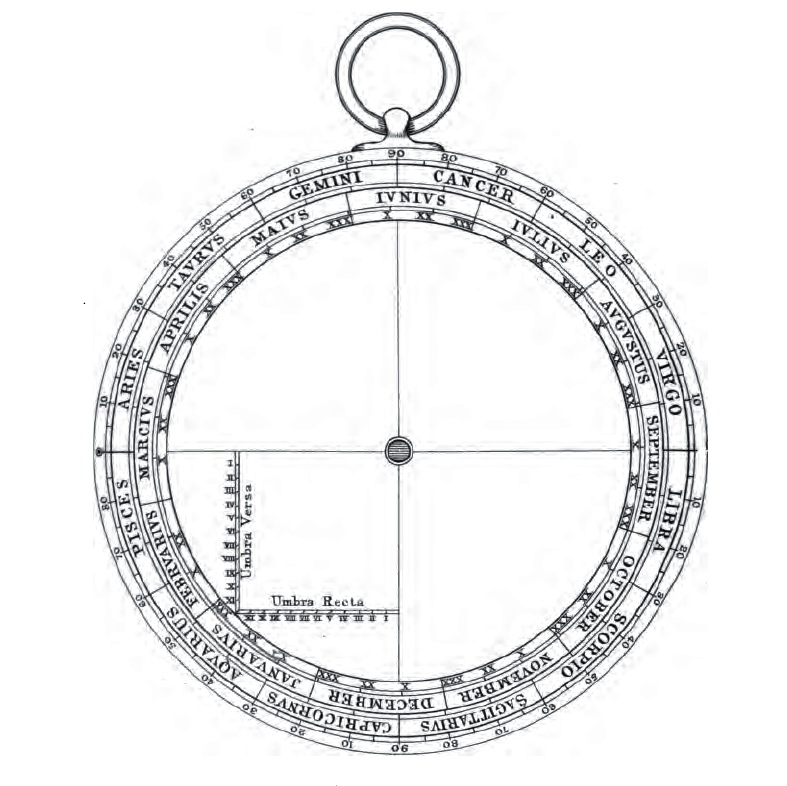
Carré simple d'après Chaucer, 1391.
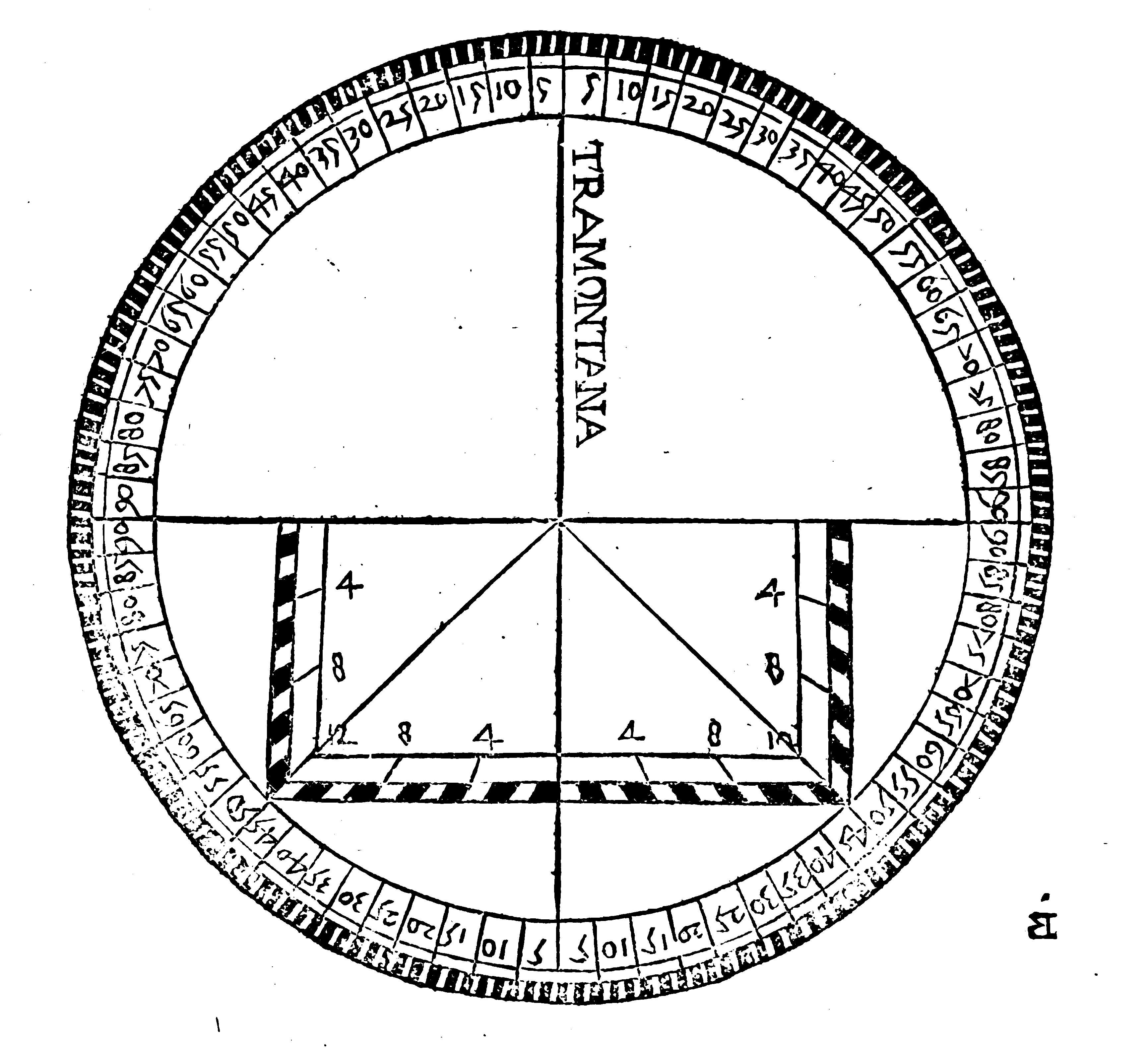
Double carré d'après Cosimo Bartoli, 1564.
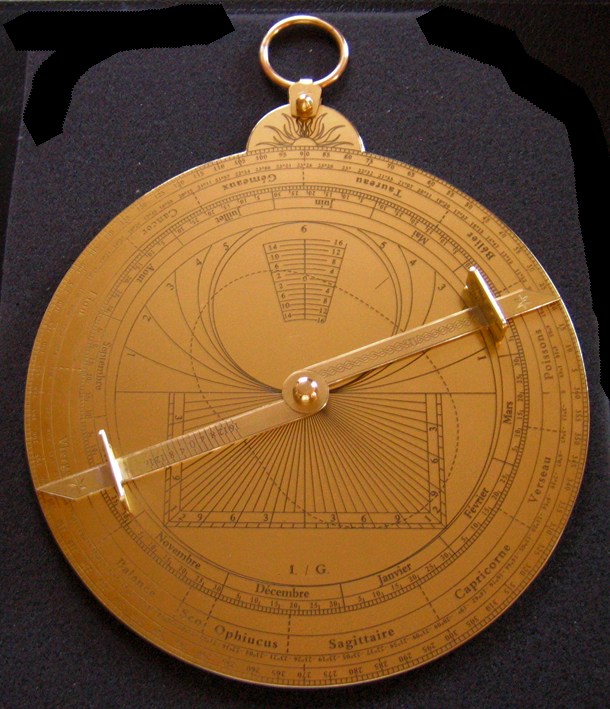
Dos d'astrolabe moderne. Sur le carré des ombres on lit une ombre verse de 4,5 points.

Son tracé est un carré dont un sommet coïncide avec le centre de la mère ; il est gradué verticalement et horizontalement en 12 « points ». Par raison esthétique et pour faciliter les relevés, on trouve souvent un double carré des ombres prenant tout le bas du dos de l'instrument.
L'ombre se mesure :
- soit sur l'échelle horizontale, elle est alors appelée Umbra recta ou « ombre droite », correspondant à un gnomon vertical ;
- soit sur l'échelle verticale, elle porte alors le nom d'Umbra versa ou « ombre verse » correspondant à un gnomon supposé horizontal.

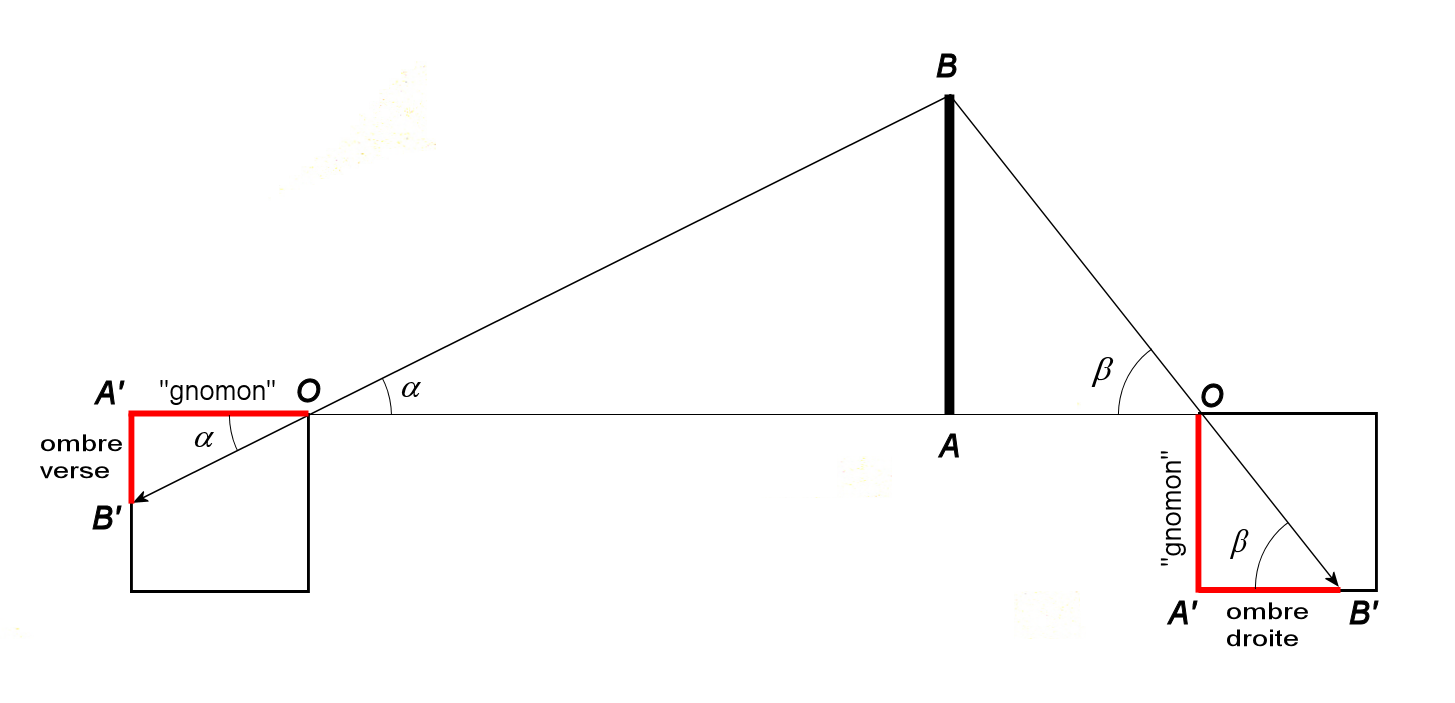
Détermination de distances au carré des ombres.

La détermination de distances s'appuie sur la résolution de triangles semblables ou sur les proportions :
- si on mesure une ombre verse, on a sur le carré la proportion A'B' / 12 = AB / AO. Connaissant AO, on en déduit AB ou vice-versa ;
- si on mesure une ombre droite, on a sur le carré la proportion A'B' / 12 = AO / AB. Connaissant AO, on en déduit AB ou vice-versa[12].

#### Applications
On trouve de nombreuses applications en topométrie - dans la mesure de distances inaccessibles, relevés de plans, et même en géodésie. Quelquefois les usages présentés dans les ouvrages de la Renaissance semblent invraisemblables !

Mesures de distances inaccessibles
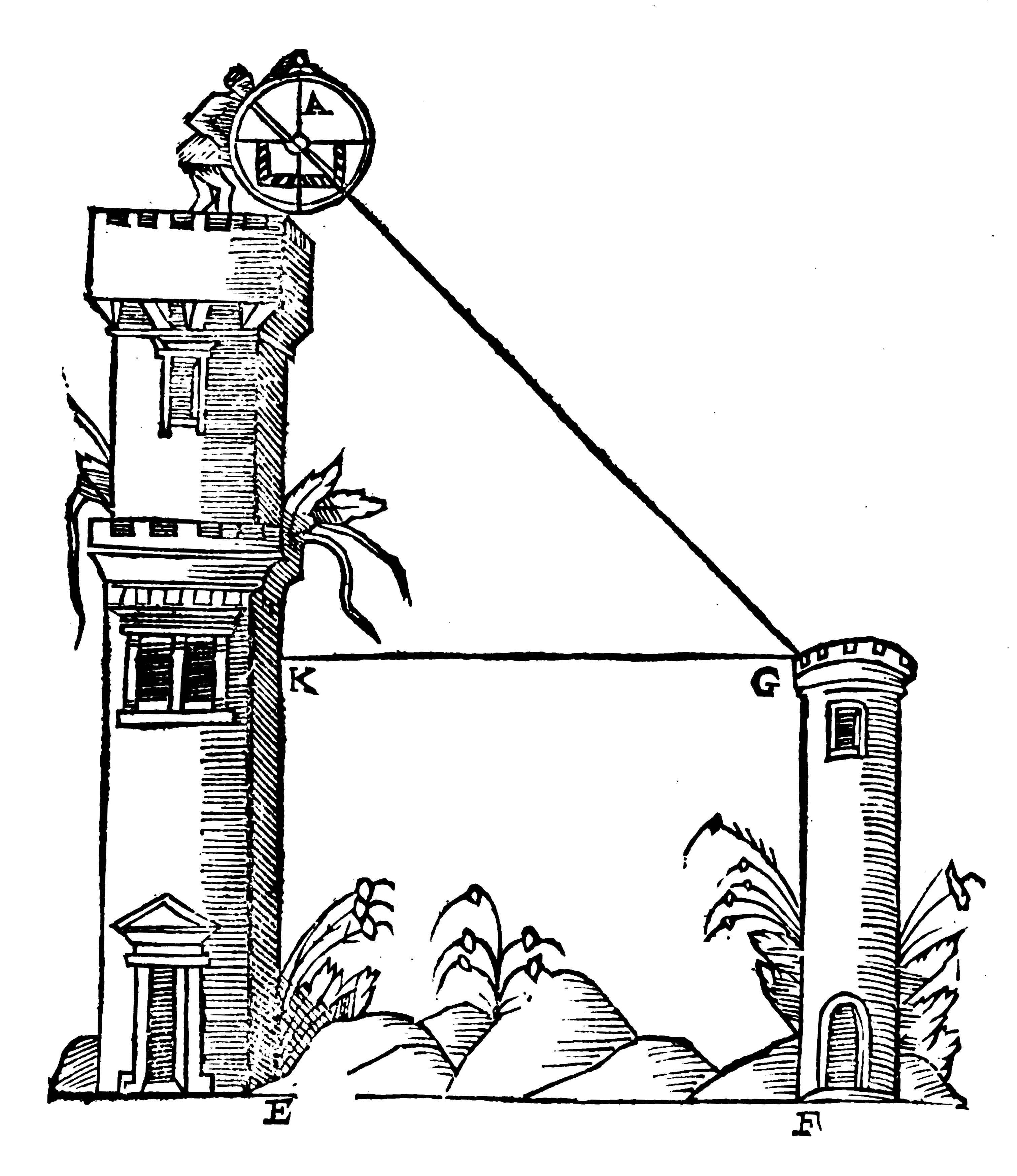
1 - Mesure rapide.
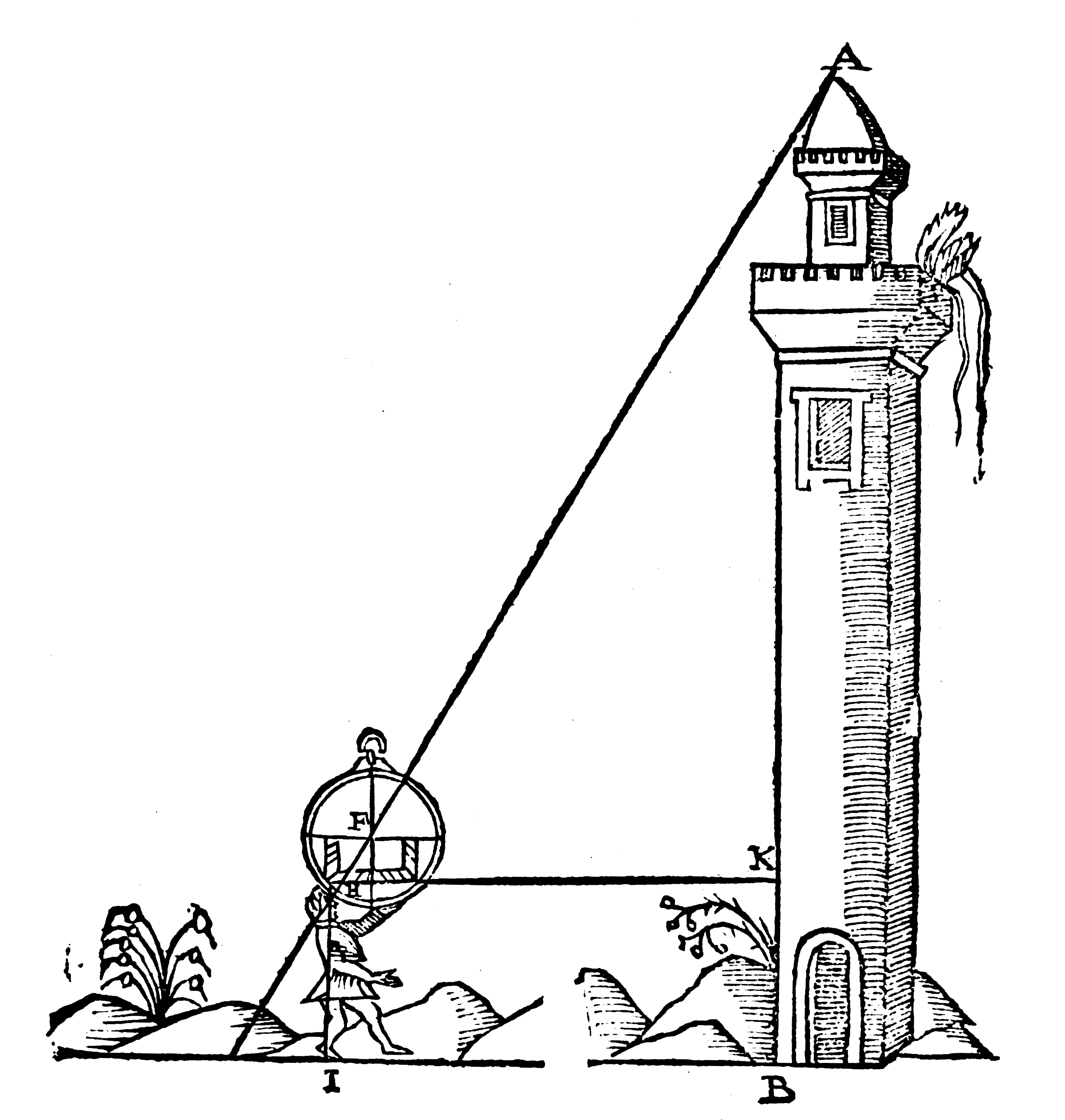
2 - Mesure de la hauteur d'une tour.
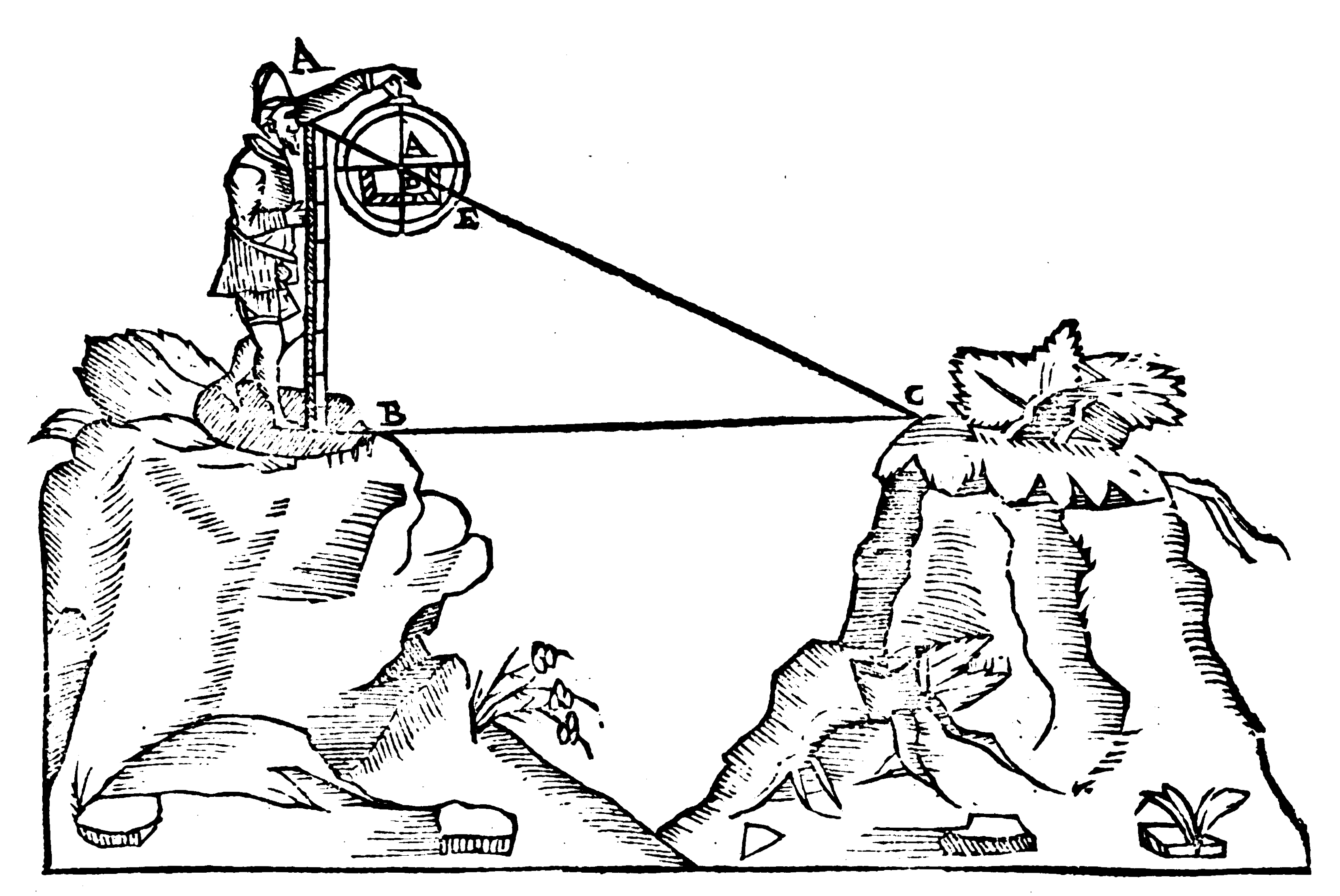
3 - Mesure d'une distance inaccessible.

Commentaires :
1. l'ombre droite est de 12 points, la proportion donnée par le carré est de 12 / 12 soit 1 (l'angle relevé est de 45°), on a immédiatement AK = KG que l'on peut mesurer directement au sol par EF.
2. ici l'ombre droite est de 9 donnant une proportion de 3 / 4, donc AK = 4 / 3 de IB ; pour avoir la hauteur de la tour, il faut ajouter à AK la hauteur de la visée par rapport au sol HI.
3. l'ombre verse est supposée de 8 donnant une proportion de 2 / 3. Si AB = 7,5 u on en déduit BC = 11,25 u.

Relevés de plans et triangulation
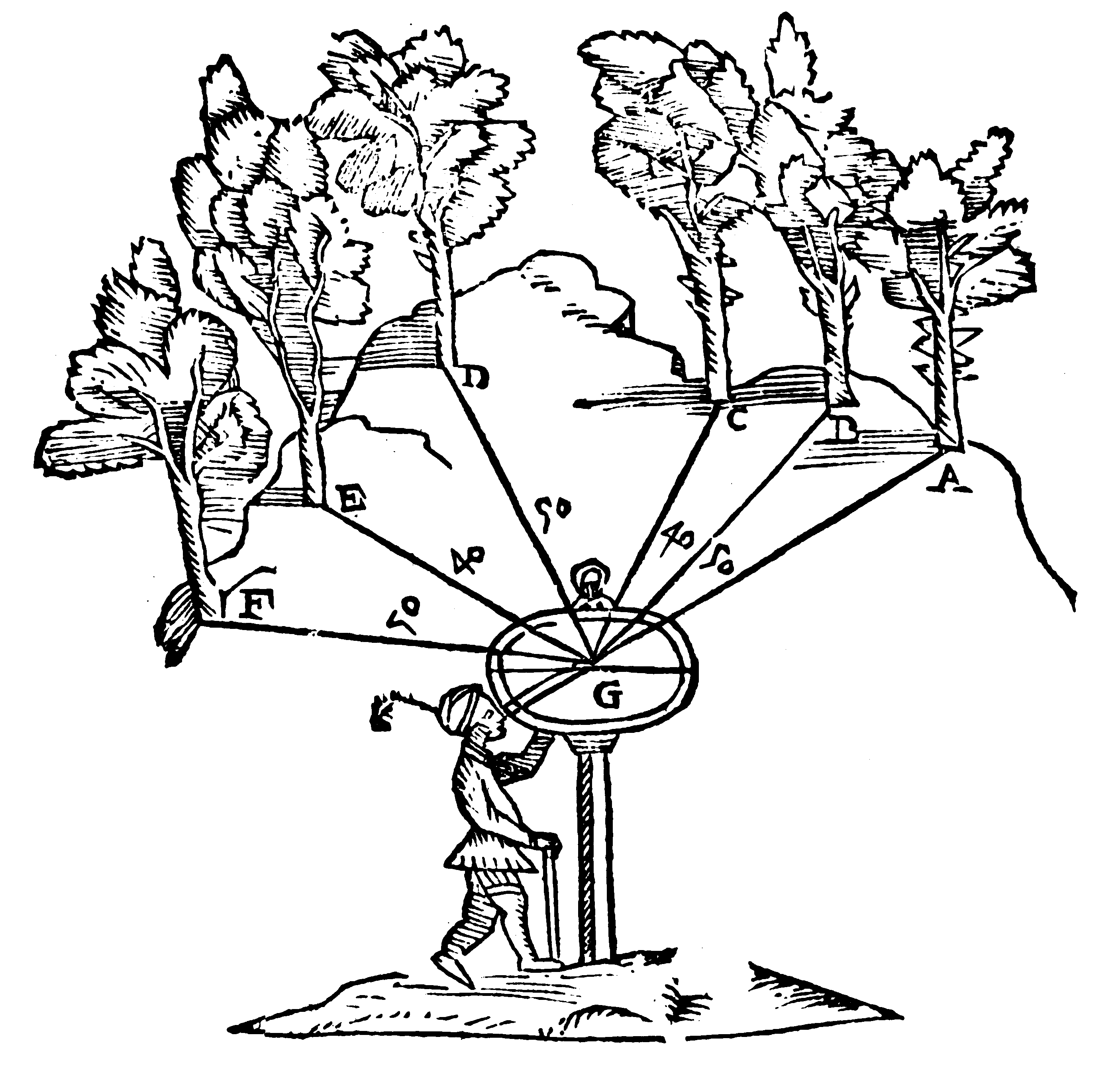
Levé sur le terrain.
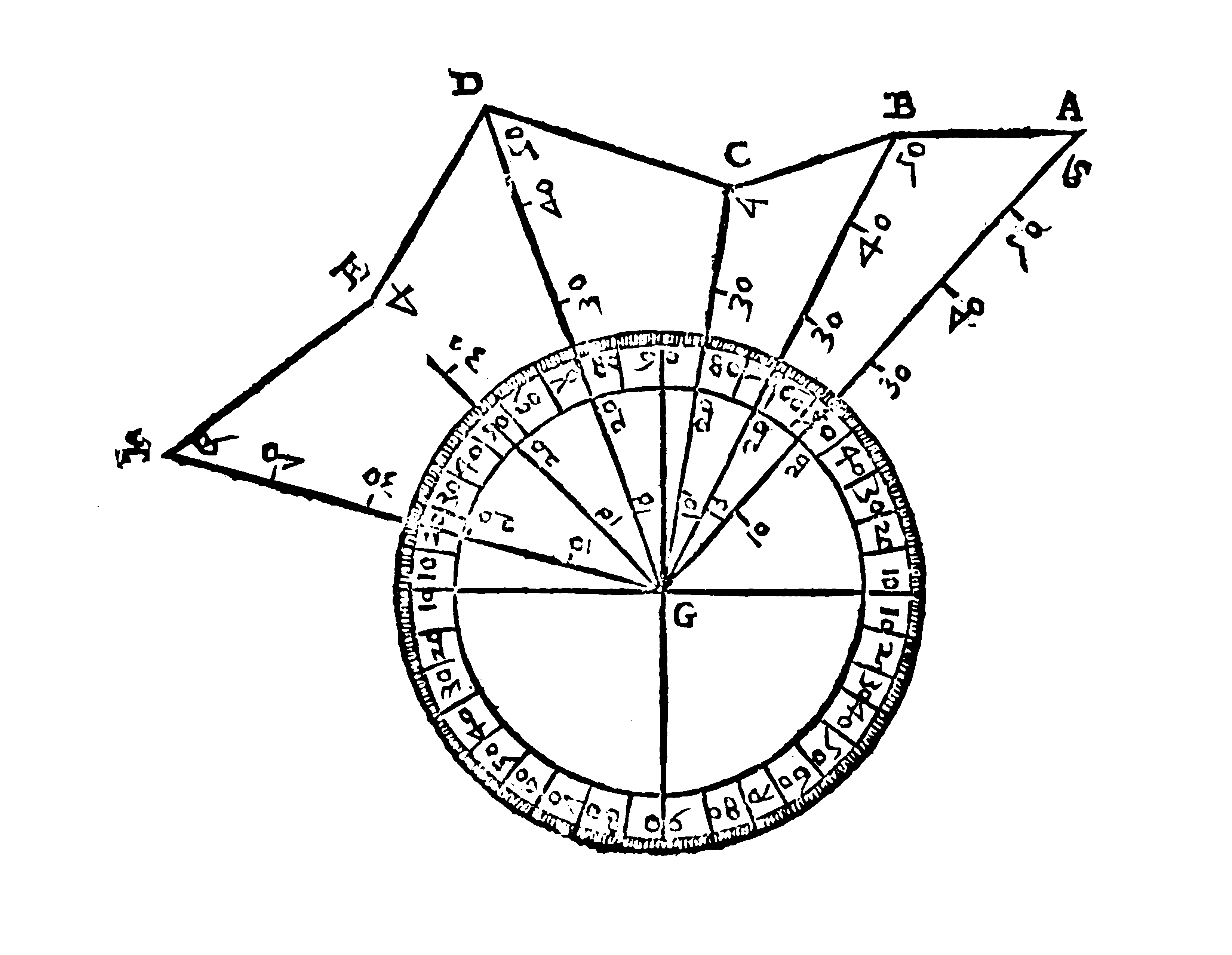
Report sur plan.
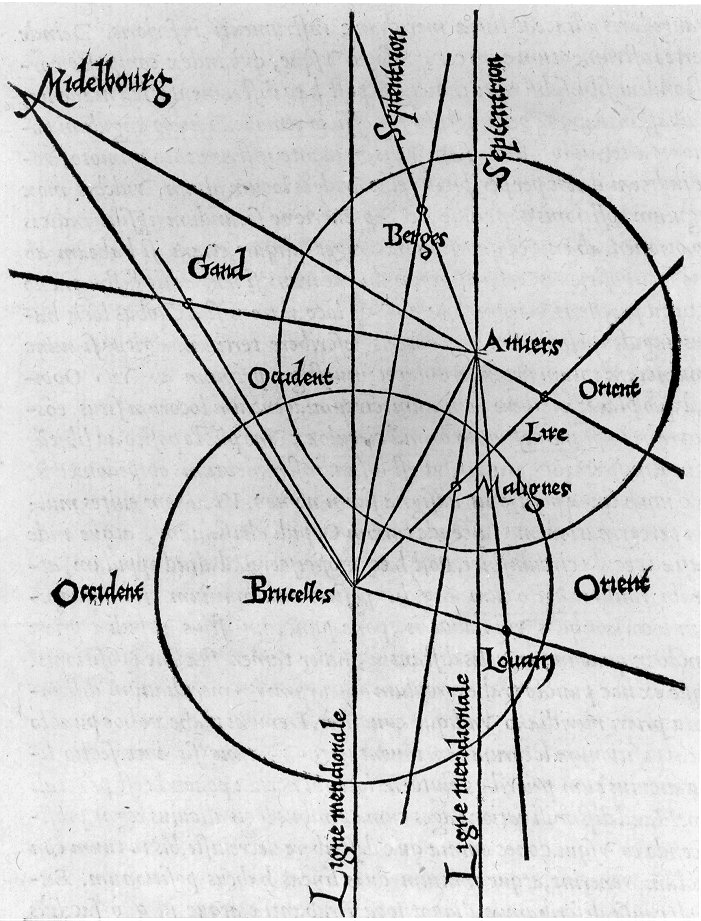
Triangulation : mesure d'angles à l'astrolabe par Gemma Frisius.

Évolution topographique
Il faut reconnaître que l'astrolabe n'est pas très adapté aux mesures sur le terrain. D'une part, tenu à la main ou suspendu par son anneau, il est susceptible de bouger. D'autre part, vu l'espace réservé au carré des ombres au dos de l'instrument, sa précision est faible : pour un carré gradué en 12 points, la résolution angulaire est de 3,75° ; il faut ajouter que les pinnules de l'alidade ne sont pas adéquats pour localiser des objets à viser. Des adaptations ont été proposées, mais semble-t-il sans grand succès : grand diamètre, fût ou potence pour rigidifier et positionner la structure, pinnules avec fentes et réticule, etc.
Il sera petit à petit remplacé par des instruments dédiés tels le quadrant géométrique suivi plus tard par le quart de cercle mobile.

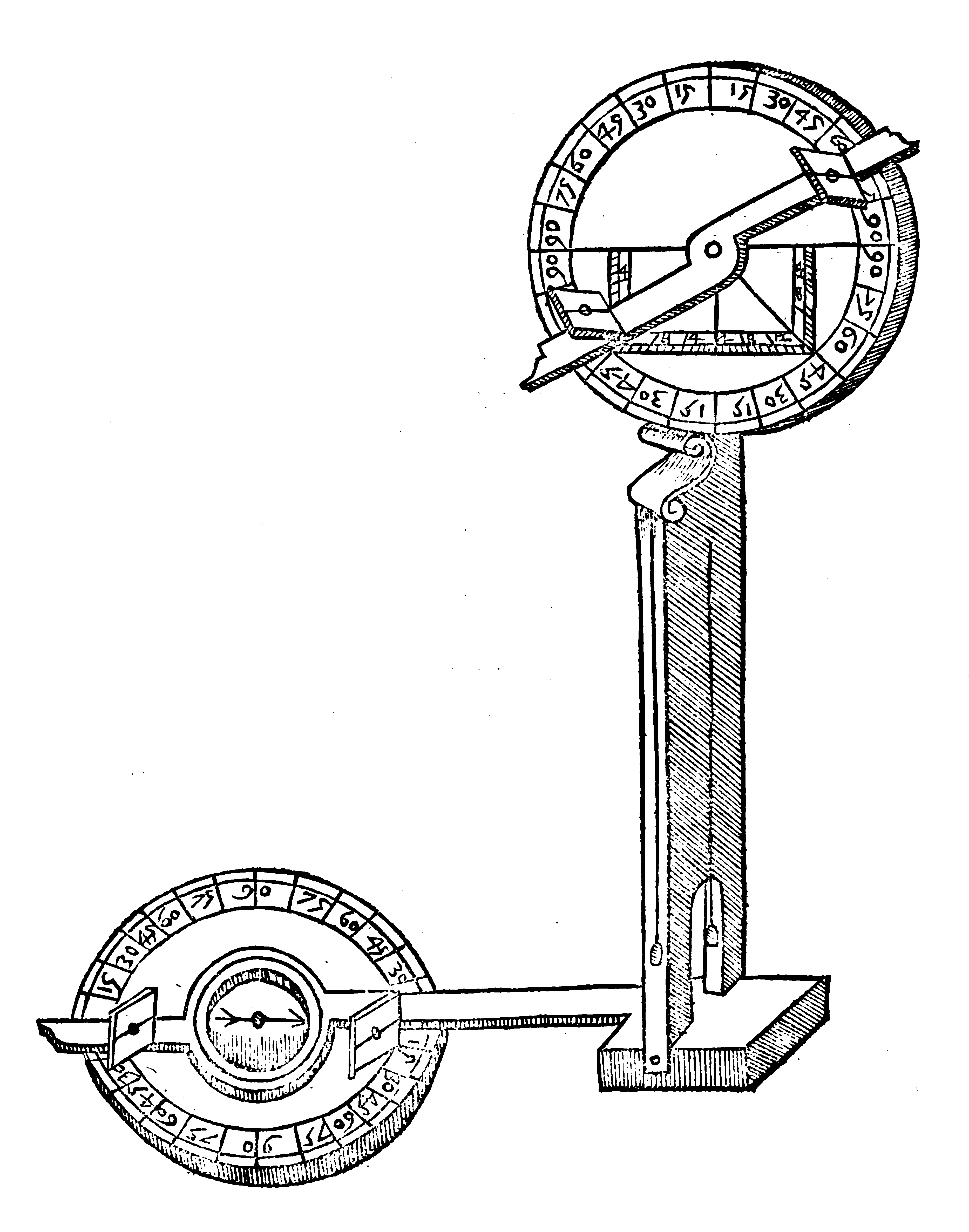
Adaptation proposée de 1564.
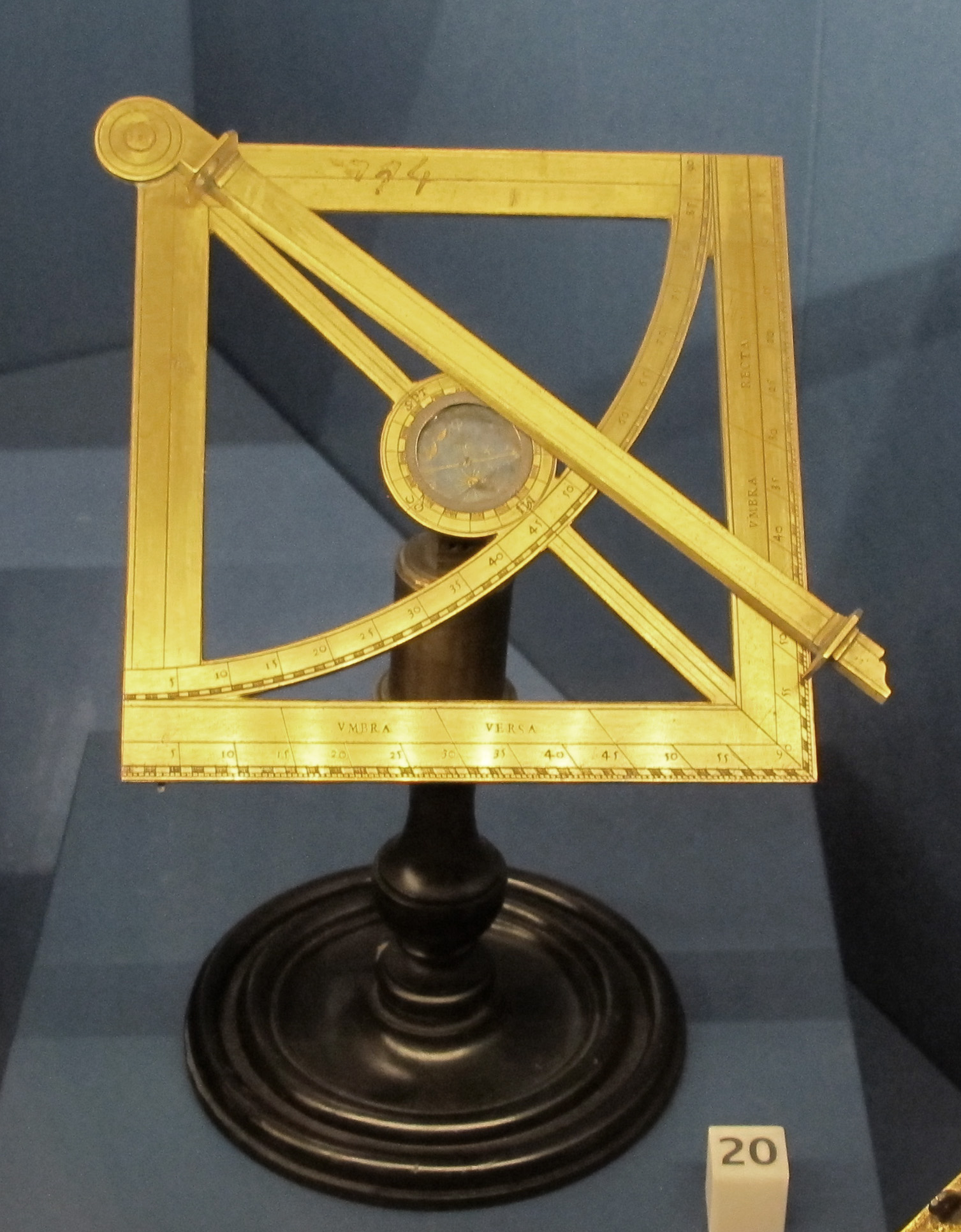
Un quadrant géométrique du XVIe siècle.
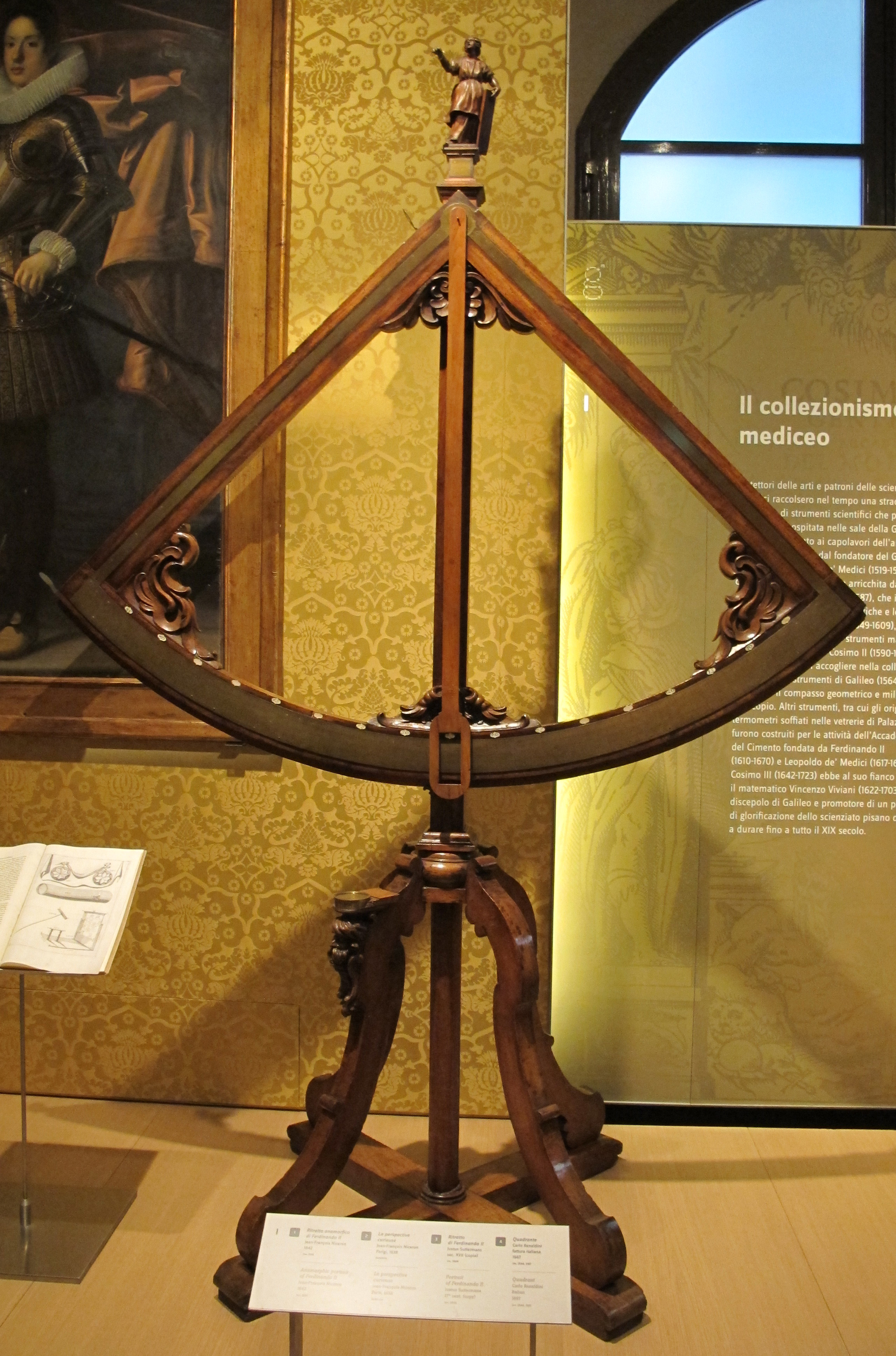
Un quart de cercle mobile de 1667.

## Histoire
Le principe de sa projection est connu depuis l'époque grecque, mais « On se perd en conjectures sur son inventeur (Eudoxe, Hipparque, Ptolémée) ». Quelques éléments :
- D'après Vitruve (-90, -20) : « L'araignée appartient à l'astronome Eudoxe [-400,-350] ; quelques-uns disent à Apollonius [-262,-190] »[15] ; cette araignée a été proposée comme araignée d'astrolabe, mais le contexte de Vitruve en fait plutôt un certain type de cadran solaire encore discuté aujourd'hui[N 5] ; néanmoins, beaucoup d'historiens des sciences attribuent la découverte de la projection stéréographique à Apollonius[16].
- Hipparque (v. -190 à -120), s'il n'est pas l'inventeur de cette projection, utilisa vraisemblablement ses propriétés pour établir une carte du ciel. « Par sa rotation autour du pôle céleste il pouvait prévoir l'état du ciel à tout instant de la nuit et déterminer les étoiles qui se levaient et se couchaient » [par rapport à la projection de l'horizon, l'almicantarat 0°][17].
- Vitruve, dans son ouvrage De l'architecture, livre 9, chapitre VIII, cité plus haut, décrit une horloge anaphorique dans les § 8 - 15. Dans cette description, sur le disque tournant journellement est décrit et peint le ciel avec la projection de l'écliptique. Il s'agit du cercle sur lequel est déplacé, jour après jour, le clou représentant le Soleil. On trouve encore dans cette description la grille des heures inégales. La projection du ciel, le cercle de l'écliptique et la grille des heures temporaires sont autant d'éléments que l'on retrouvera plus tard sur l'astrolabe.

Éléments de l'horloge anaphorique
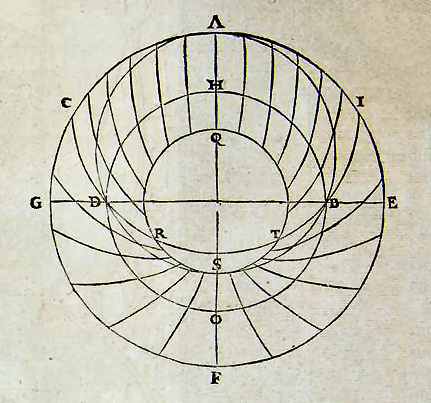
Grille des heures temporaires.
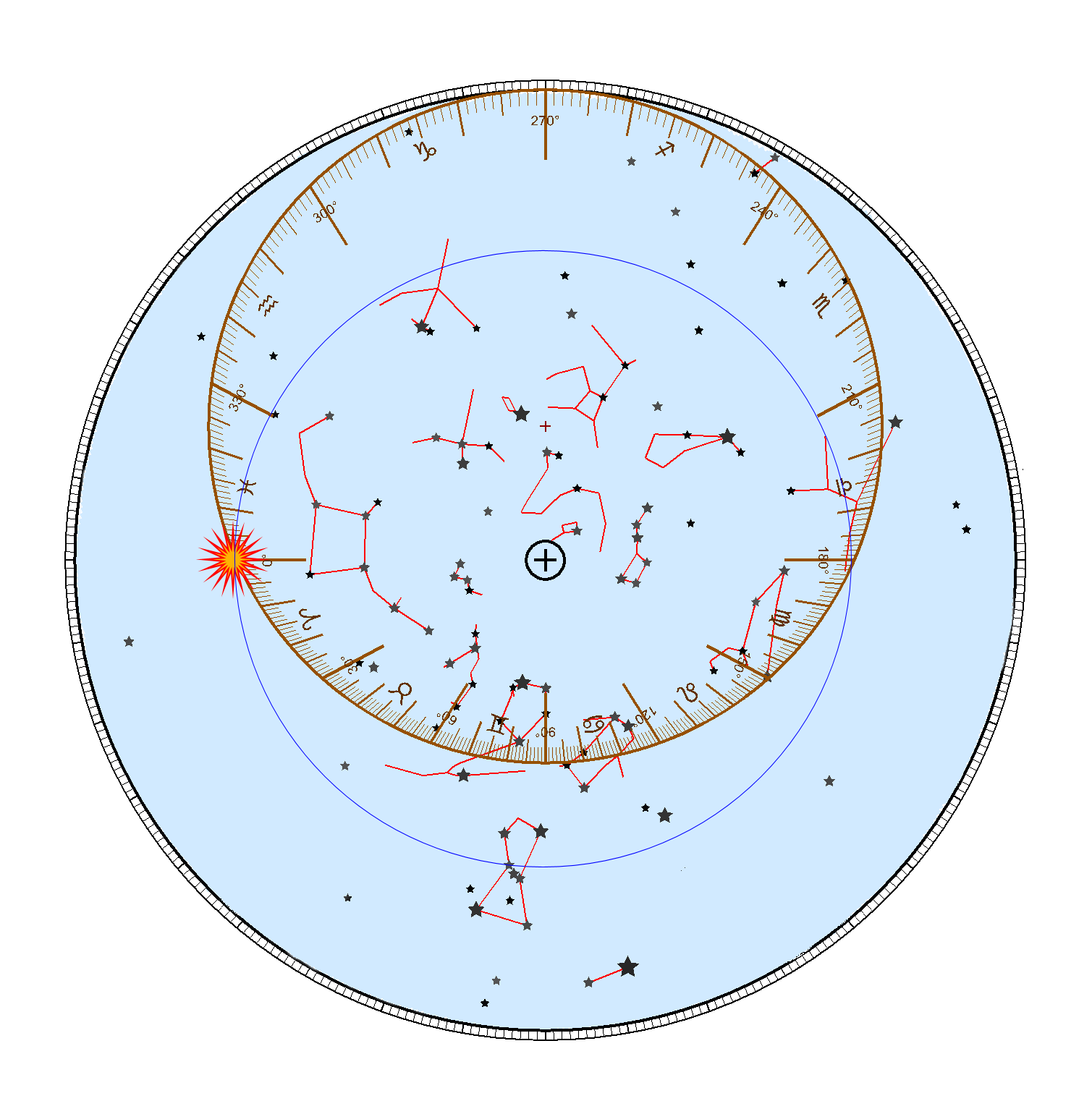
Projection du ciel et écliptique (tracé logiciel Shadows).

- Ptolémée (vers 150), dans l'Almageste, décrit un astrolabe, l'Organon, qui n'est en fait qu'une sphère armillaire d'observation. Par contre, dans le Planisphaerium il traite, entre autres, de la construction des projections stéréographiques des principaux cercles de la sphère céleste, éléments que l'on retrouvera dans l'astrolabe[18].

À ce stade, dans son principe, l'araignée avec la construction et la graduation de l'écliptique est connue, ainsi que la projection de l'horizon et le tracé des heures temporaires.
Le premier traité de l'astrolabe - qui ne nous est pas parvenu - serait de Théon d'Alexandrie, érudit du IVe siècle. Ce manuscrit a été sorti de l'ombre par l'historien arabe al-Yaqubi qui en donne le plan ; on trouve aussi sa trace dans une notice de la Souda :

« Théon a écrit des ouvrages de mathématique et d'arithmétique… sur les tables faciles de Ptolémée et un mémoire sur le petit astrolabe. »

D'après Raymond D'Hollander, il est à peu près certain qu'il a inspiré les traités de Philopon et de Sebokht, auteurs qui lui ont succédé.
Le plus ancien texte conservé est Le traité de l'astrolabe de Jean Philopon d'Alexandrie (v. 530) qui décrit l'astrolabe planisphérique et ses usages.
Il se réfère à son maître Ammonios (v. 500) pour des compléments qu'il n'aborde pas, vraisemblablement la méthode pour tracer l'instrument, méthode connue depuis au moins Ptolémée.
Sa description et ses usages sont détaillés par Philippe Dutarte et analysés par Raympond D'Hollander et, plus récemment par Claude Jarry, en 2015.
Sommairement, on y trouve pour la description de l'instrument :
- la mère : au recto, le limbe est gradué uniquement en degrés ; au verso, où est placée l'alidade, il existe seulement deux graduations de 0 à 90° pour prendre la hauteur des astres ;
- l'araignée avec l'écliptique et quelques étoiles (parmi celles-ci : Arcturus, Véga, Spica) ;
- le tympan comportant uniquement l'horizon et les courbes d'égales hauteurs ainsi que les heures temporaires de nuit (ce tympan est identique dans ses composantes au tympan décrit plus haut dans le § usage astronomique.

Astrolabe de Philopon
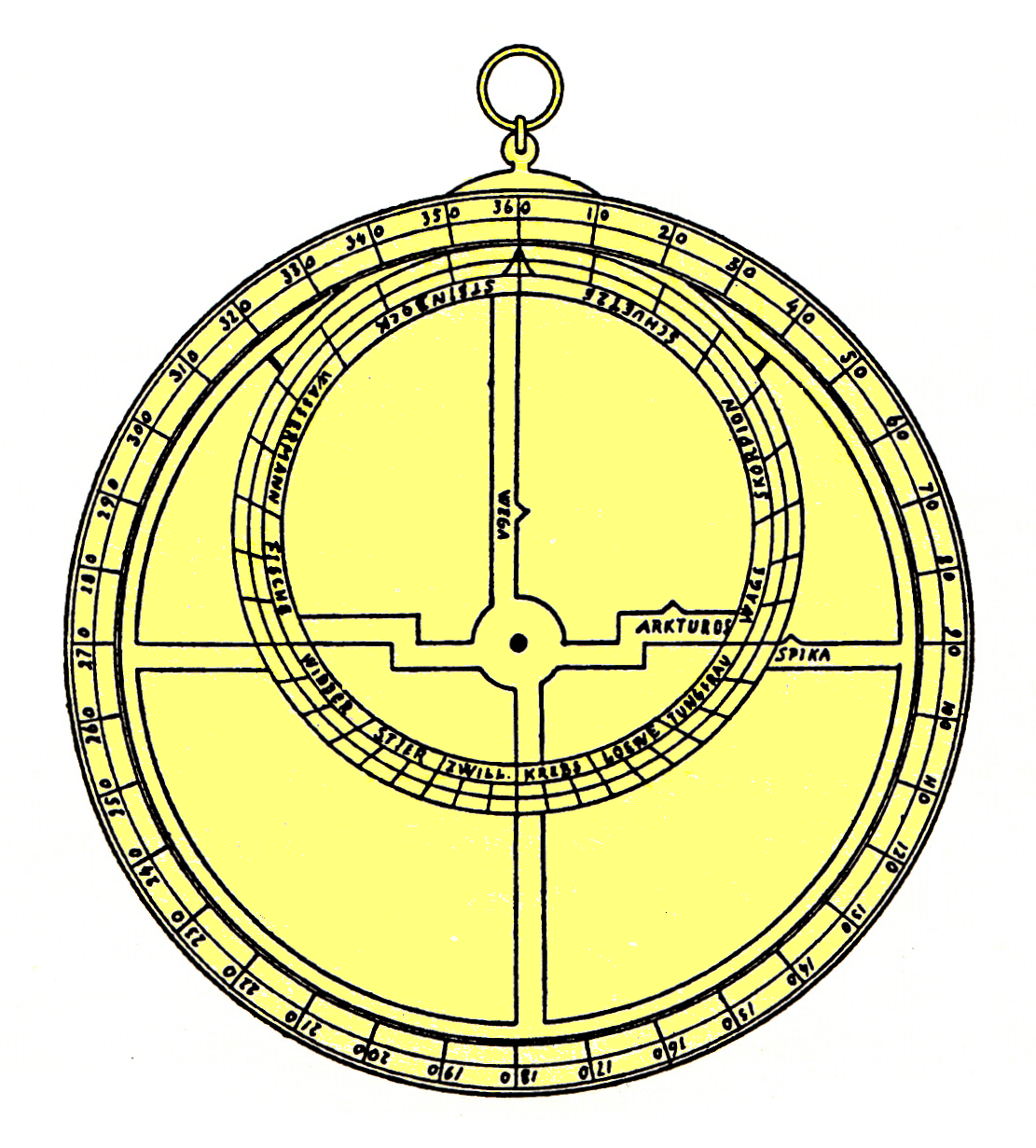
Mère et araignée supposées.
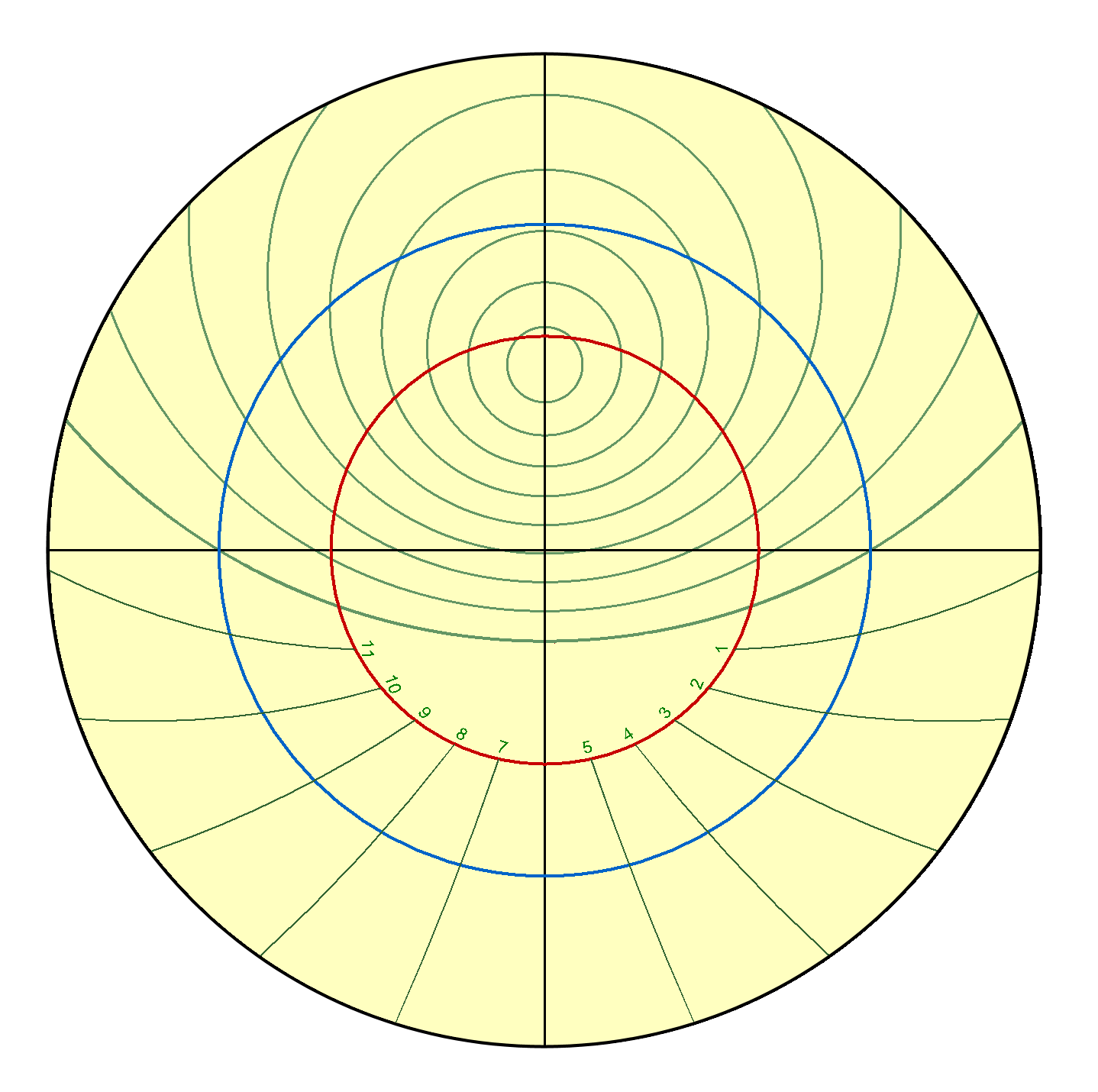
Tympan pour la latitude d'Alexandrie.

Pour son usage, Philopon énumère onze problèmes pouvant être résolus grâce à l'astrolabe dont la détermination des heures temporaires ou équinoxiales de jour, comme de nuit ; la durée du jour ou de la nuit et, en astrologie, les quatre principales cuspides pour horoscope.
Le second traité est celui de l’évêque syriaque de Qenneshrin, Sévère Sebôkht (v. 660). Il est précisé dans l'introduction que l'astrolabe est réalisé en airain (alliage de cuivre : bronze ou laiton). Ensuite, il décrit vingt-cinq utilisations de l'instrument, aisément identifiables.
L'astrolabe planisphérique est une application de la projection stéréographique. Au début, l'astrolabe était lourd et complexe d'utilisation et de compréhension.
Une mathématicienne et astronome syrienne, Mariam al-Ijliya, et fabricante d'astrolabes comme son père, l'aurait perfectionnée. Il ne reste toutefois aucun détail sur ses travaux en dehors de ceux brièvement mentionnés par son contemporain Ibn Nadim,,.

### L'âge d'or dans le monde arabo-islamique

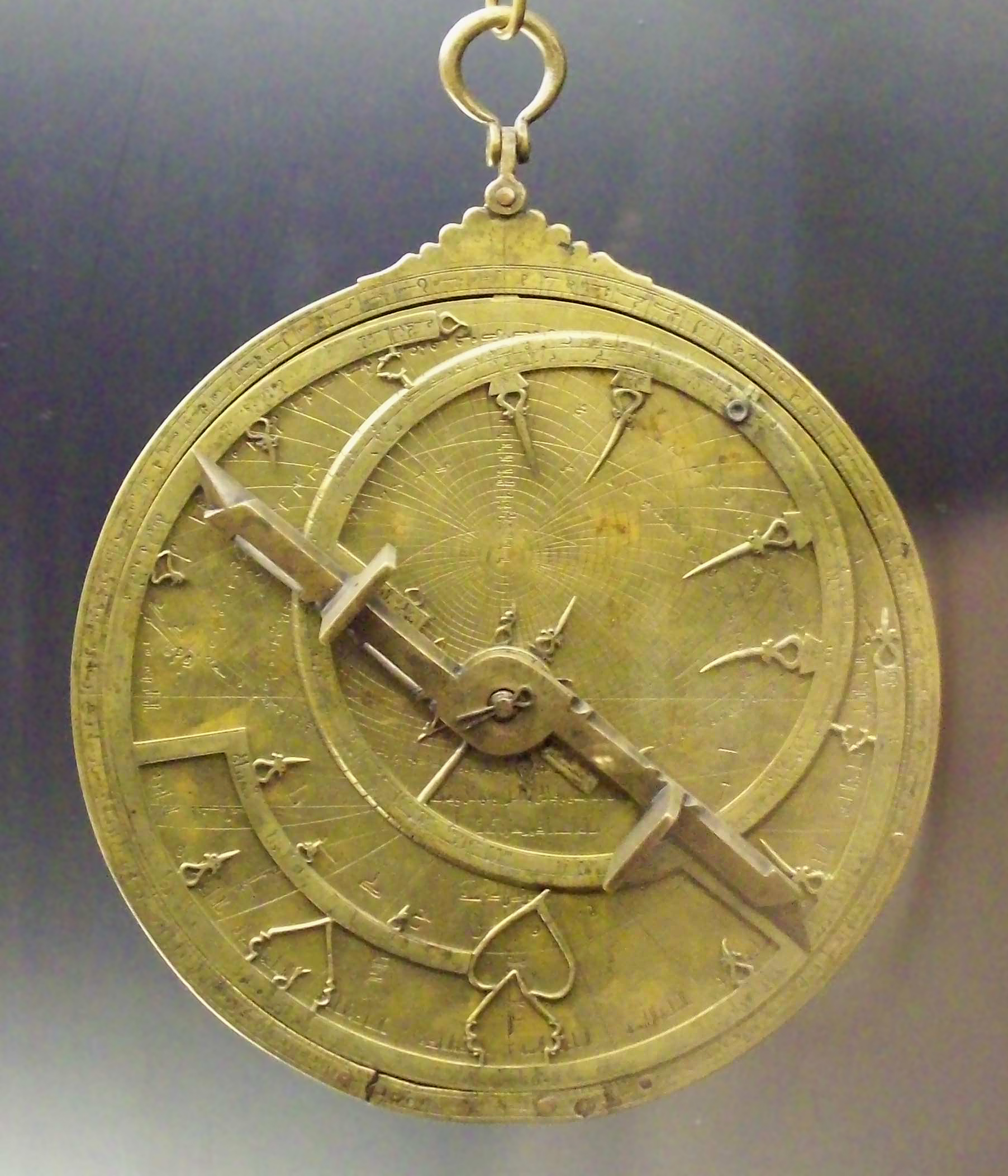
Astrolabe planisphérique, fait en Al-Andalus, 1067.

L'astrolabe est introduit dans le monde musulman au VIIIe siècle à travers les textes grecs et notamment à partir des traités de Philopon et Sévère Sabokt. Dès le IXe siècle, l'instrument a un franc succès d'usage et d'estime et il deviendra vite un des joyaux de l'âge d'or des sciences arabes. Son rayonnement sera considérable ; son usage s'étendra de la péninsule ibérique au Maghreb et à tout l'Orient, Perse et Inde comprises.
De nombreux savants de langue arabe ont traité de l'astrolabe. Seuls, les principaux astronomes, et notamment ceux qui y ont apporté des perfectionnements majeurs seront évoqués ici.
- Au VIIIe siècle, selon Ibn Nadim, le premier astrolabe arabe a été construit par Ibrahîm Ibn Habîb Al-Fazâri ou son fils Muhammad al-Fazari.
- Au IXe siècle
  - Masha'allah (☾ 815), astrologue, publie le premier traité complet sur l'astrolabe : il y décrit l'usage de l'instrument mais aussi son tracé géométrique théorique ;
  - Al-Khwârizmî (☾ 825), qui résout à l'astrolabe quarante-trois problèmes est l'auteur de plusieurs innovations : il ajoute aux tympans le réseau des cercles d'égal azimut ; il est aussi à l'origine du carré des ombres ;
  - Al-Farghani plus connu en Occident sous le nom d'Alfragan (☾ 861), compose un traité important sur l'astrolabe ; grâce à l'instrument il résoudra de nombreux problèmes astronomiques et astrologiques.

- Au Xe siècle

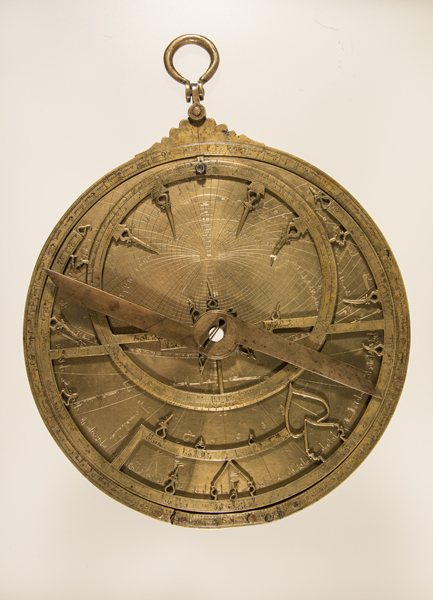
Astrolabe d'Ibrahim ibn Said al-Sahli, Tolède, XIe siècle.

Abd al-Rahman al-Soufi (☾ 986), donne deux traités sur l'astrolabe dont l'un comporte 170 chapitres et propose 1000 utilisations de l'instrument !
- Au XIe siècle
  - Al Biruni (☾ vers 1050), est à l'origine du tracé des trois crépuscules, des courbes des prières musulmanes et des douze maisons célestes (domification) ; avec l'astronome al-Sizji, ils créent le calendrier zodiacal permettant de connaitre la longitude écliptique du Soleil pour un jour déterminé de l'année ;
  - Ibn Khalaf al-Muradi et Al-Zarqali, plus connu sous le nom d'Azarchel (☾ 1087), ont imaginé le premier astrolabe universel (pour toutes latitudes), l'azafea plus connu en Occident sous le nom de Saphaea.

Dès cette époque, les différents éléments de l'astrolabe planisphérique sont alors en place. L'instrument, sous cette forme perdurera, pendant plus de 800 ans, jusqu'au XIXe siècle dans les pays arabes.
À titre d'information, il est inséré ici un texte un peu hermétique sur un usage particulier de l'instrument :
« Après l’insertion des planches des planètes dans l’astrolabe par les astronomes arabes, ils parvenaient à calculer le mouvement apparent des planètes connues, avec une précision impressionnante. Ibn al-Zerqellu [1029 ?-1087 ?] trouva même le moyen de réduire ces diverses planches à une seule ‘planche des sept planètes’, dont l’avers en porte quatre et le revers trois, le même tracé d’épicycle servant pour toutes. La plus grande curiosité de cette œuvre, selon Dominique Urvoy, est le dessin des orbites non pas circulaires mais ovoïdes (baydi) [sic] ».

Astrolabe ibérique de ahmad ibn Muhammad al-Naqqash, de 1080.
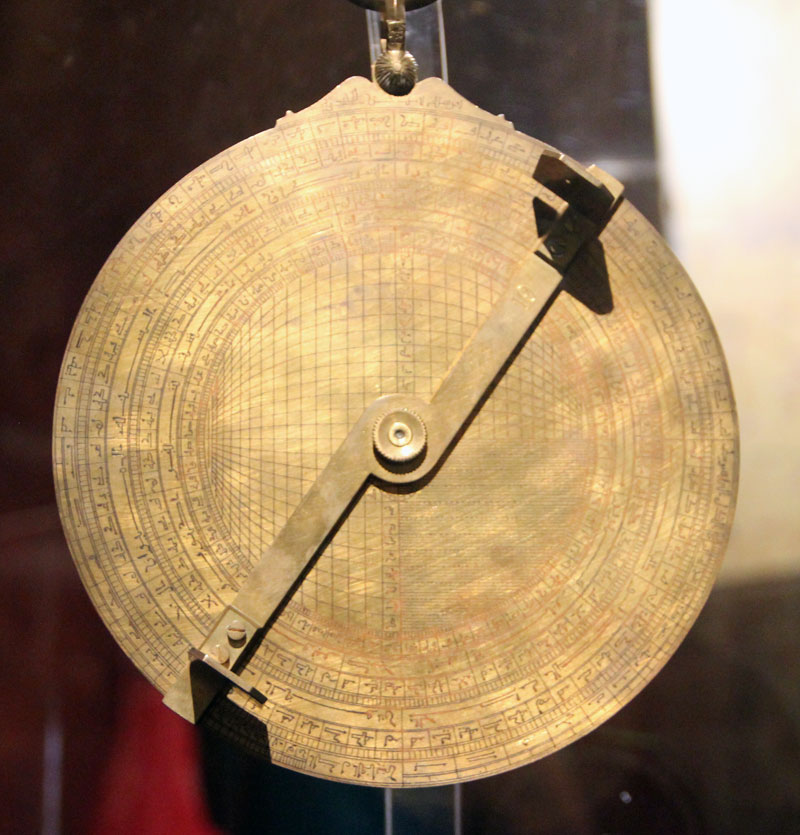
Astrolabe universel, (Saphaea), d'Al-Zarqali, XIe siècle, copie.
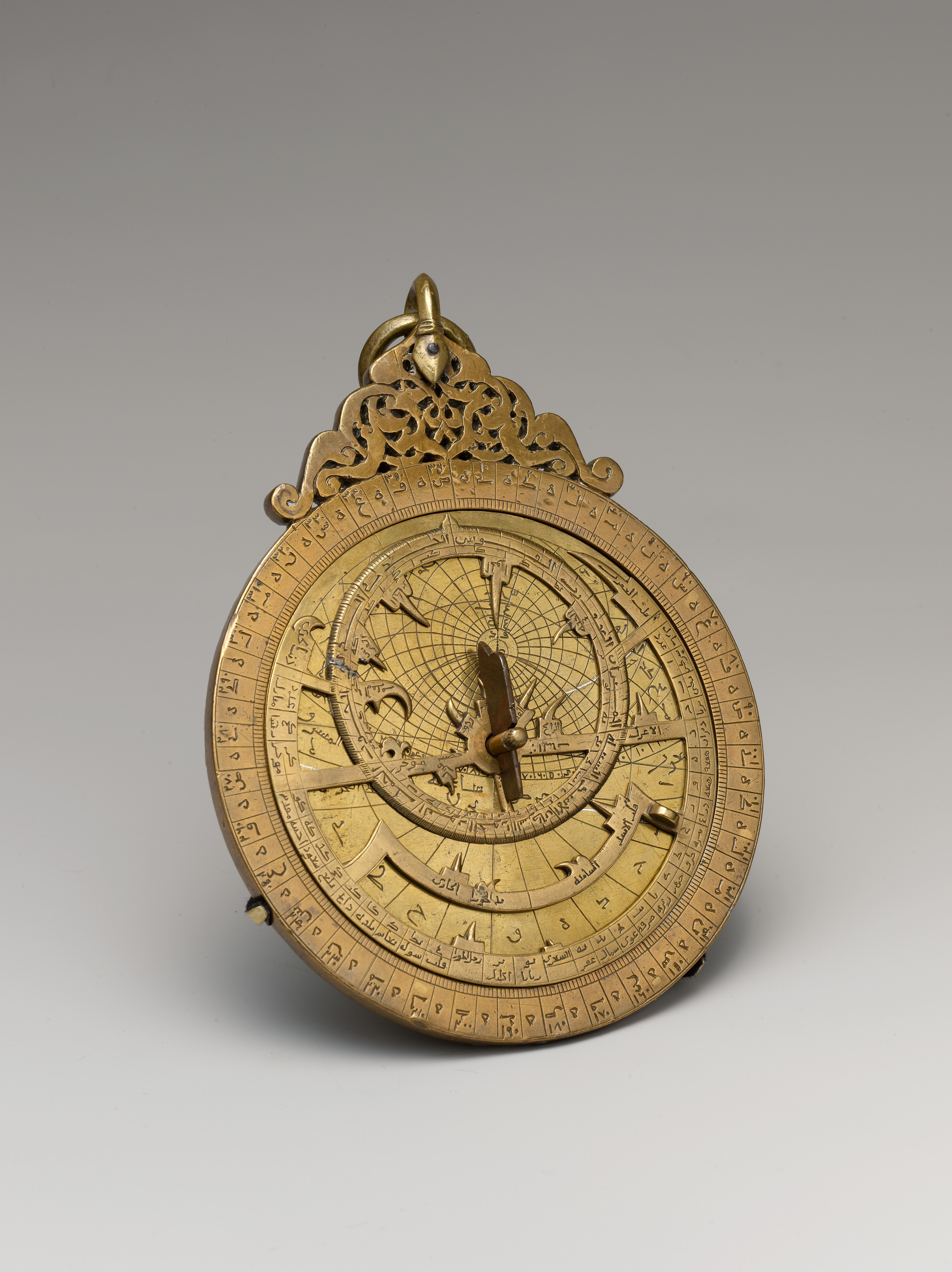
Astrolabe yéménite de Ali ibn Rasul al-Muzaffari, 1291.
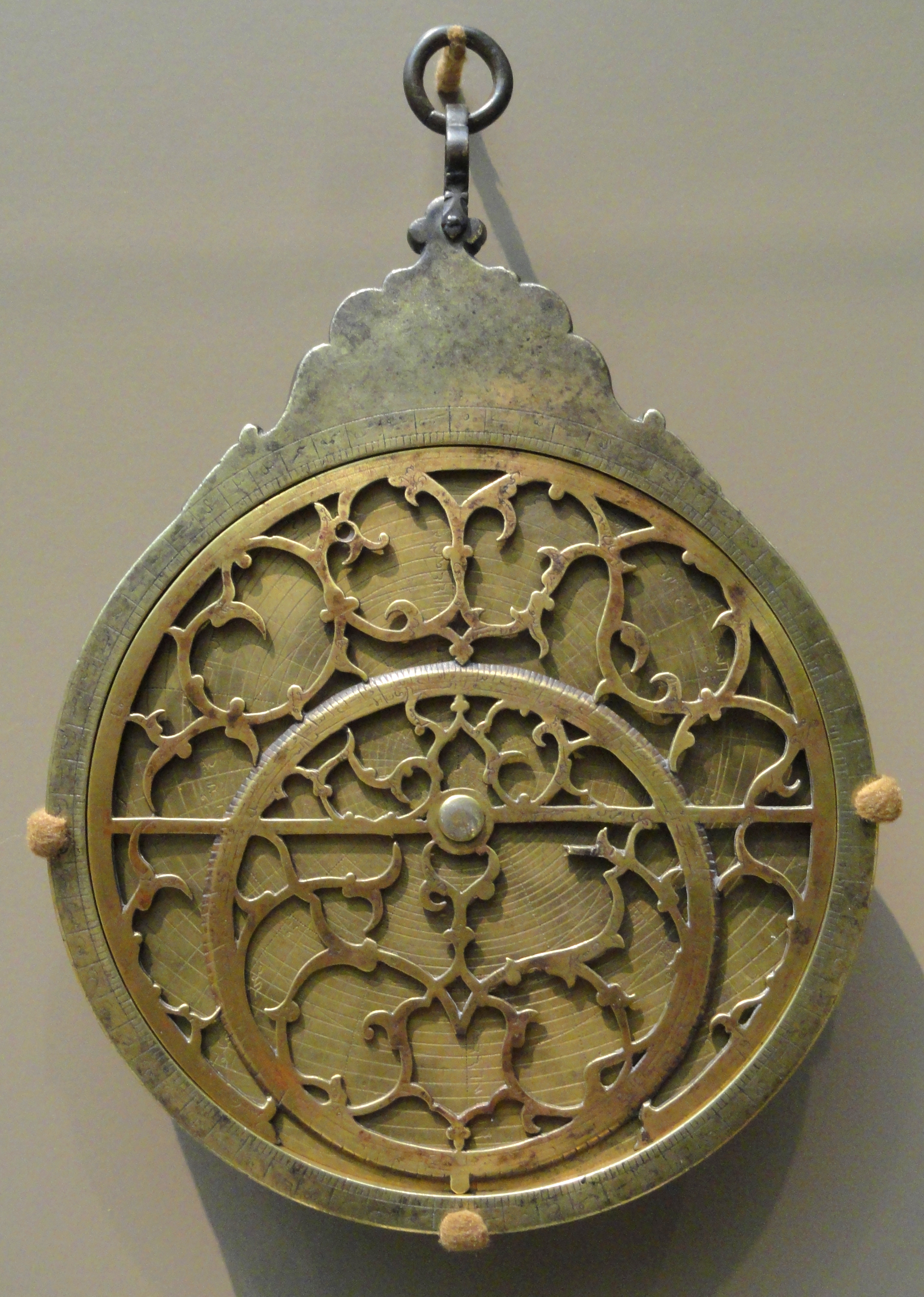
Astrolabe indo-persan de Isa ibn Allahdad, vers 1601.

### Introduction et usage en Occident

#### Au Moyen Âge

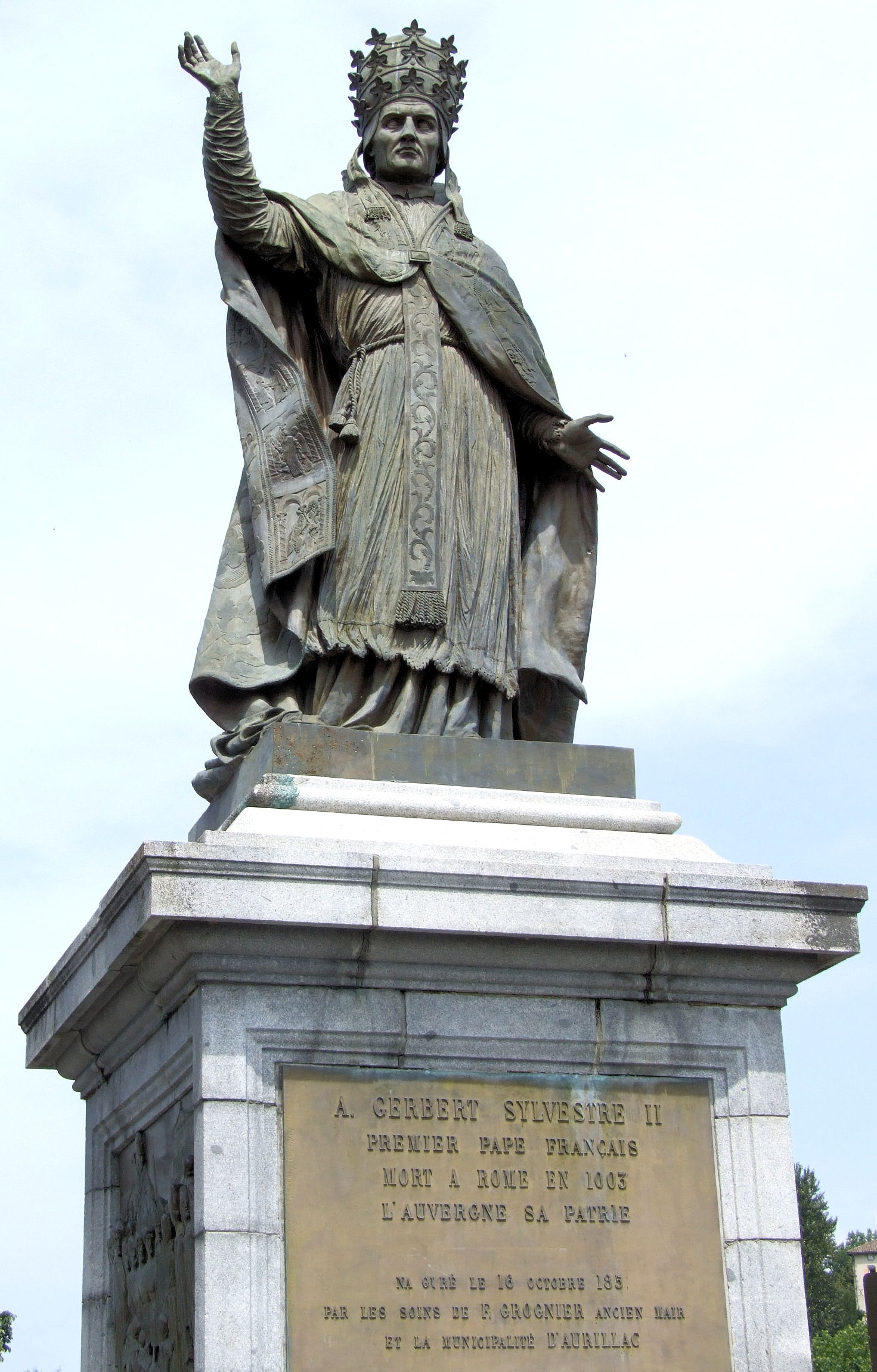
Statue de Gerbert à Aurillac.

##### AuXesiècle
Les Arabes occupent en partie la péninsule Ibérique. Au nord de leurs territoires, en Catalogne, terre chrétienne, se trouvent des monastères (Ripoll, Vic) en contact avec les érudits musulmans. C'est par ces intermédiaire que l'astrolabe va pénétrer le monde occidental.
C'est à Lupitus de Barcelone que l'on doit le premier texte latin décrivant l'astrolabe, Astrolabii Sententiae inspiré de sources arabes non identifiées.
Gerbert d'Aurillac, alors moine, fera un séjour en Catalogne, au monastère de Ripoll dans les années 967-970 pour étudier les sciences arabes. Plus tard, en 984, résidant à Reims, il sollicitera auprès de Lupitus l'envoi de sa composition sur l'astrolabe. Lui est-elle parvenue ? L'astrolabe a-t-il été introduit par Gerbert ? A-t-il écrit un Liber de utilitatibus astrolabilii, comme le proposent de nombreux manuscrits du Moyen Âge ? Il existe beaucoup de questions sans réponses actuellement. Quoi qu'il en soit, le futur pape Sylvestre II a joué un rôle éminent dans l'introduction de la science arabe en Occident.
Le premier astrolabe occidental, l'astrolabe dit « carolingien » de la collection Marcel Destombes, conservé au Musée de l'Institut du monde arabe à Paris, daterait de cette époque, mais son authenticité est contestée.

##### AuXIesiècle
Herman de Reichenau (1013-1054) héritera des travaux de Gerbert. Il est l'auteur de deux ouvrages sur l'instrument : De mensura astrolabii et De utilitatibus astrolabii où il présente la résolution de 21 problèmes ; en annexe, il joint un texte de Gerbert sur le sujet : le propos en est remanié car assez hermétique.
Un contemporain de Herman, Guillaume de Hirsau (1030-1091), abbé de l'abbaye de Hirsau, a semble-t-il écrit sur l'astronomie. De cette époque, est conservé « l'astrolabe de Ratisbonne ». C'est une sculpture posée sur colonne comportant un personnage et un disque de pierre avec un tracé géométrique représentant la projection de la sphère céleste entourée de graduations et d'un hypothétique calendrier zodiacal. D'où son appellation erronée d'« astrolabe ». Cette œuvre est conservée au musée d'Histoire de Ratisbonne, dans ce qui est appelé le dispositif d'enseignement de Guillaume.

Le « pseudo-astrolabe de Ratisbonne » et les deux Herman ?
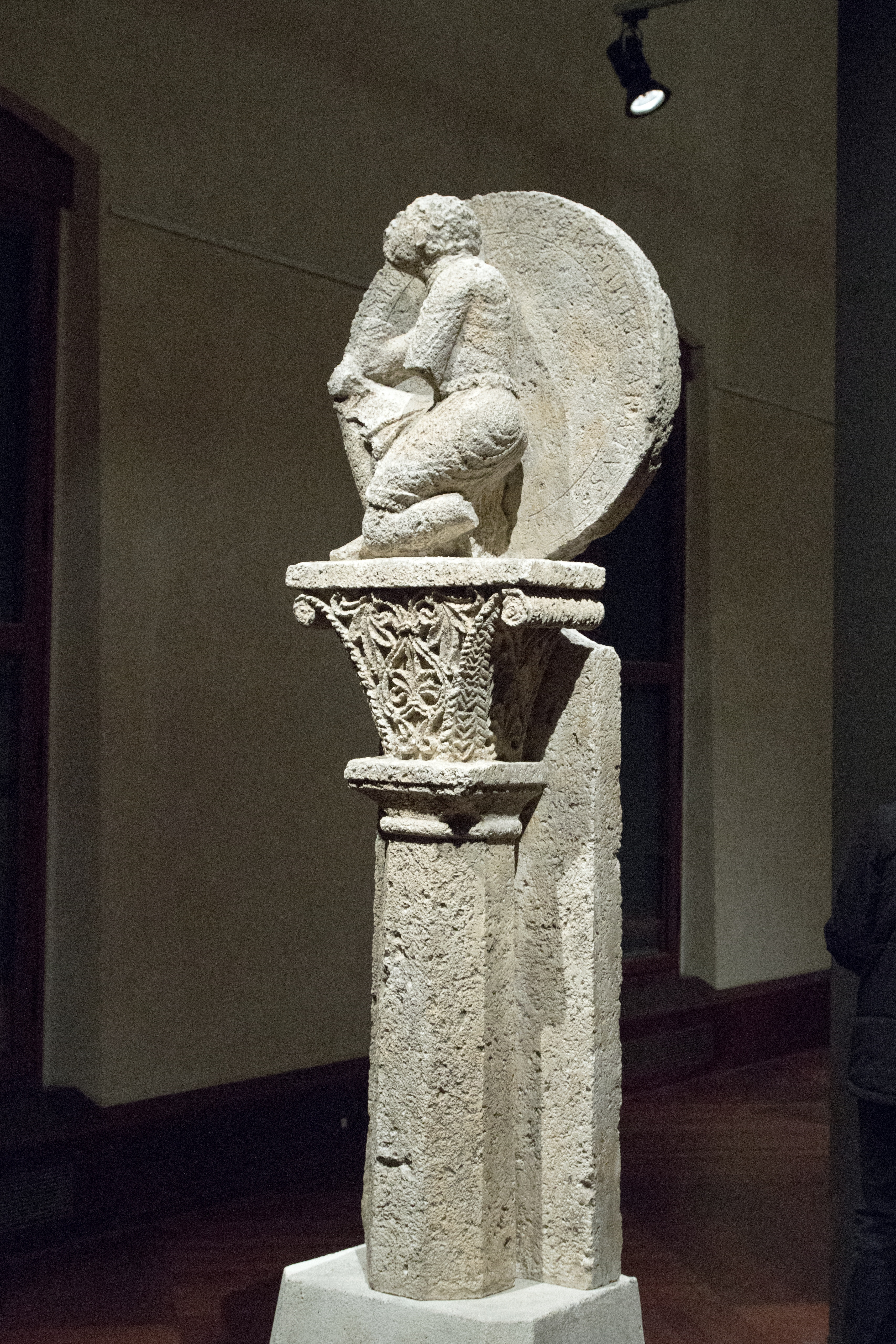
La sculpture dite « Astrolabe de Ratisbonne ».
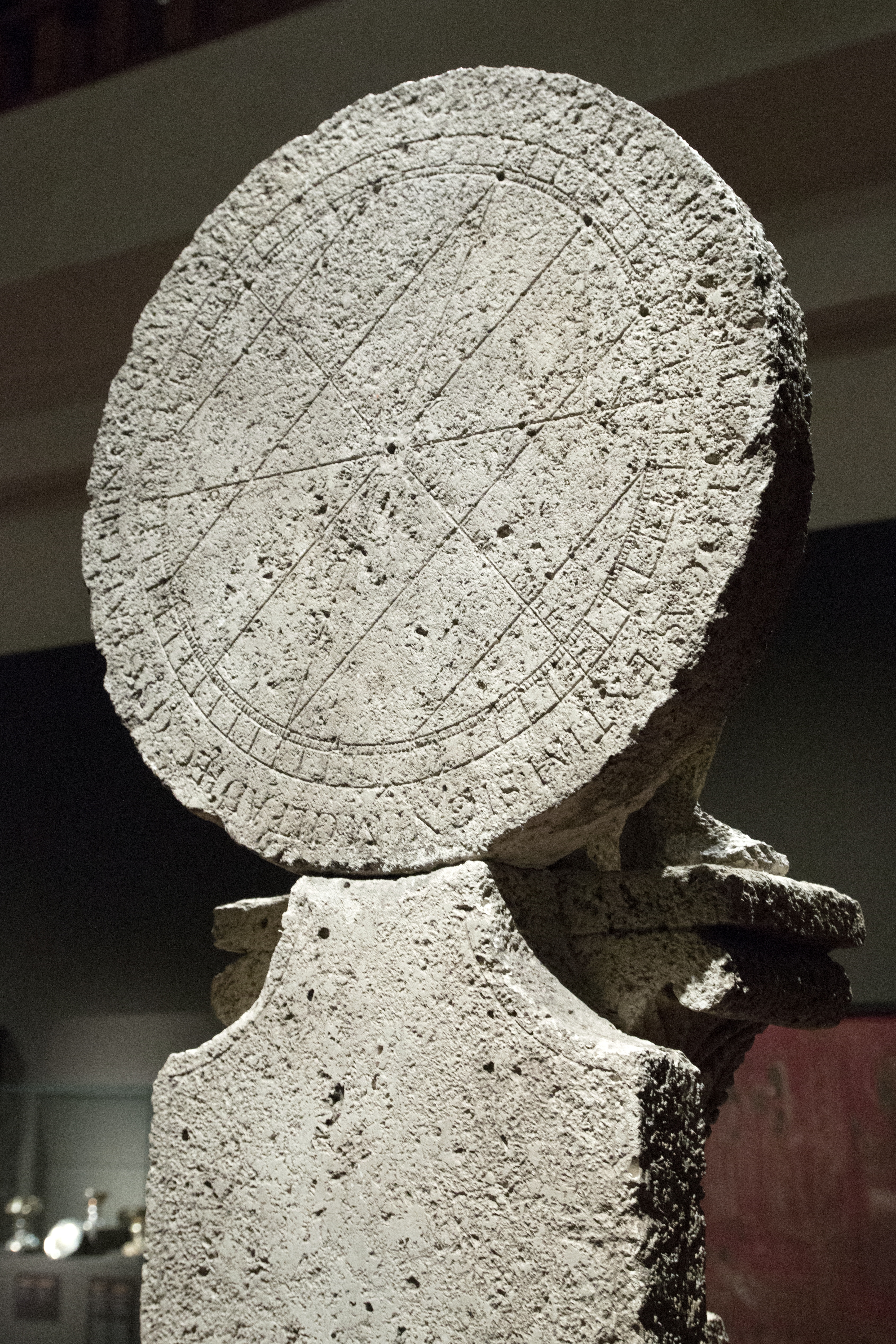
Son disque « astrolabique ».
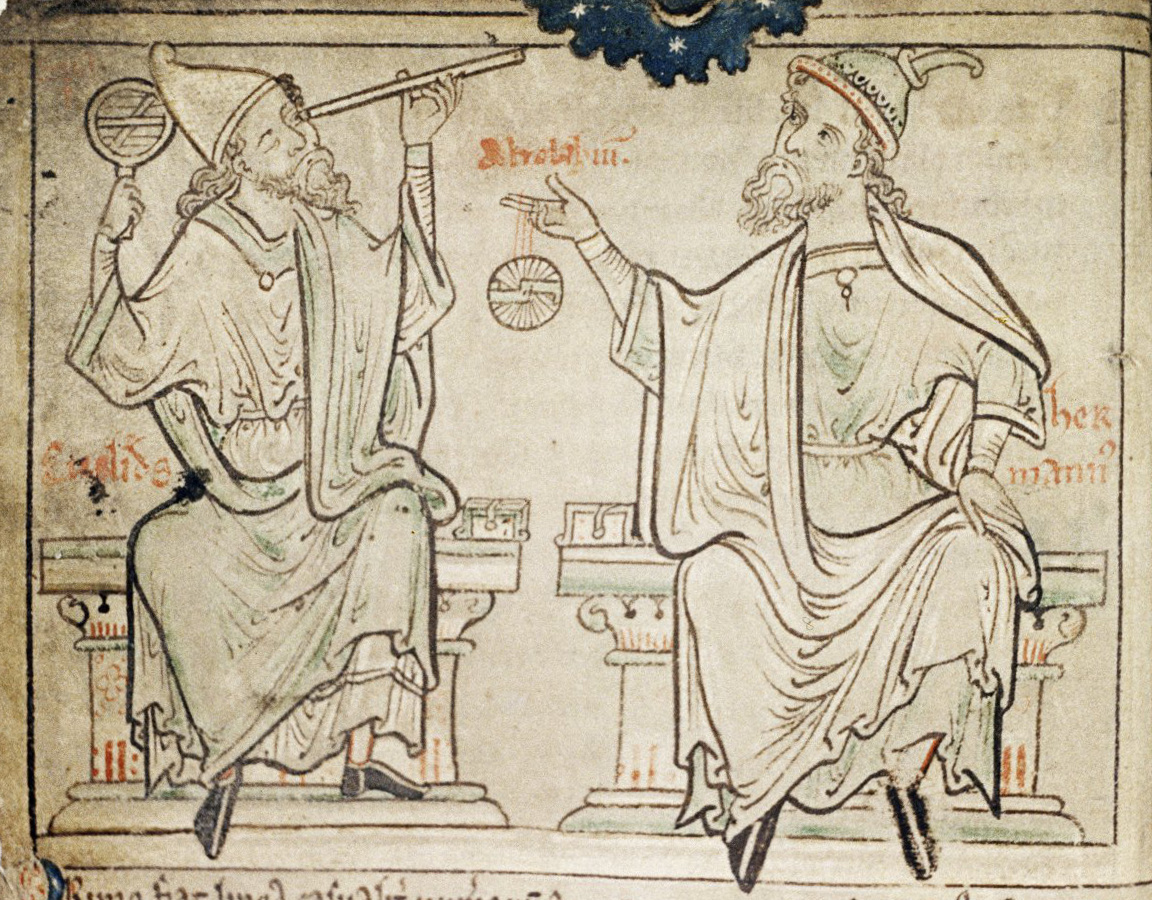
Herman de Reichenau tenant un astrolabe.
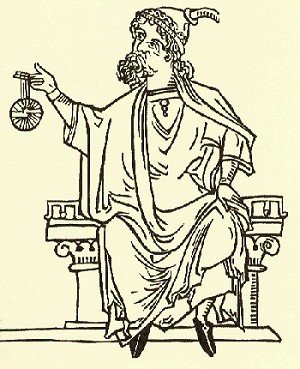
Herman le Dalmate (voir infra).

##### AuXIIesiècle
Paraissent de nombreuses traductions d'ouvrages arabes et des traités originaux rédigés en latin ; parmi leurs auteurs citons : Adélard de Bath, Herman le Dalmate, Jean de Séville, Platon de Tivoli, Gérard de Crémone, Raymond de Marseille. Ce dernier est l'auteur, en 1141, d'un traité original d'usage de l'astrolabe et d'une table de coordonnées d'étoiles adaptée d'Al-Zarqali ; il indique aussi comment corriger l'astrolabe selon le mouvement de précession.
C'est à cette époque que l'astrolabe acquiert une grande notoriété et devient le symbole de l'astronomie : Abélard et Héloïse n'ont-ils pas dénommé leur fils Astrolabe ! On trouve aussi la représentation de l'instrument sur des miniatures, vitraux et statues de cathédrales.

Le symbole de l'Astronomie
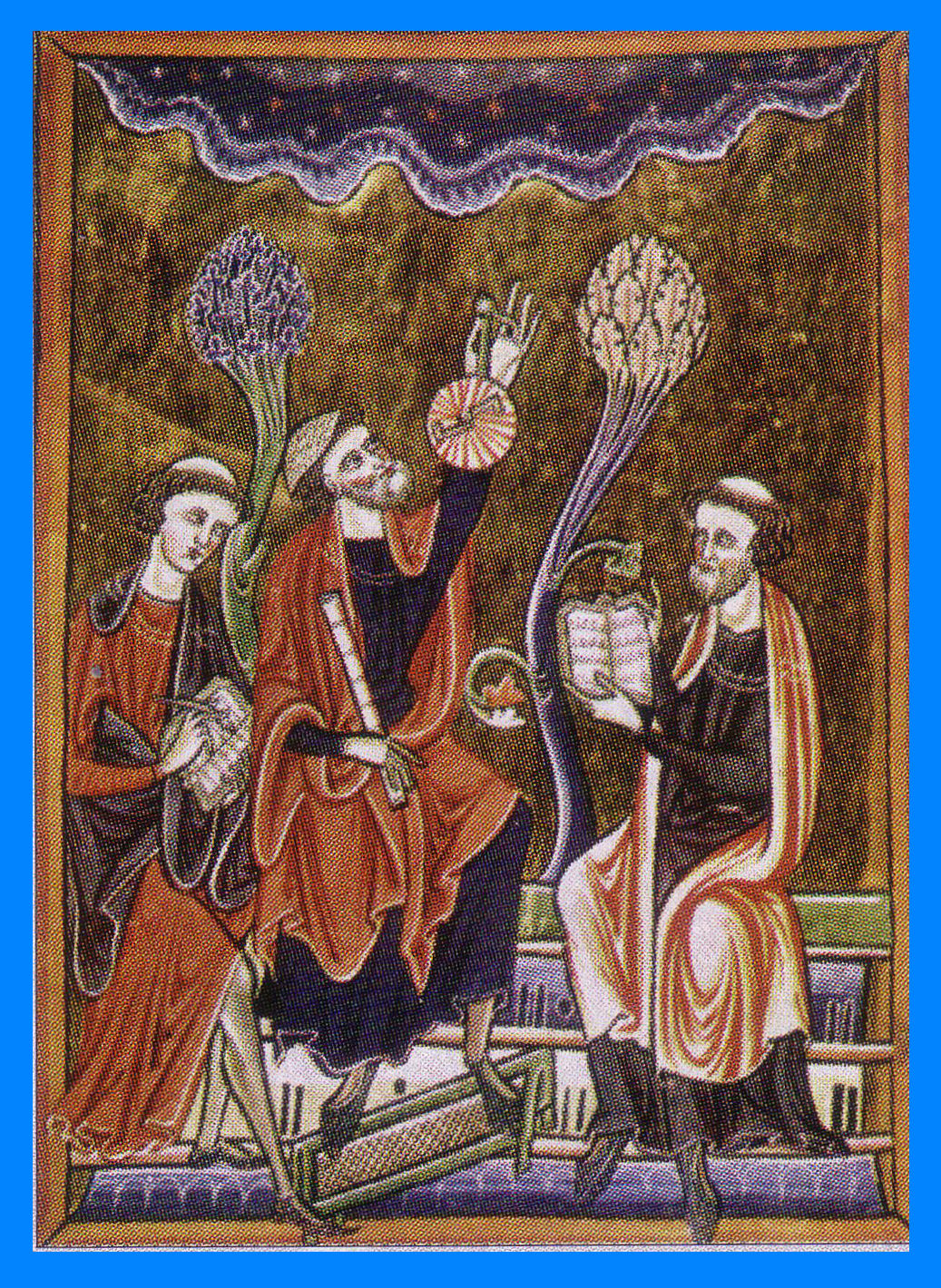
Psautier de Blanche de Castille puis de saint Louis ( XIIIe siècle ).
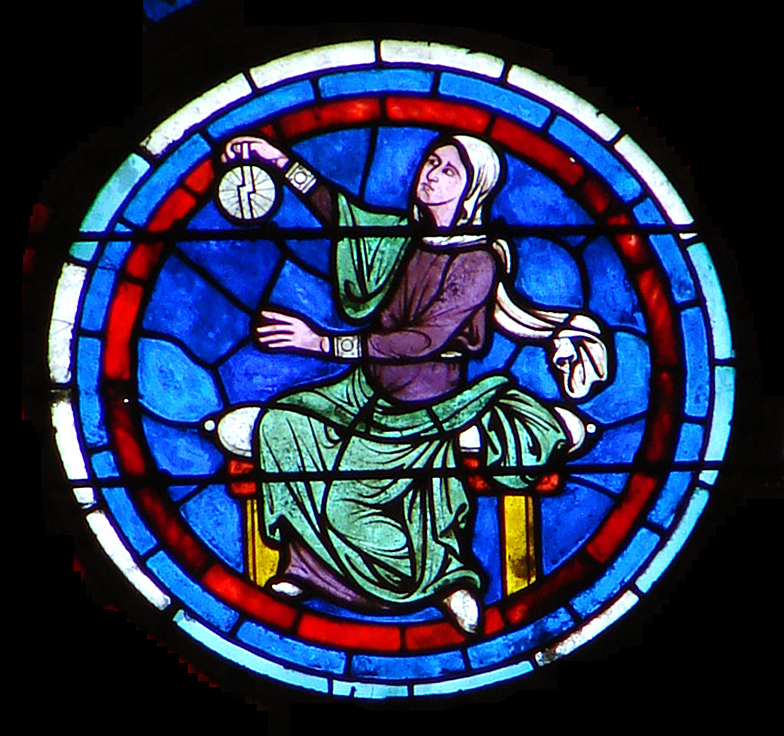
Allégorie de l'Astronomie sur vitrail, cathédrale de Laon, (1210).
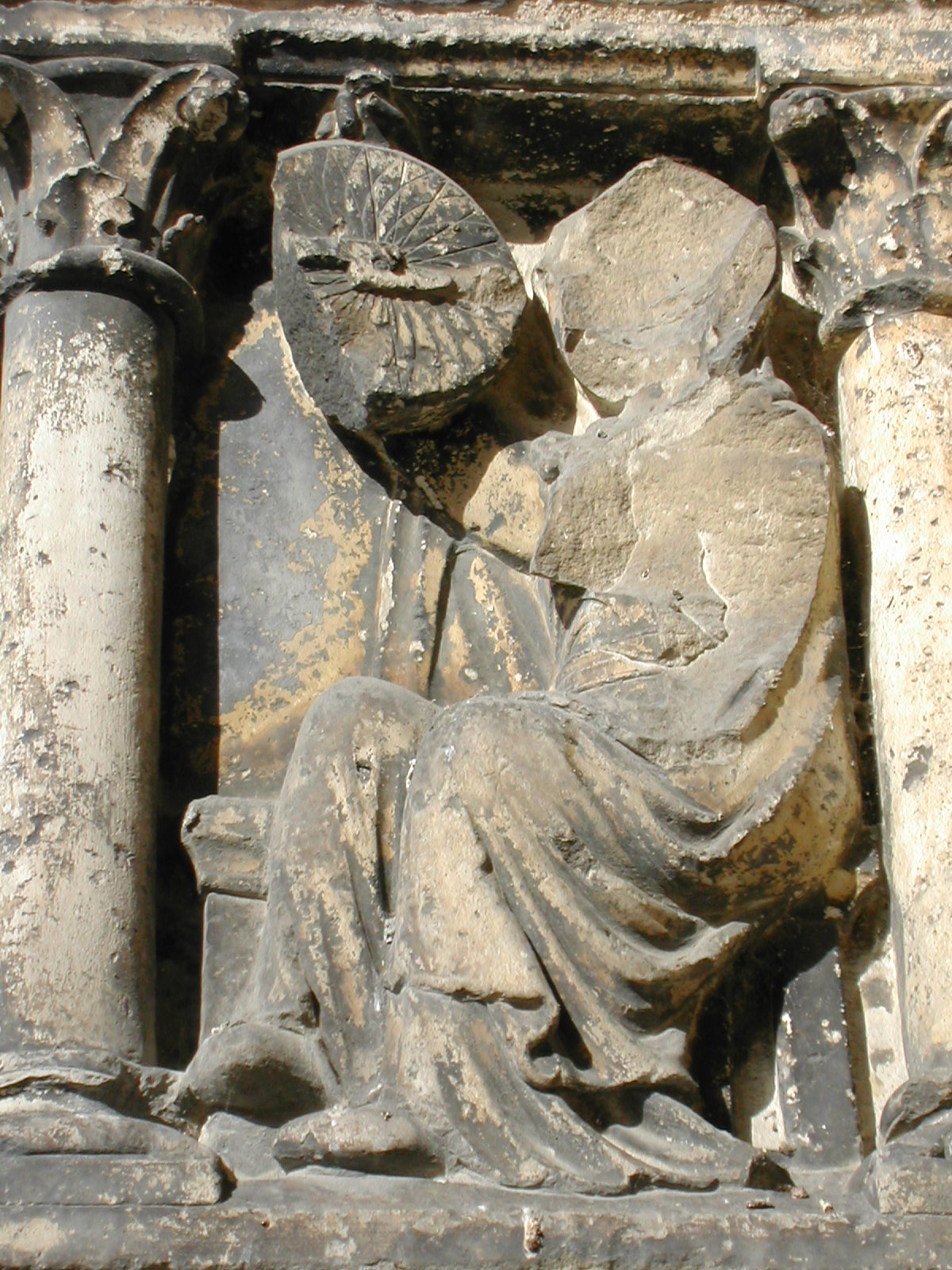
Uranie tenant un astrolabe, cathédrale de Sens, (v. 1230).

##### AuXIIIesiècle
À Tolède, le roi Alphonse X de Castille, dit le Sage, fait compiler, par des savants et traducteurs juifs, chrétiens et musulmans, l'ensemble des connaissances astronomiques dans les Livres du savoir astronomique ou Libro del saber de astrología paru en 1276-79. On y trouve la description de différents types d'astrolabes, dont les astrolabes universels et même un essai de mécanisation d'un astrolabe mu par une horloge à tambour à mercure.

Images originales du Libro del saber
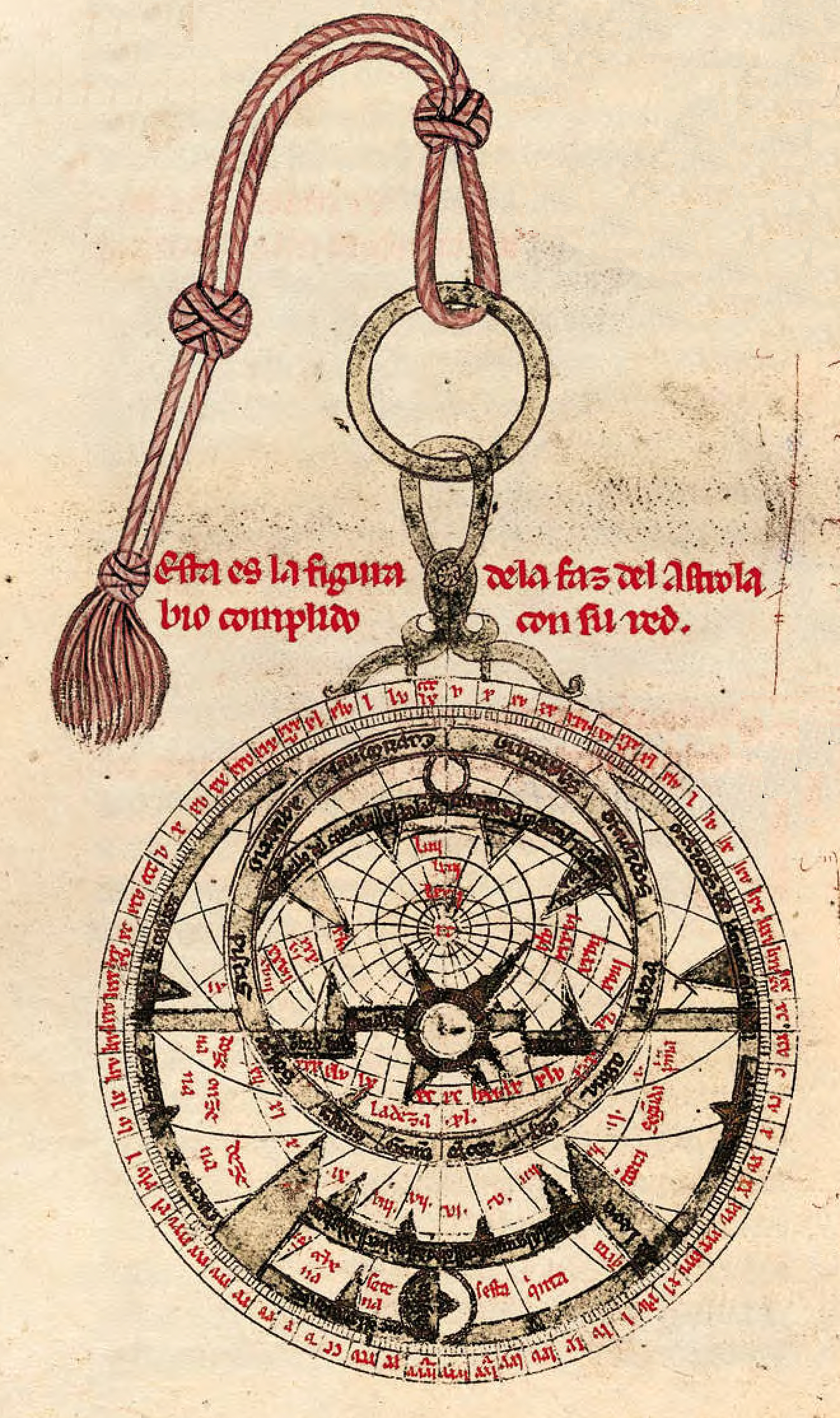
Un astrolabe planisphérique.
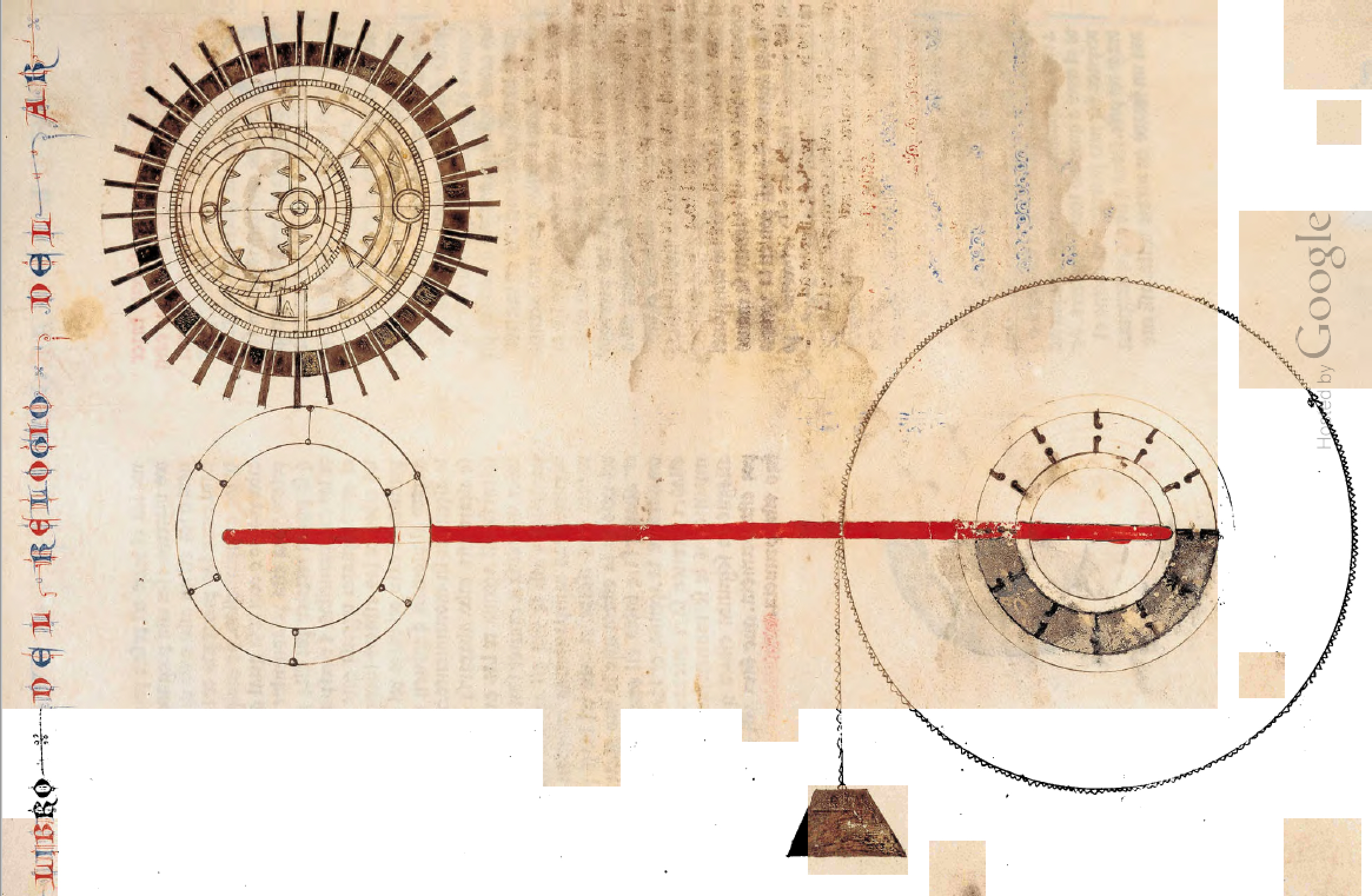
Mécanisation d'un astrolabe.

Y figure aussi la traduction du catalogue d'étoiles d'as-Sufi ; c'est par cet intermédiaire que les astrolabes « gothiques » porteront en français sur l'araignée des listes d'étoiles au nom arabe tels Deneb, Véga, Altaïr (le triangle de l'été)… La mère, elle se verra attribuer un chiffrage arabe plus facile d'usage que le chiffrage romain. Ces apports de la civilisation musulmane ont intégré et enrichi les langues des pays occidentaux et même mondiaux.
À la même époque, Ibn Tibbon dit Profatius (1236-1305) fait connaitre l'astrolabe-quadrant, astrolabe planisphérique ramené à un quart de cercle par rabattements ; cet instrument est d'un usage difficile.

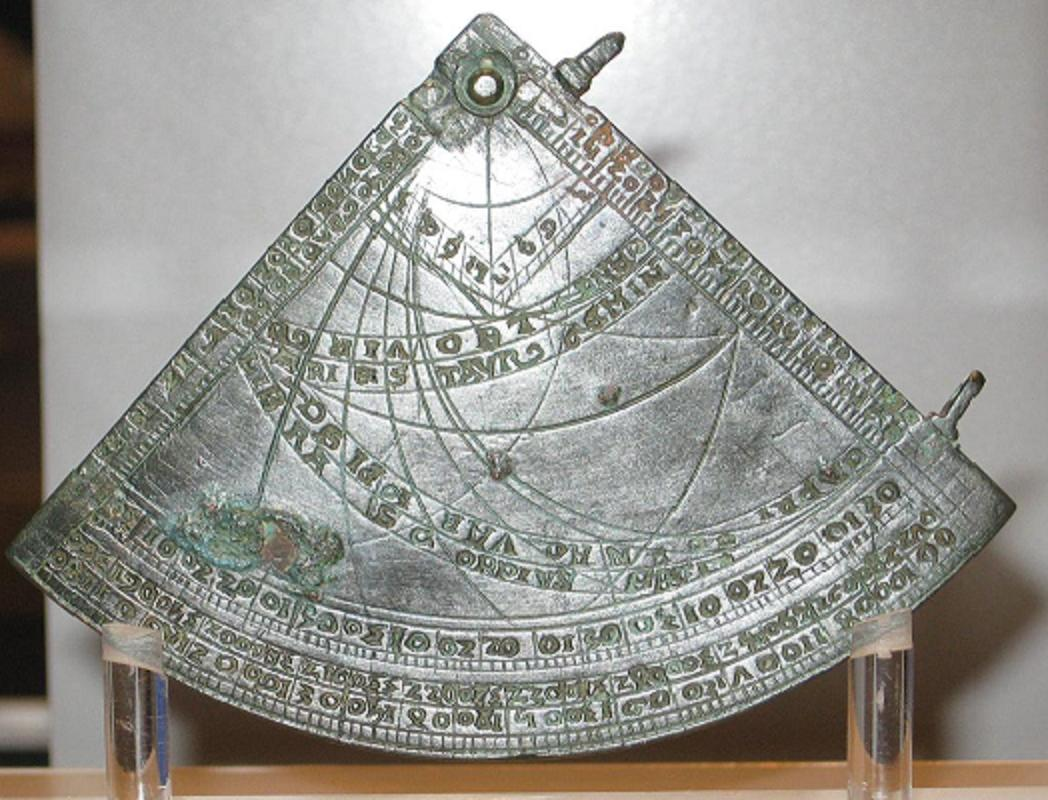
L'astrolabe-quadrant de Canterbury.
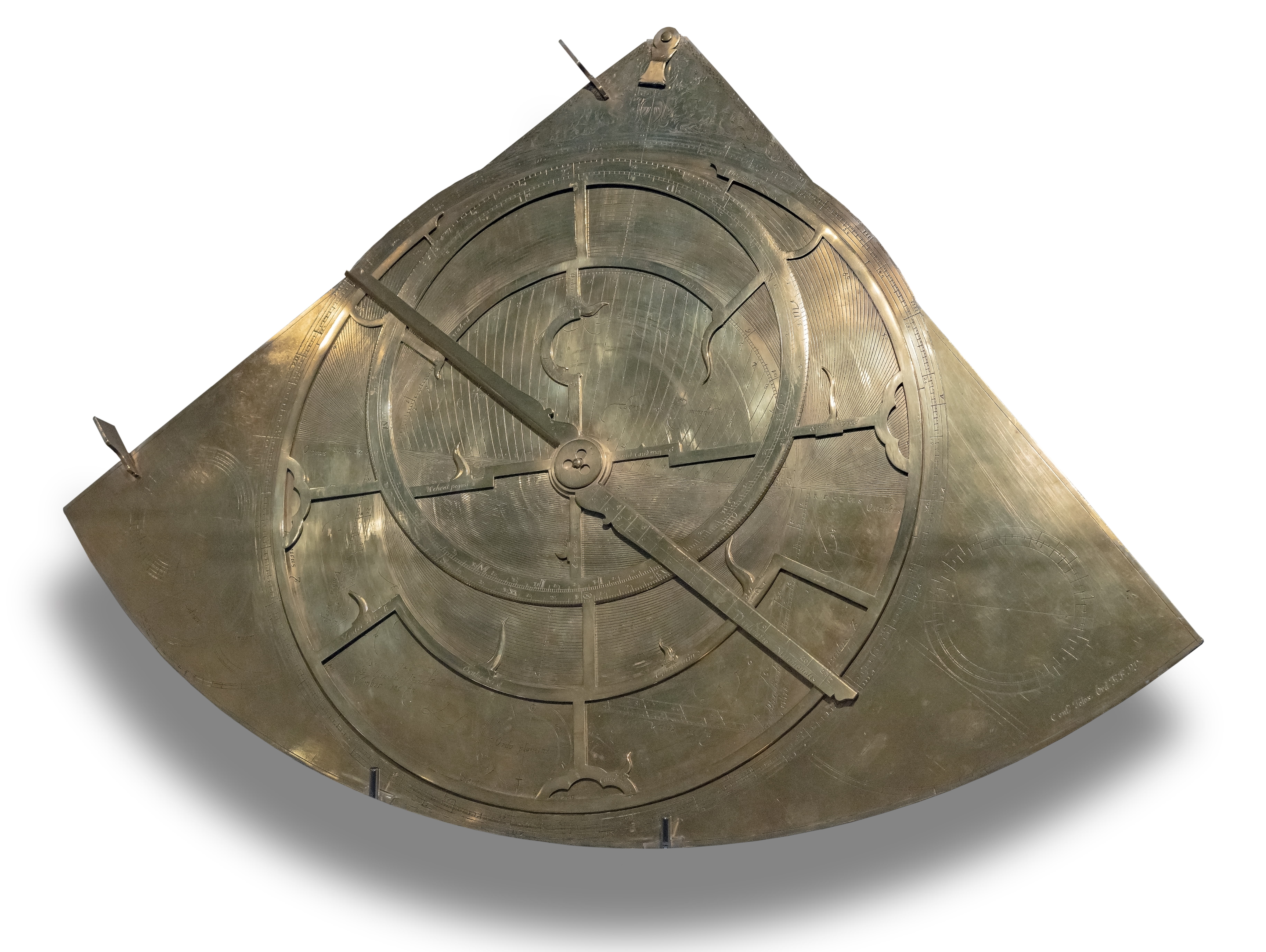
Astrolabe de type quadrant, Musée Paul Dupuy, Toulouse[N 8].

##### AuXIVesiècle
Rabbi Levi ben Gershom ou Gersonide (1288-1344) est, d'après Philippe Dutarte, l'inventeur d'une échelle transversale sur le pourtour du limbe de la mère qui permet une meilleure appréciation des angles à mesurer. Cette échelle est possiblement en rapport avec celle inventée officiellement par Pedro Nunes, employée par Tycho Brahe sur ses instruments et que l'on trouvera plus tard sous une forme équivalente sur le limbe du quart de cercle mobile de Jean Picard, par exemple.
« Durant ce siècle, l'Angleterre semble prendre le relais du continent pour les études sur l'astrolabe » : on doit par exemple au poète Geoffrey Chaucer un traité de l'astrolabe (1392), dédié à son fils ; on notera aussi que le British Museum possède dans ses collections les deux premiers astrolabes occidentaux, le plus ancien, non signé, daté de 1326, et le second, de 1342, portant l'inscription Blakene, me fecit anno do. 1342.

Les deux premiers astrolabes occidentaux
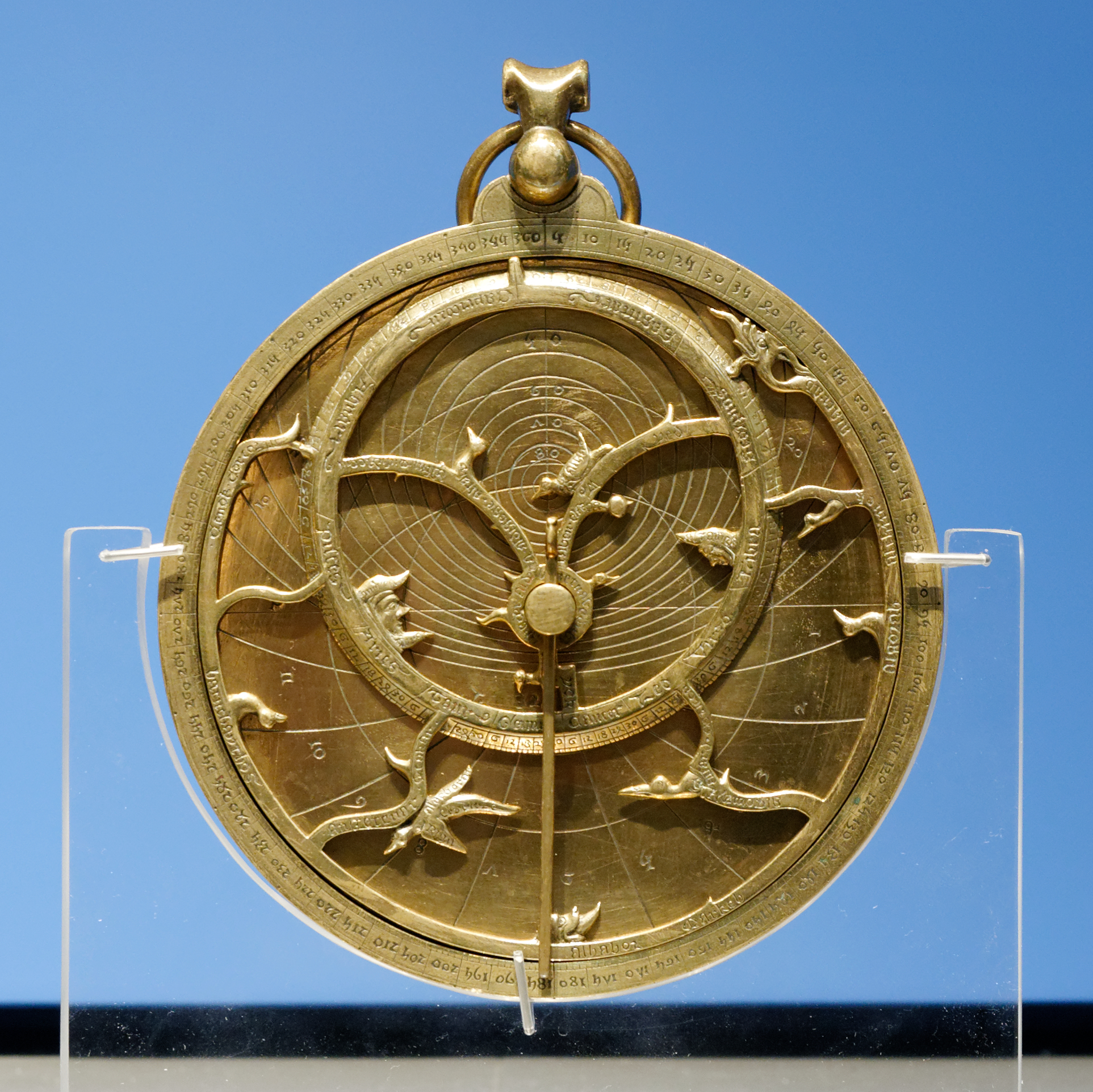
L'astrolabe dit de Chaucer (1326).
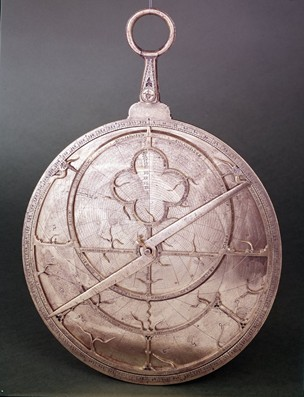
Astrolabe de Blakene (1342).

##### AuXVesiècle
Le fabricant français d'instruments astronomiques Jean Fusoris (v.1365–1436) en fabrique et en vend à Mézières-sur-Meuse et Paris, avec des cadrans solaires portatifs, des horloges, et d'autres instruments scientifiques qui émergent à cette époque. Il apporte à l'astrolabe quelques innovations techniques. Lui-même s'est servi d'un astrolabe de grande taille pour mesurer la hauteur du Soleil à midi afin d'établir des tables nécessaires à la construction de cadrans solaires de hauteur. Emmanuel Poulle, spécialiste de Fusoris, disait dans ses conférences qu'il avait dénombré plus de vingt instruments étant sortis de ses ateliers.

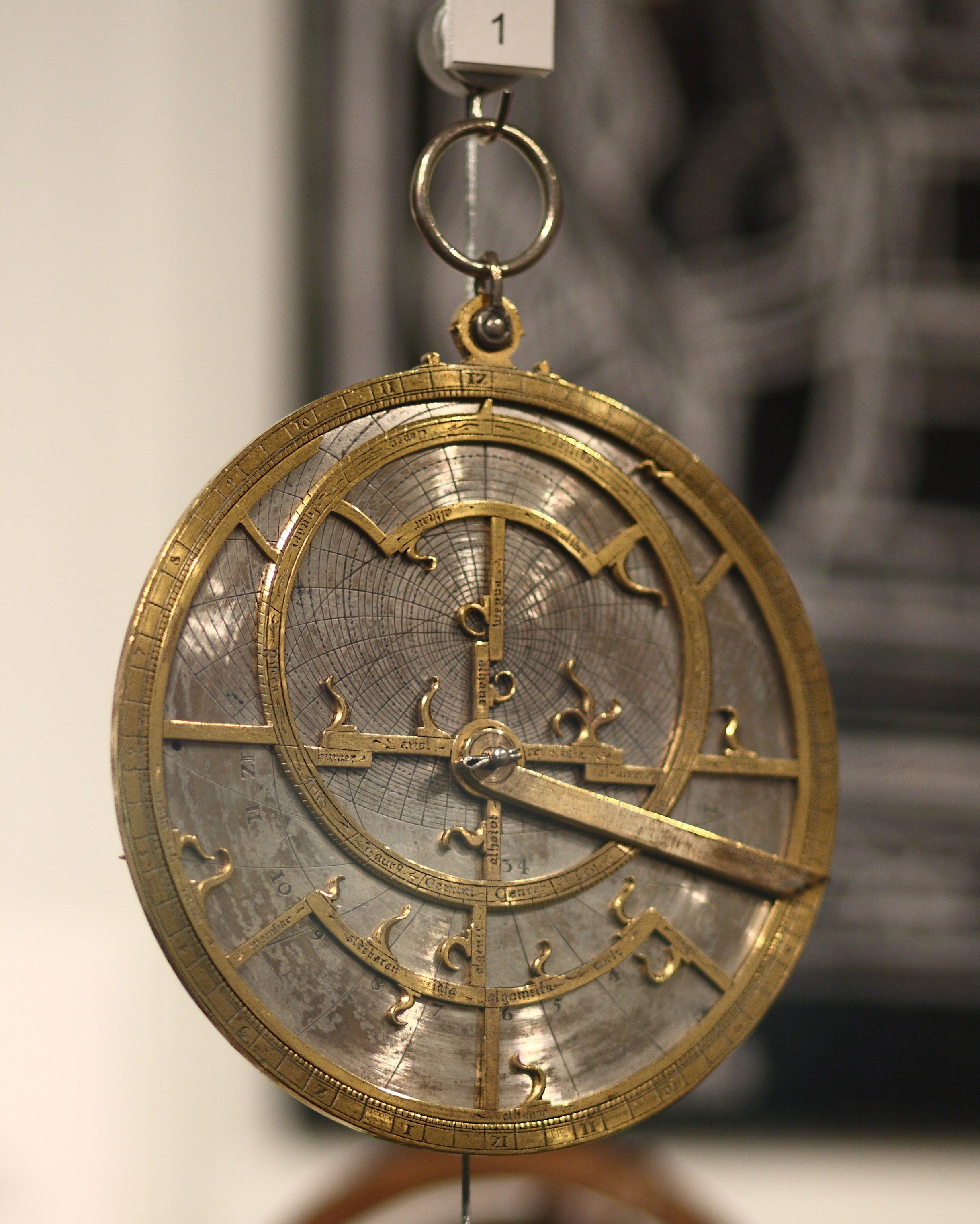
Astrolabe sorti des ateliers de Jean Fusoris (v. 1400).

Au Moyen Âge, « l'astrolabe a pu servir à déterminer les heures canoniales dans les communautés religieuses, mais il était surtout un instrument de calcul et un instrument pédagogique pour l'enseignement de l'astronomie dans les universités, dans le cadre du Quadrivium (arithmétique, géométrie, astronomie, musique) ».
Dès le XIVe siècle, il a certainement accompagné l'horloge mécanique pour la mettre à l'heure et en vérifier sa régularité. Dans les cathédrales, il n'est pas rare de trouver des horloges astronomiques avec des cadrans astrolabiques, comme à Lyon (dès 1379), Bourges (1424), Chartres (1528), pour n'en citer que quelques-unes en France. De cette époque - qui s'est étendue à la Renaissance - subsistent aussi quelques horloges astrolabiques de table.

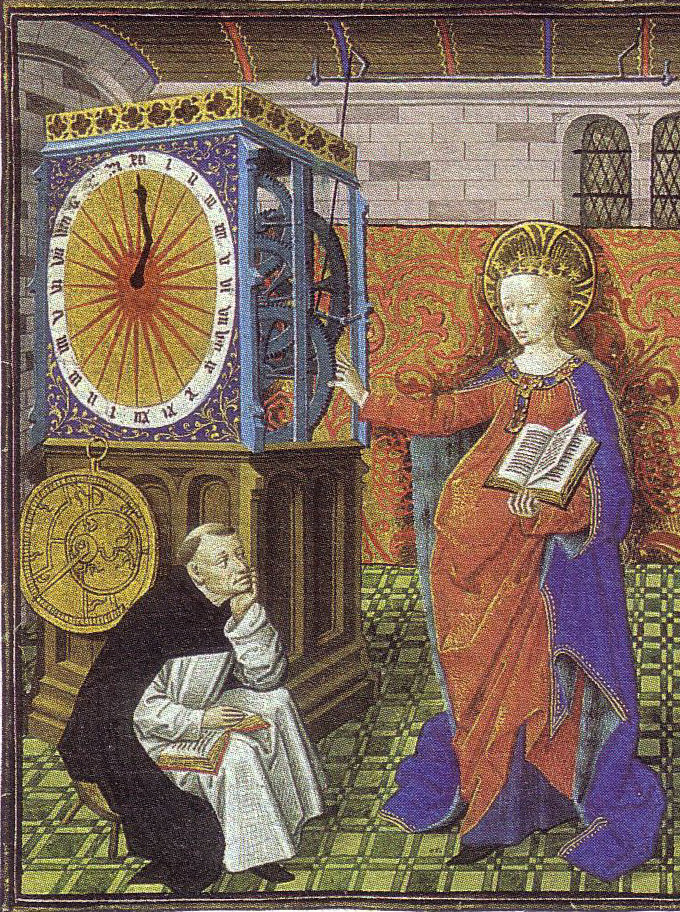
L'astrolabe, compagnon de l'horloge mécanique (v. 1450).
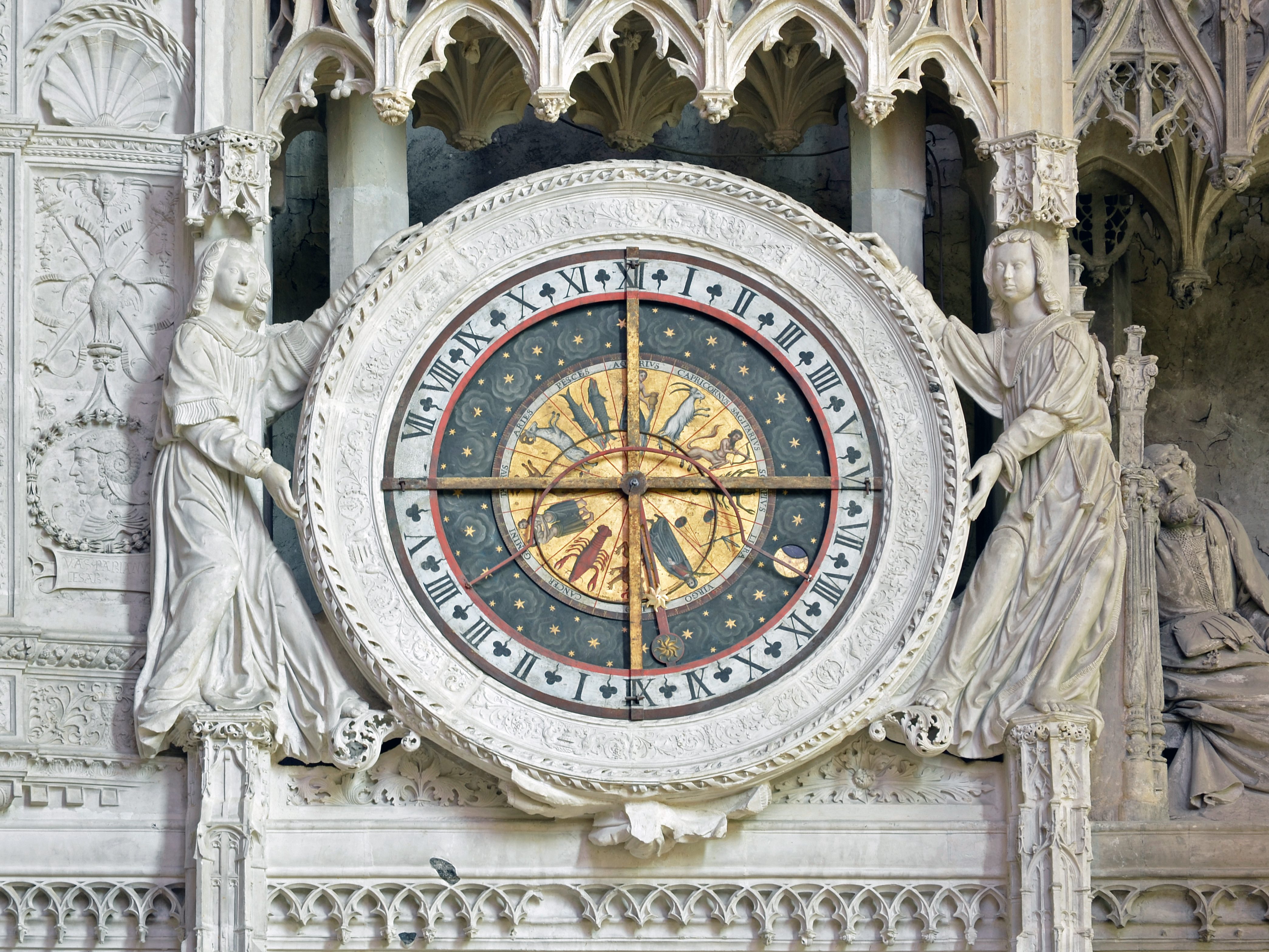
L'horloge astrolabique de Chartres (1528).
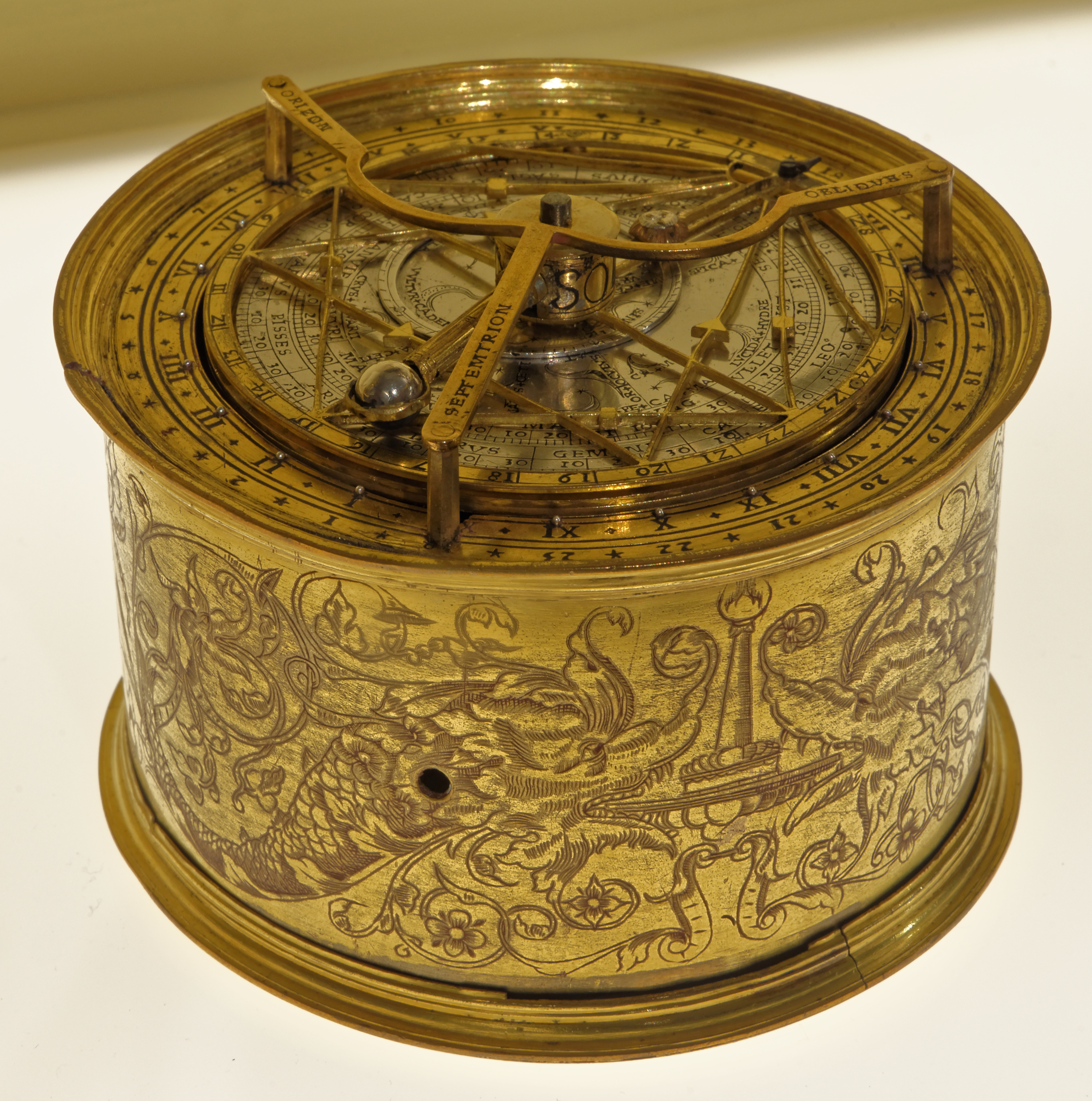
Une horloge astrolabique de table (v. 1554-1581).

#### À la Renaissance
Au XVIe siècle, l'astronomie est en pleine évolution :
- en 1543, parait De revolutionibus orbium coelestium, « Des révolutions des orbes célestes » de Copernic où le Soleil devient le centre du Monde ;
- en 1582, après une longue période d'études, le calendrier grégorien est promulgué par le pape Grégoire XIII. Il va remplacer le calendrier julien devenu obsolète.

C'est dans ce contexte que vont se développer différents centres d'activités astronomiques où les faiseurs d'astrolabes trouvent leur place, ainsi que différents auteurs ayant traité du sujet :
- en Allemagne, autour de Nuremberg notamment. On peut citer : Johannes Stöffler, Georg Hartmann, Johann Richter, Leonhart Fuchs, Johann Anton Lynden[37], Johannes Krabbe[38], Erasmus Habermehl[39], Christophorus Clavius qui proposa le calendrier grégorien au pape Grégoire XIII, etc. ;

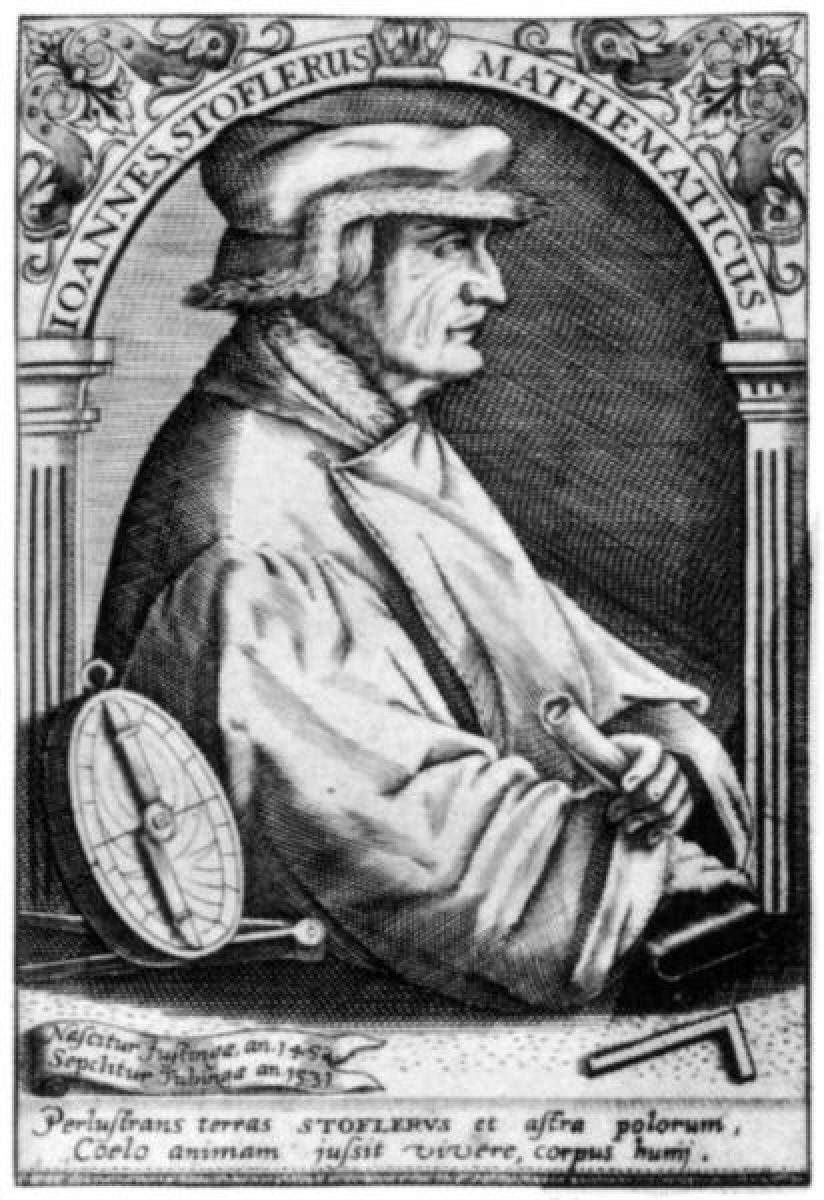
J. Stöffler (1452-1531), auteur d'un ouvrage sur l'astrolabe.
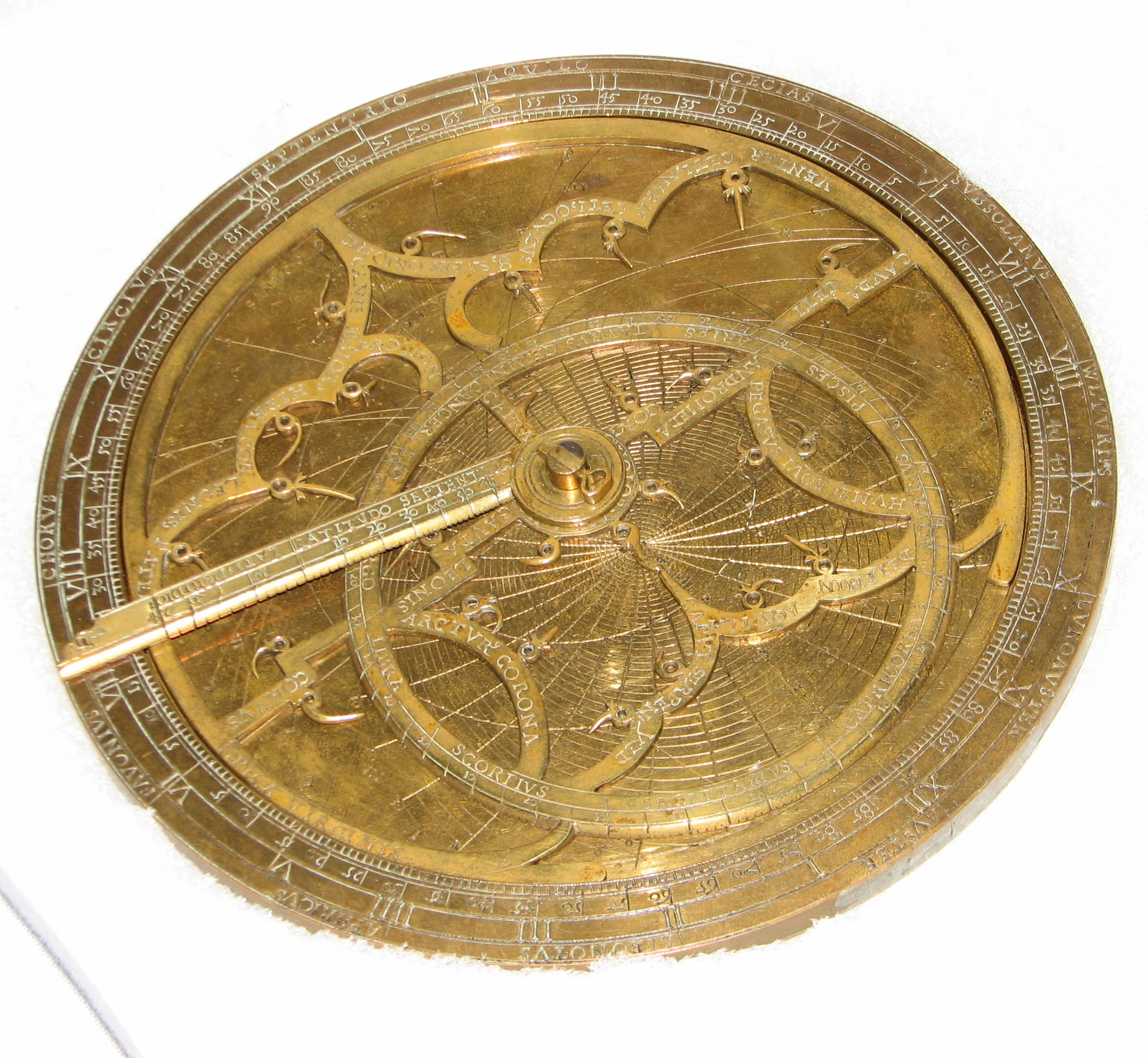
Un des nombreux astrolabes de Hartmann (1537).
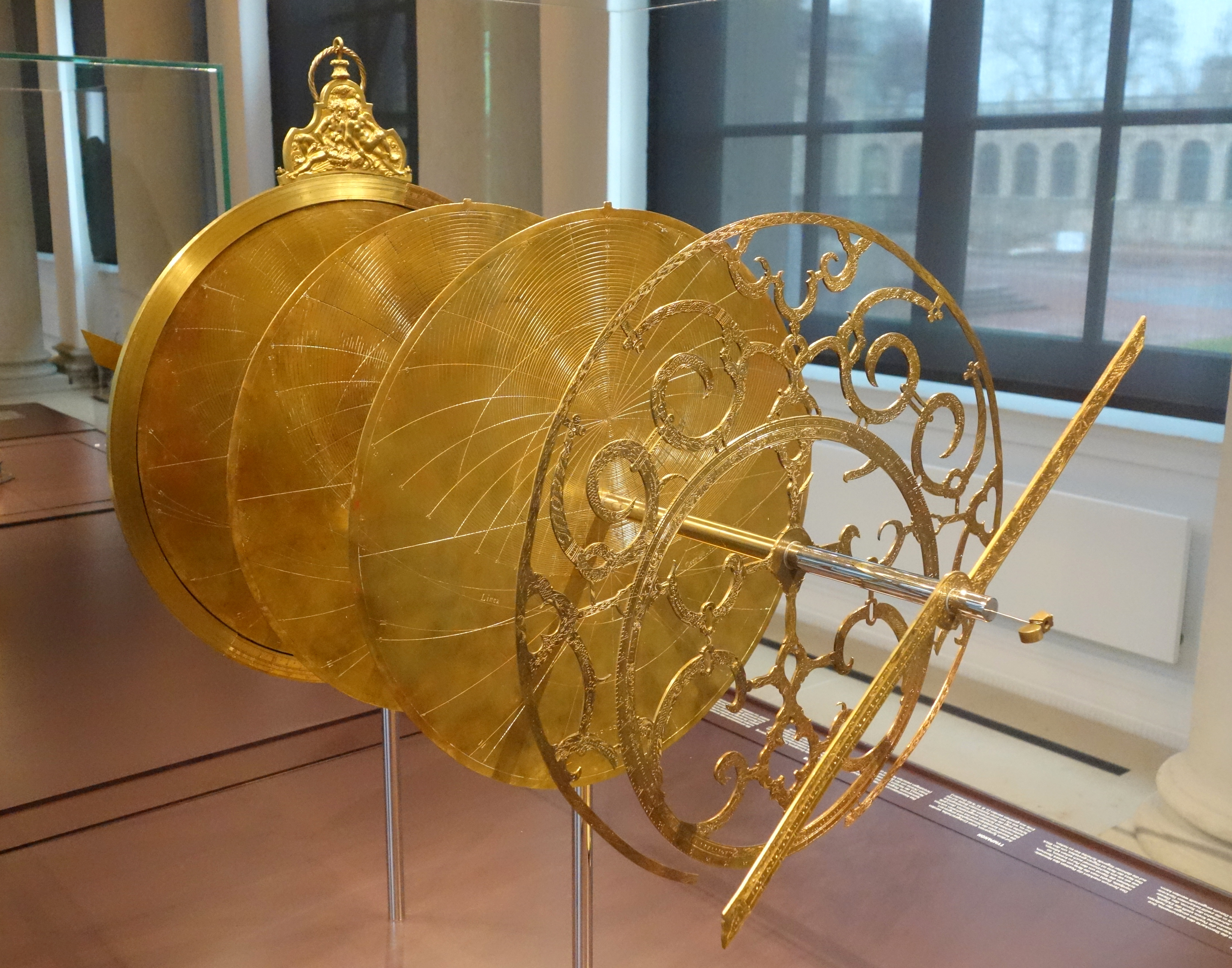
Astrolabe de Richter, alias Johannes Praetorius (1568).
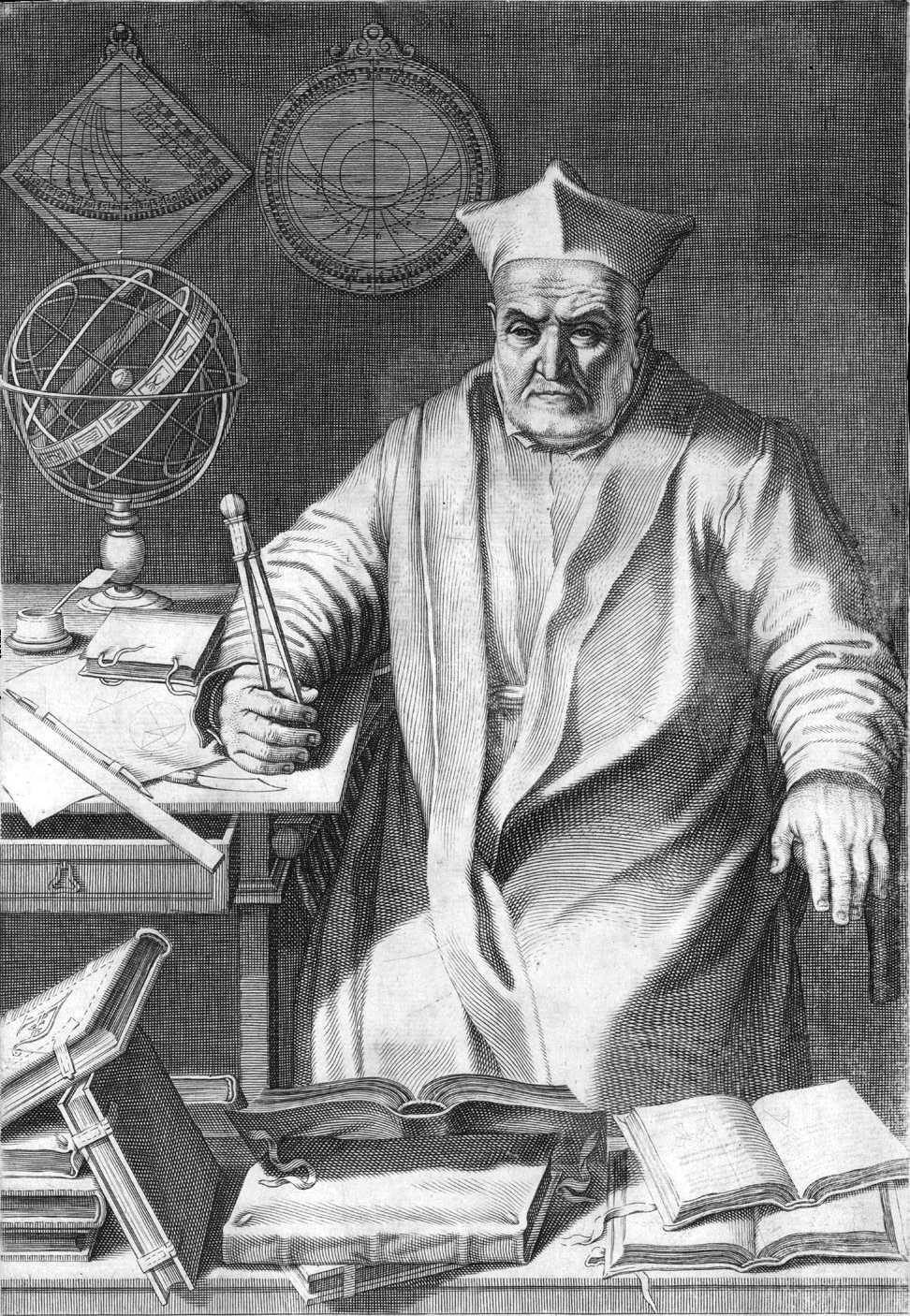
Clavius, à l'origine du calendrier grégorien (1582).
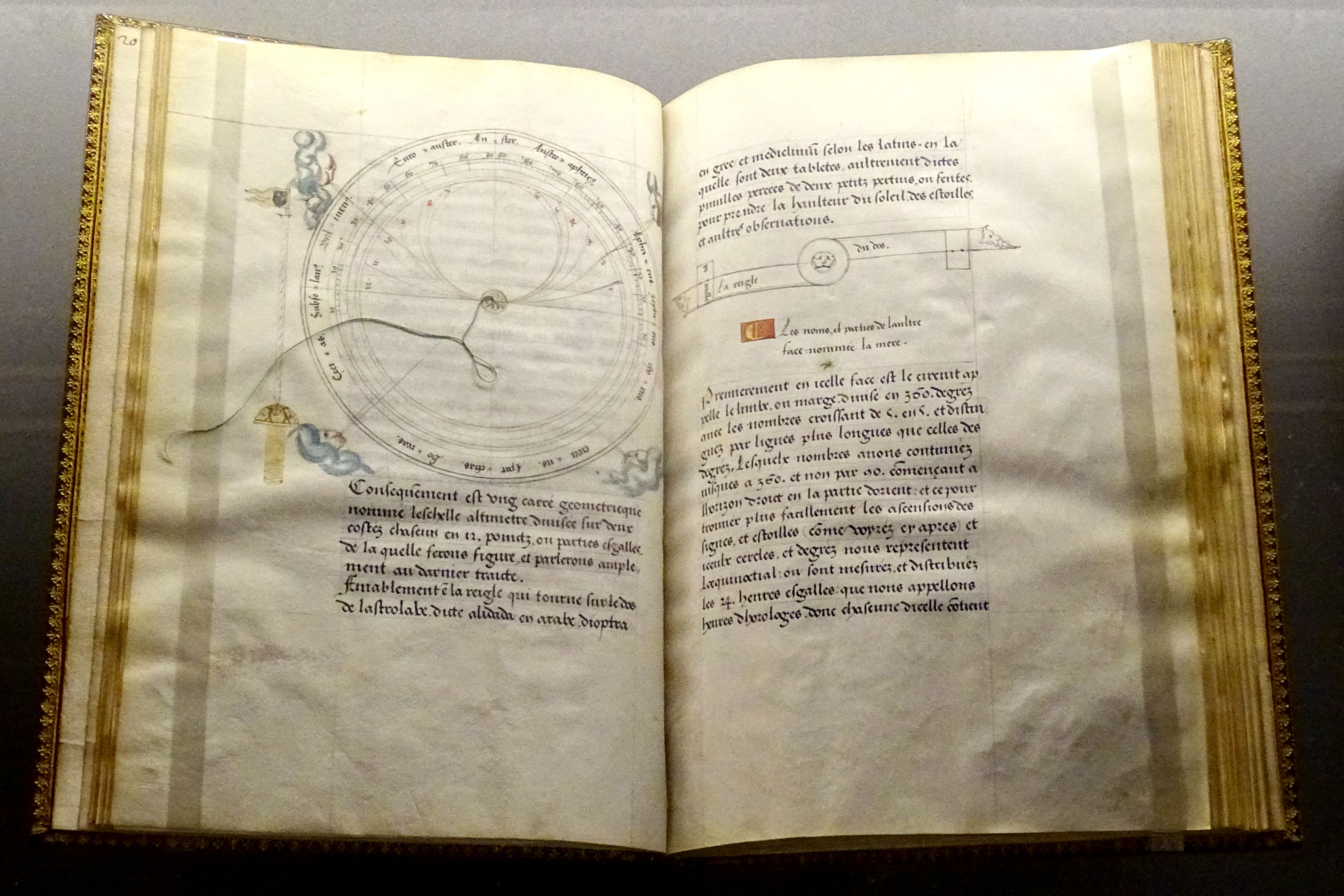
Dominique Jacquinot, L'Usaige et l'utilité de l'Astrolabe (1543).

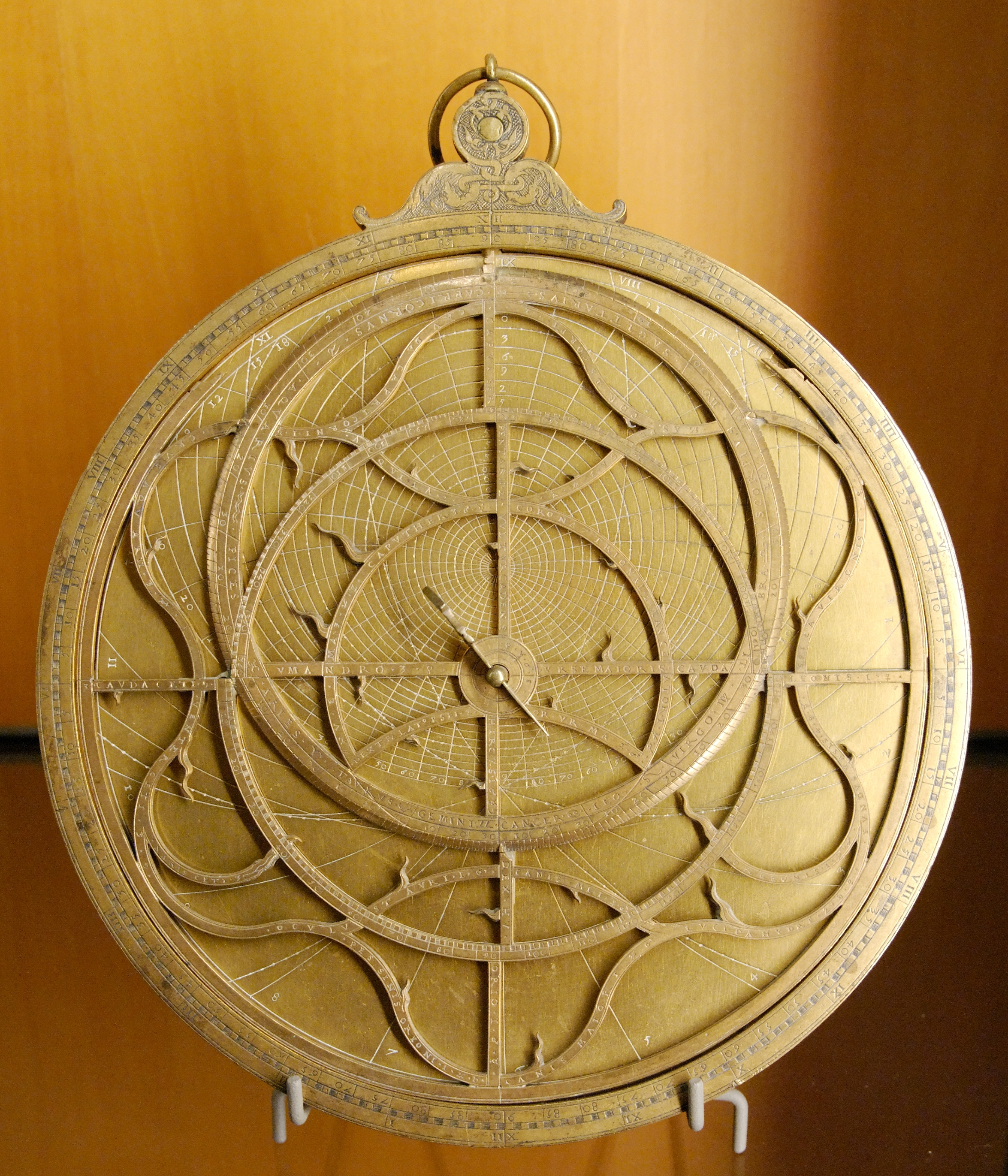
Astrolabe du Français Jean Naze, (1553).

- en Angleterre, Humphray Cole, John Blagrave (en), William Oughtred qui imagine au début du XVIIe siècle un astrolabe que l'on peut transformer en cadran solaire, etc. ;
- en France, Dominique Jacquinot, Jacques Focard, Adrien Descrolières[40], Jean Naze. Philippe Danfrie, médailleur et inventeur du graphomètre, imprime en grande série des astrolabes sur papier cartonné à l'occasion du changement de calendrier, en 1582[41] ;
- en Flandre, Gemma Frisius qui adapte l'astrolabe à une utilisation horizontale pour les nécessités de la triangulation ; il décrit et améliore aussi la saphaea, l'astrolabe universel baptisé alors « astrolabe catholique » ; la famille Arsenius, parmi laquelle Gualterus Arsenius (en) et Rennerus[42]. Leurs astrolabes (45 recensés en 1973) sont reconnaissables par leur araignée intégrant un motif en forme de tulipe. On peut citer encore Michel Coignet, Mercator, Malcotius qui invente en 1600 un astrolabe pour représenter simultanément les deux hémisphères célestes[43] ;
- en Espagne, Juan de Rojas, en 1550, décrit un astrolabe universel original qui porte son nom ;
- en Italie, le musée Galilée de Florence possède un astrolabe de 84 cm de diamètre, attribué à Ignazio Danti (1536-1586), qui aurait servi à Galilée pour ses calculs[44].

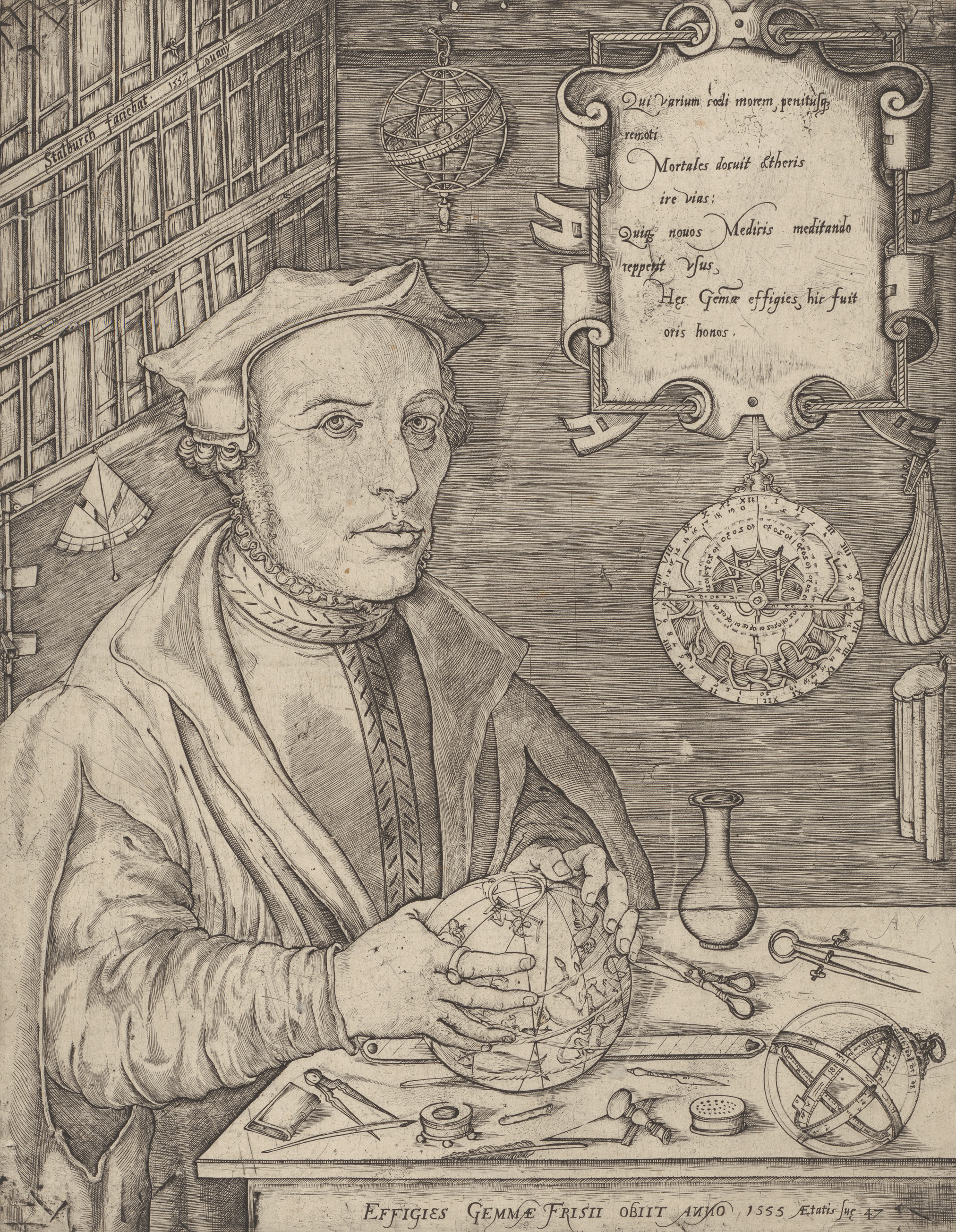
G. Frisius, entouré d'instruments astronomiques (v. 1550).
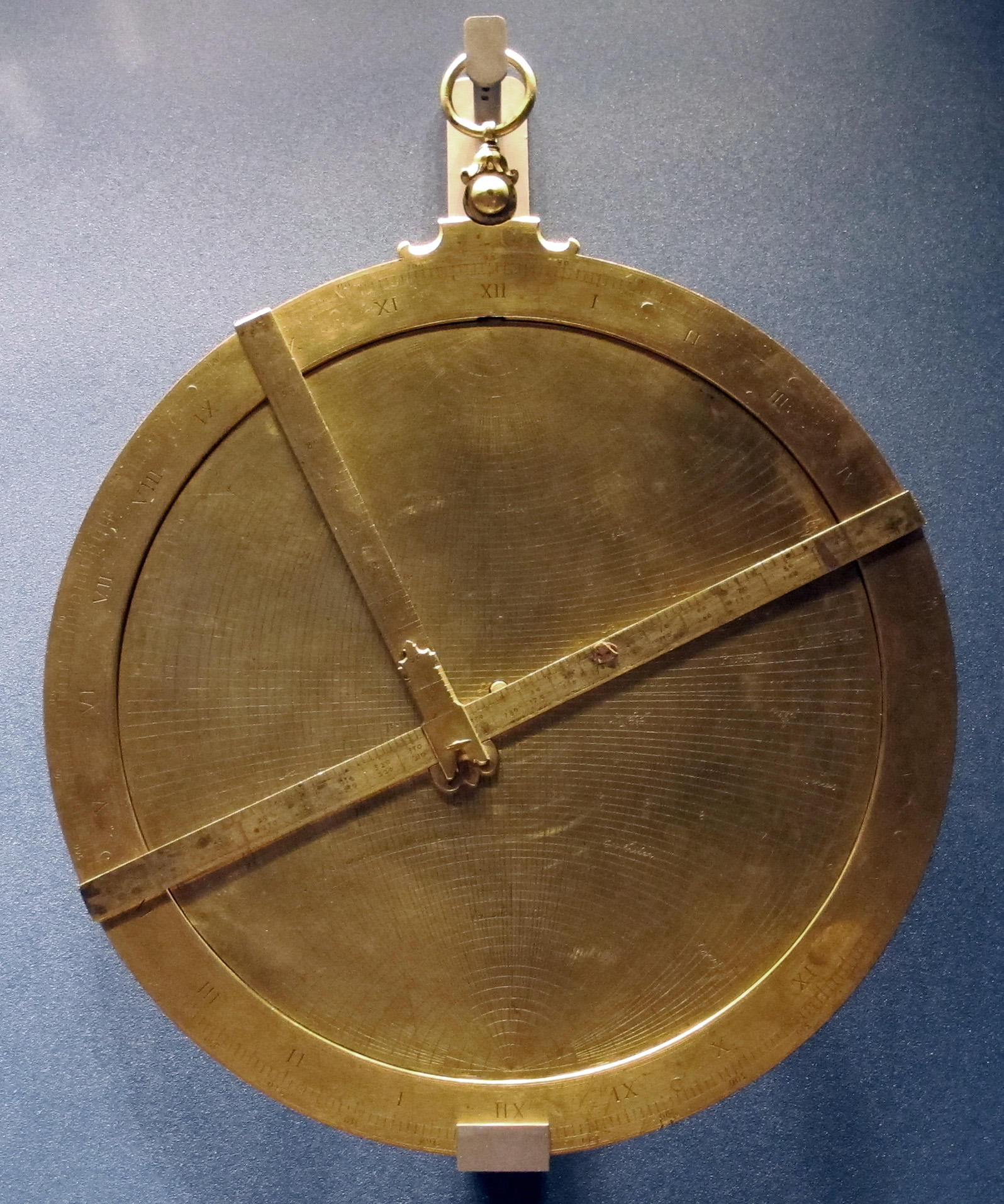
Astrolabe catholique supposé amélioré par G. Frisius.
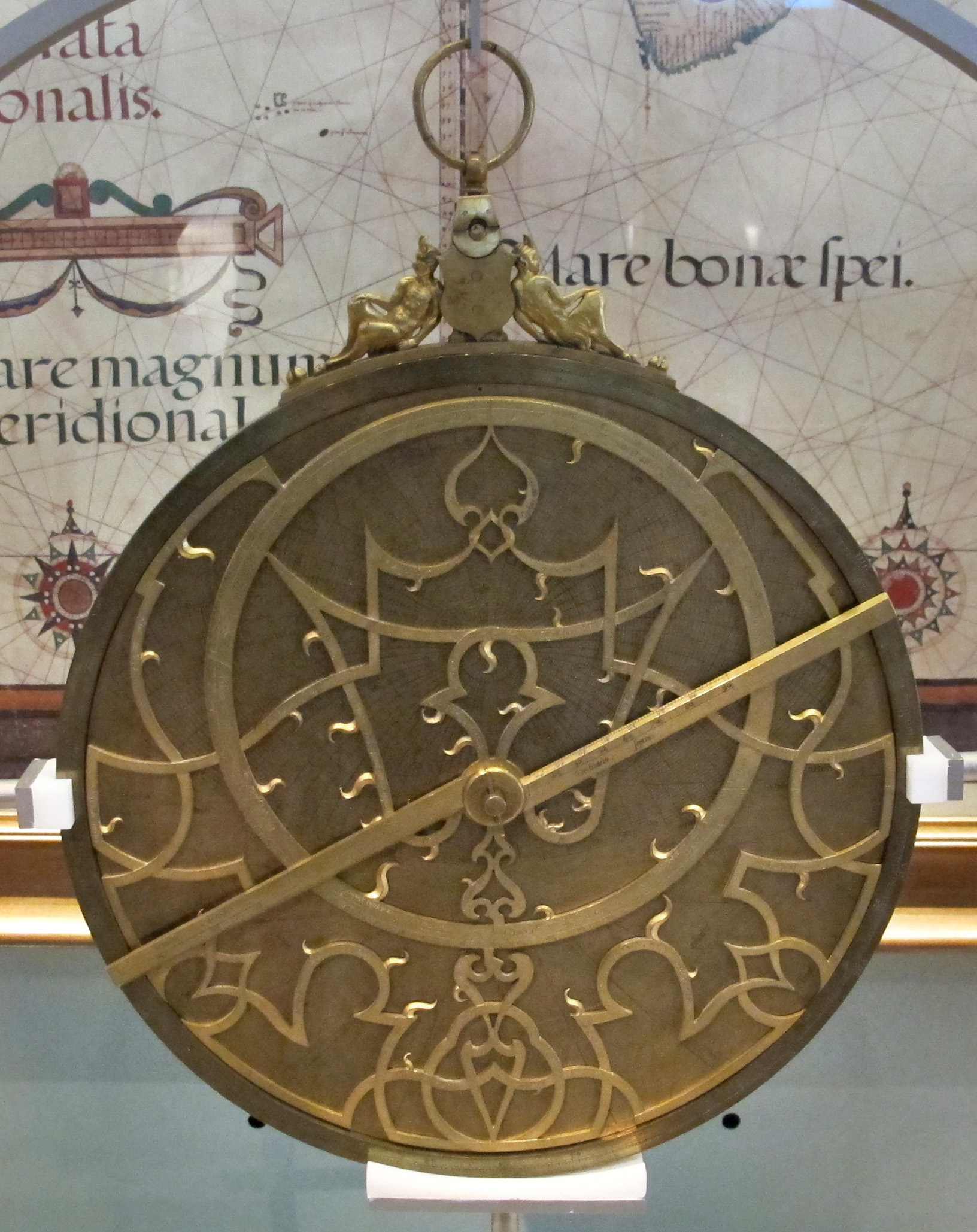
Astrolabe attribué à Gualterus Arsenius (v. 1570).
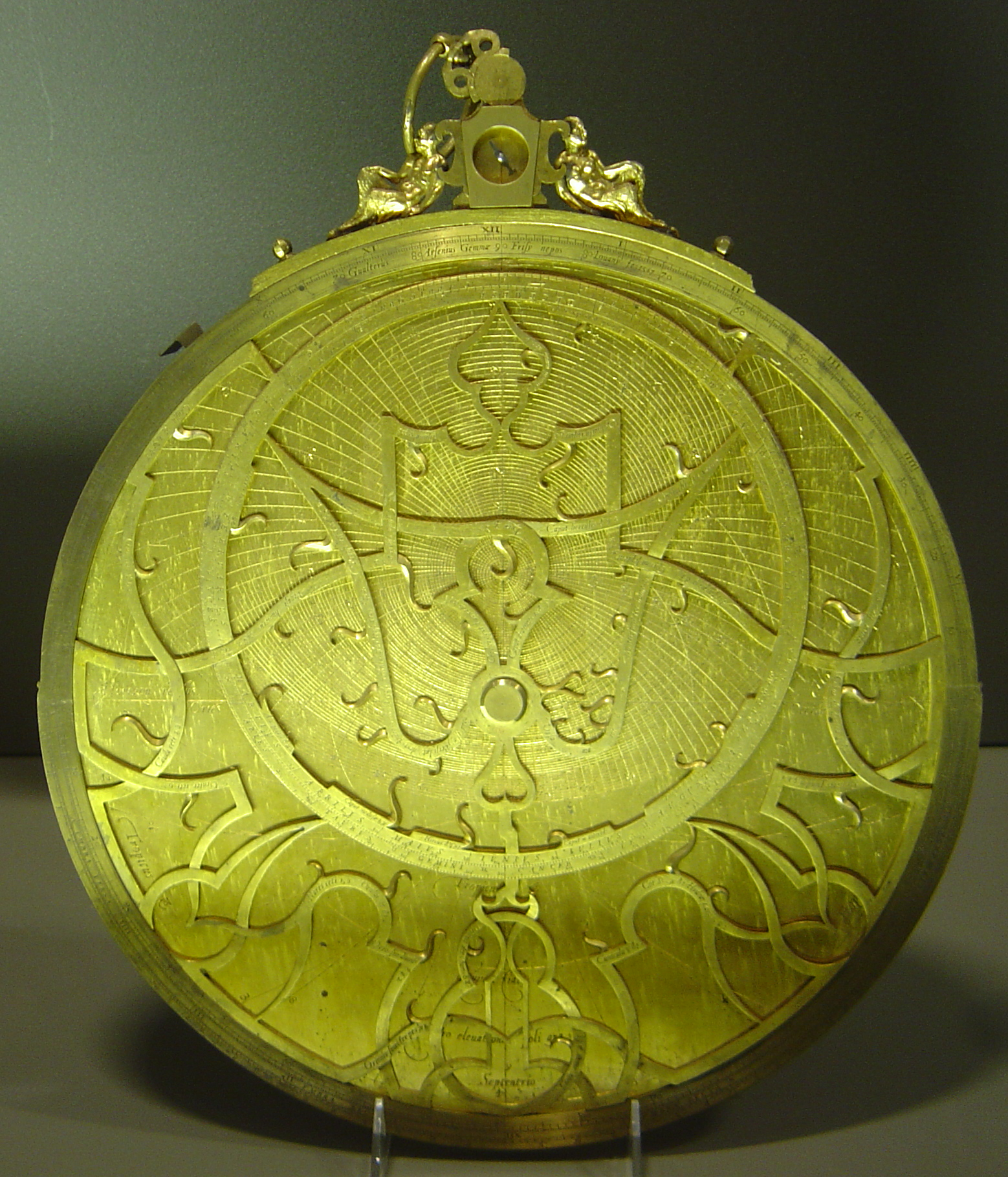
Astrolabe de Rennerus Arsenius (1569), Cnam 3907.
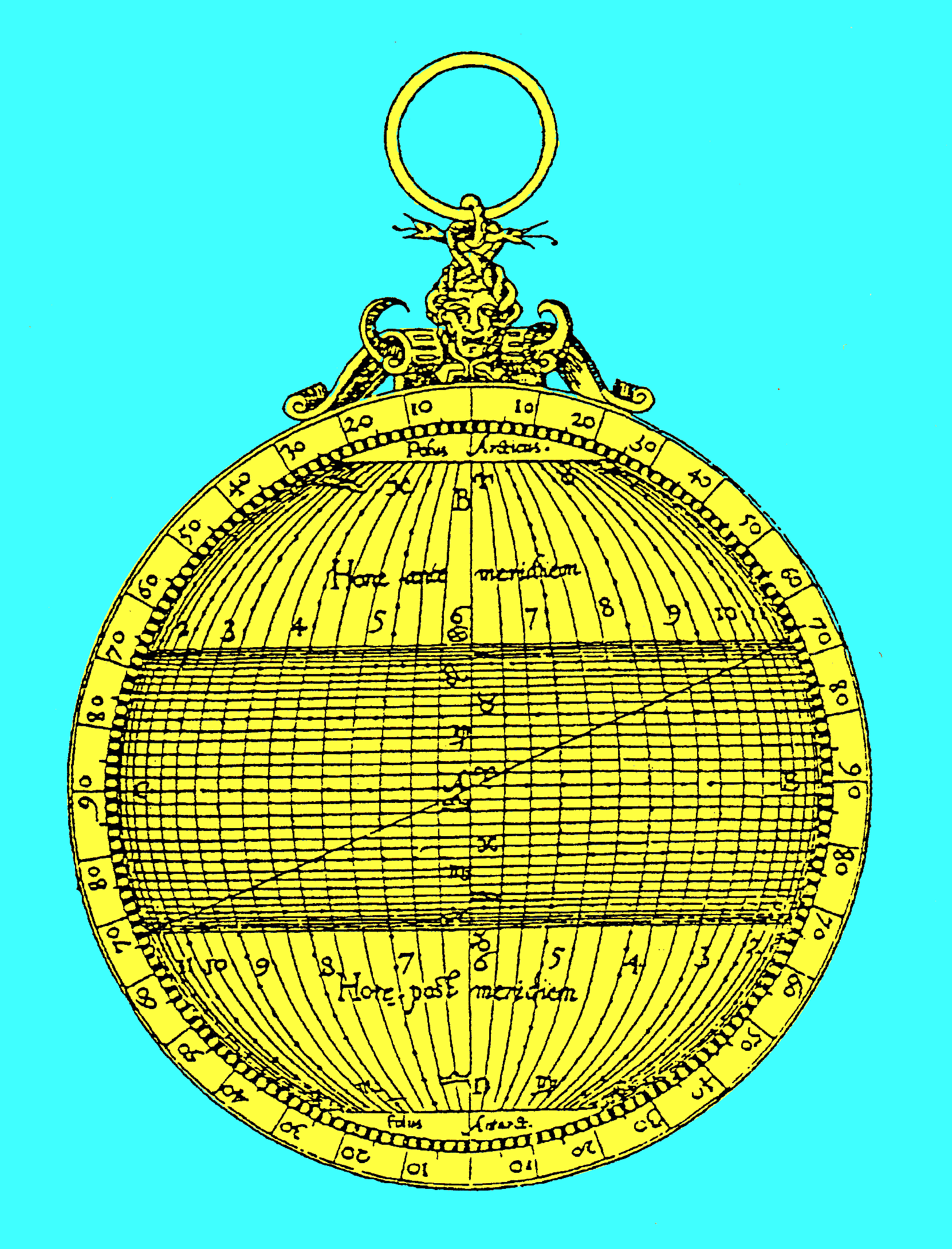
Gravure colorisée de l'astrolabe universel de Juan de Rojas, 1551[45].

#### Fin de l'astrolabe
La production en Europe va aller en diminuant aux XVIIe et XVIIIe siècles. Plusieurs raisons sont en cause : d'une part, la lunette astronomique, très précise et permettant d'observer le Soleil sans difficulté, va remplacer avantageusement les alidades à pinnules et, d'autre part, l'obtention de l'heure quasiment immédiate avec les horloges et pendules mécaniques miniaturisées vont faire que l'astrolabe, encombrant et long à exploiter, va devenir obsolète ; de plus, c'est un instrument ouvragé de prestige dont le coût n'est pas négligeable.
C'est dans ce contexte que Philippe de La Hire propose un nouvel astrolabe universel intéressant, mais cette invention est trop tardive. Elle ne fera pas long feu.

## L'astrolabe aujourd'hui
L'astrolabe est un objet esthétique et rare, donc de grande valeur. On le trouve essentiellement dans des musées, chez les collectionneurs et les marchands d'art spécialisés. Du fait de sa rareté, on trouve parfois sur le marché des contrefaçons qui peuvent être révélées par des analyses et des contrôles non-destructifs.
Des passionnés, historiens des sciences pour la plupart, ont entrepris d'en faire des inventaires accompagnés d'études et de recherches pour :
- définir les dates approximatives des instruments non datés ;
- rechercher les auteurs des astrolabes non signés ;
- caractériser et regrouper les différents exemplaires appartenant à des écoles ou des familles d'astrolabistes.

Il existe aussi des faiseurs d'astrolabes modernes, employant des méthodes informatisées, qui proposent aux amateurs de beaux objets : reproductions d'anciens instruments ou créations personnalisées.

### Inventaires
- en 1955, Price publie une liste internationale des astrolabes[46] ; il y recense 650 instruments datés dont il donne la distribution au cours des siècles avec leur origine : Europe occidentale ou Andalousie, Maghreb, Orient. Sur le tableau ci-après on peut remarquer les plus anciens astrolabes, d'origine islamique avant l'an 1000, le pic de production en Occident au milieu du XVIe siècle et une forte production arabe au cours des XVIIe et XVIIIe siècles…

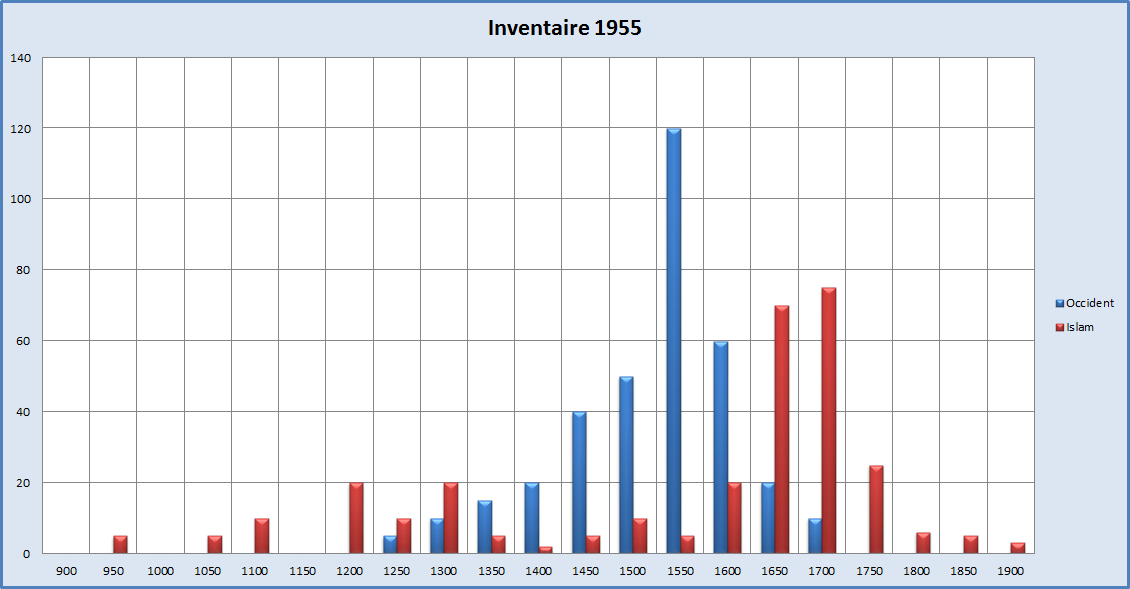

- en 1995, après d'autres publications non indiquées ici, un collectionneur américain, Léonard Linton réalise une nouvelle base de données mondiale sous le titre World Astrolabes Inventory ; y sont recensés plus de 1200 instruments dont 680 orientaux et 528 occidentaux, ce qui donnerait, d'après l'auteur, environ 1600 astrolabes existant dans le monde[47] ;
- en 2018, une nouvelle base de données, mise en place en 2010 et pilotée par Alain Ferreira dans le cadre de la Commission des cadrans solaires[48] de la Société astronomique de France, propose un inventaire des astrolabes de France et de l'étranger comportant 1105 instruments. À titre indicatif les principaux champs sont les suivants :

### Datation d'un astrolabe
Cette opération, complexe, est du domaine des experts. Néanmoins on peut citer quelques méthodes qui, dans leurs grandes lignes, permettent d'approcher la date de fabrication des instruments.

#### Analyse des écritures

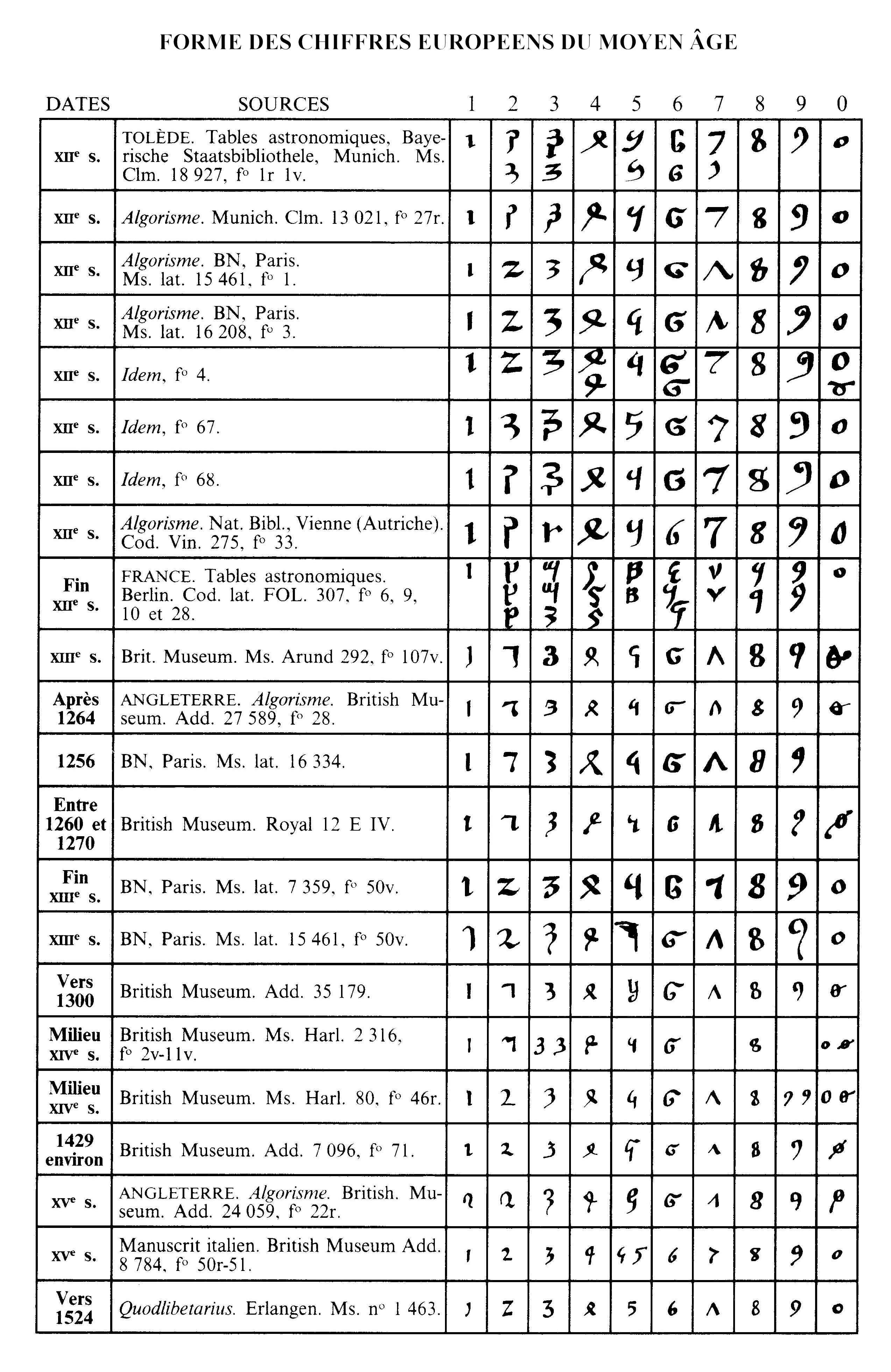
Représentation des chiffres arabes médiévaux.

Les astrolabes occidentaux du Moyen Âge comportent des écritures, chiffres et lettres qui y sont gravés ; l'analyse de ces informations n'est pas strictement du domaine de la paléographie, mais on peut s'y référer prudemment pour donner l'époque où a été conçu l'instrument : cette datation est de l'ordre de ± 1,5 siècle. Des tableaux de modèles préétablis permettent une datation par analogie entre les caractères existants sur l'instrument et ceux des modèles. Les exemples d'astrolabes donnés dans la section suivante : Examen des calendriers peuvent servir d'exercice de vérification.

#### Examen des calendriers
Au verso de l'instrument, la correspondance entre les dates du calendrier civil et les divisions zodiacales peut être une autre source approximative de datation.
En l'an 325, à l'époque du calendrier julien, le concile de Nicée fixe l'équinoxe de printemps au 21 mars. Ainsi, sur un hypothétique astrolabe de l'an 325, le 21 mars correspond à l'entrée du Soleil dans le signe astrologique du Bélier. Dans le calendrier julien, l'année tropique moyenne est de 365,25 jours, ce qui est plus long que sa durée exacte de 365,2422 jours, soit un écart de 0,78 jours pour 100 ans, ou de près de 10 jours en 1582-1600.
| An              | 1000    | 1100 | 1200 | 1300 | 1400 | 1500 | 1600    |
| Dérive          | 5,25 j. | 6    | 6,8  | 7,6  | 8,4  | 9,2  | 10 j.   |
| Date ≈ équinoxe | 15 mars | 14,5 | 14   | 13   | 12   | 11   | 10 mars |

Ce tableau permet de situer grossièrement la date de construction d'un instrument occidental si l'on pense que l'astrolabiste a respecté les éphémérides de son époque.
Exemples
L'astrolabe de Chaucer daté de 1326 a sa date d'entrée dans le signe du Bélier au 13 mars ; une gravure du même auteur, datée de 1391, semble fixer l'équinoxe au 12 mars ; un astrolabe de l'école de Fusoris, non daté a son équinoxe vernal au 11 ou au 11,5 mars ; un dessin d'astrolabe non daté d'un manuscrit de Lund des années 1500 a une entrée dans le Bélier au 11 mars ; une copie d'un exemplaire allemand de Georg Hartmann, daté de 1531, a comme référence équinoxiale le 10,5 mars ; un dernier exemplaire d'astrolabe, aux armes de Marie Tudor, daté des années 1556 et réalisé par Arsénius a sa correspondance calendaire au 10 mars.
Il y a une certaine analogie entre les dates données par les instruments cités et les valeurs du tableau de comparaison.

Examen de calendriers civil / zodiacal
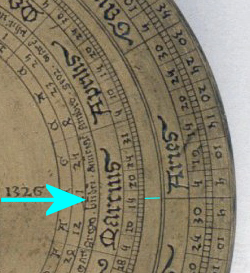
Détail du dos de l'astrolabe de Chaucer de 1326.
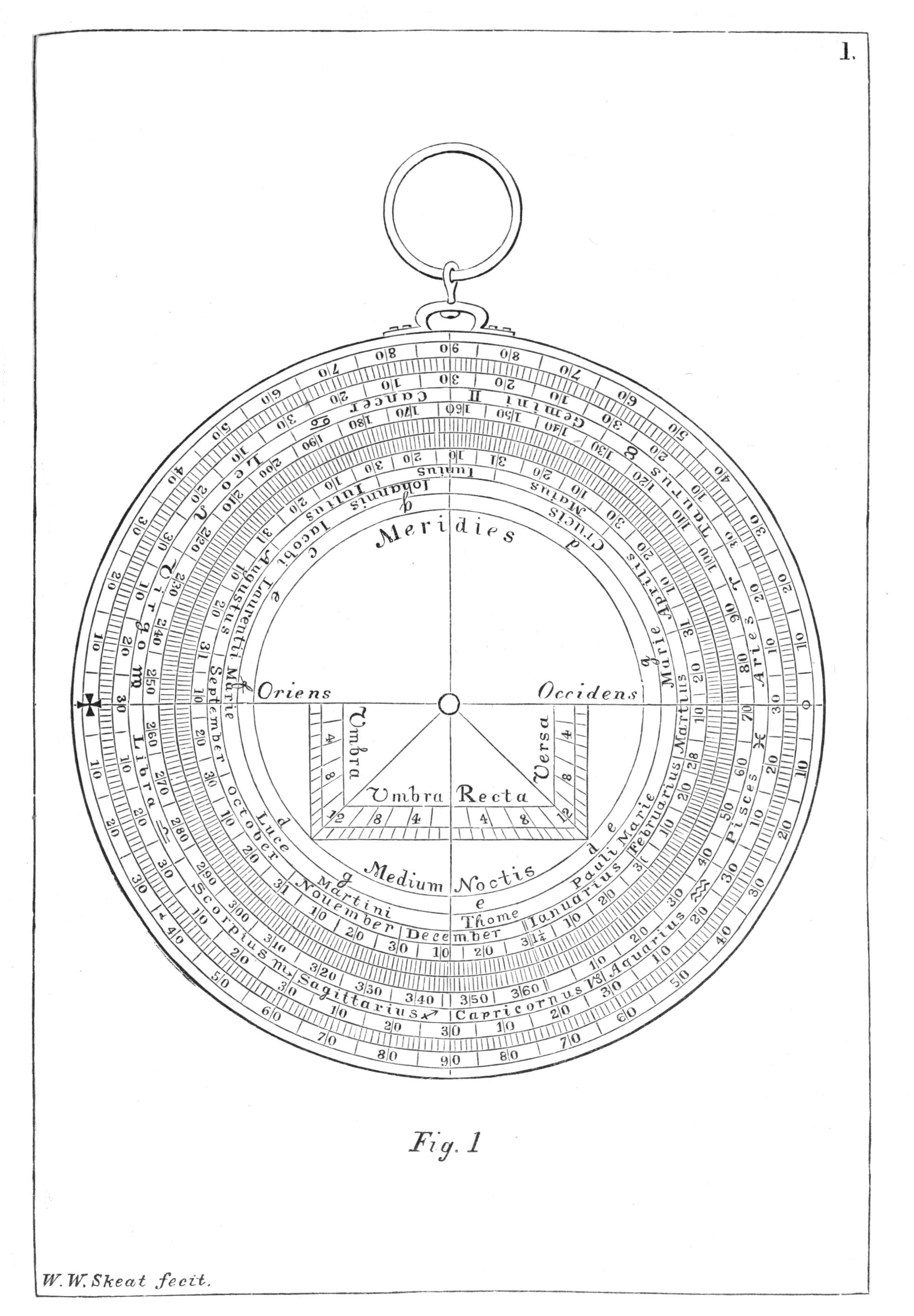
Gravure 1900 du Traité de l'astrolabe de Chaucer de 1392.
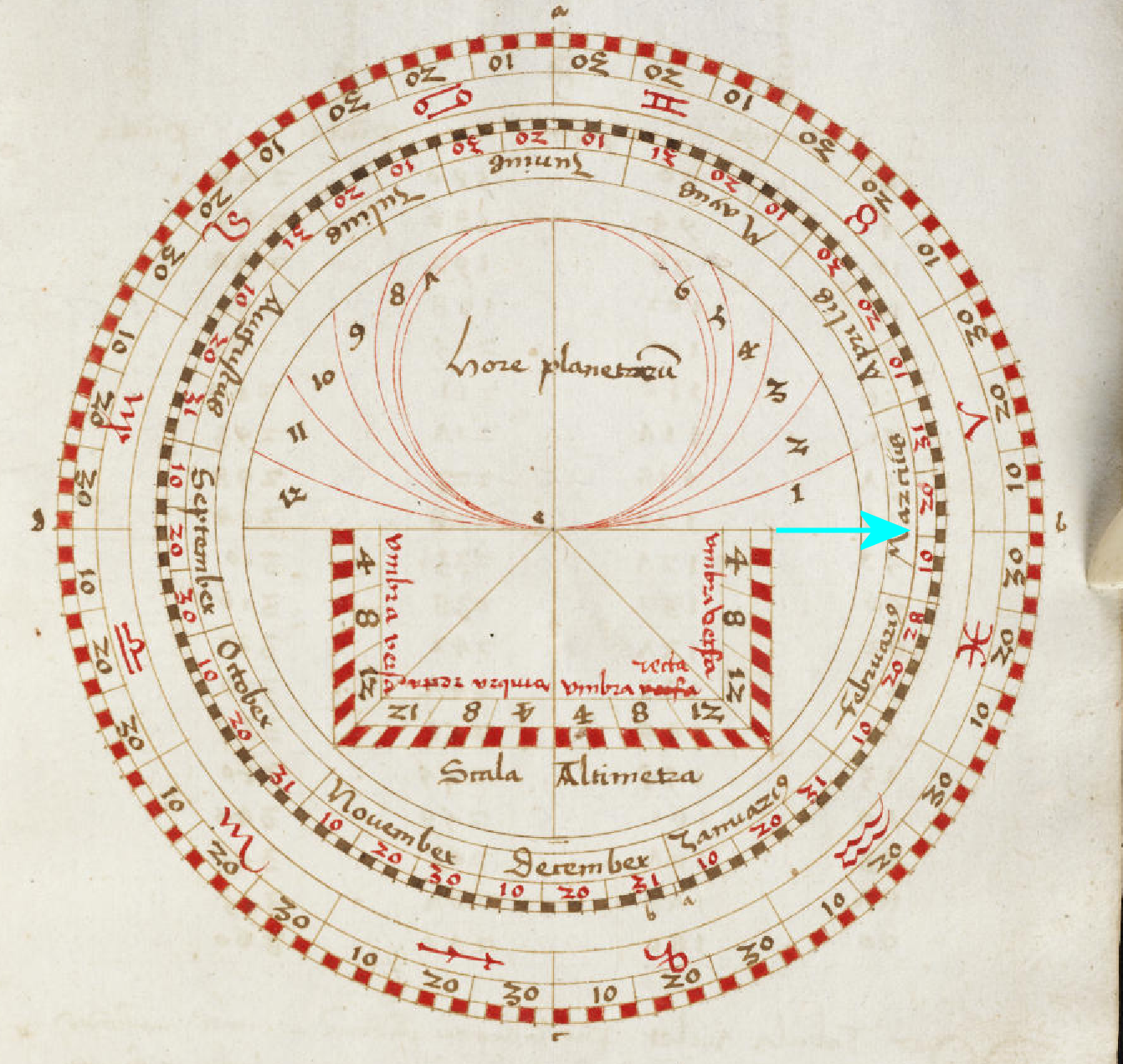
Dos d'un astrolabe, manuscrit non daté, Lund University Library.
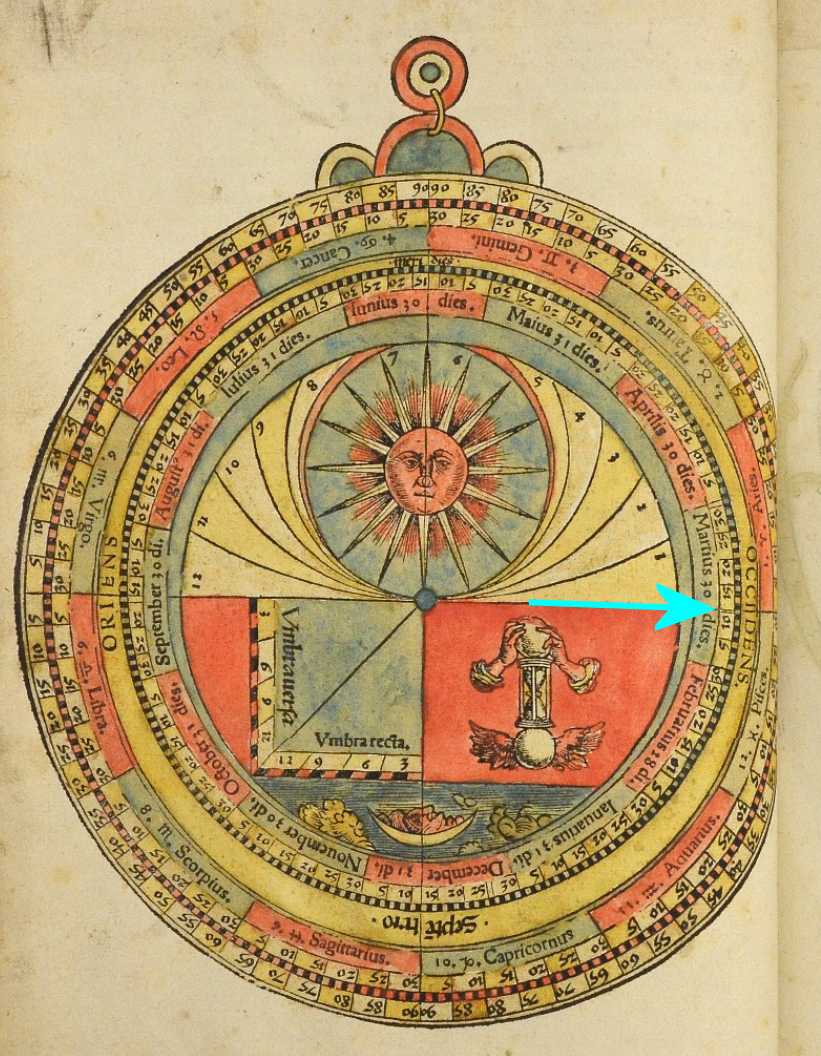
Dos d'un astrolabe, gravure d'un ouvrage de Johann Stöffler, 1513.

Les dates de l'équinoxe de printemps des figures ci-dessus sont respectivement le 13, le 12, le 11 et le 10,5 mars.

#### Examen de la longitude écliptique des étoiles

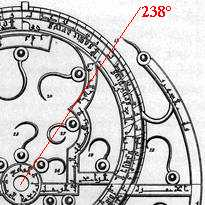
Décalage

Sur l'araignée de l'astrolabe se trouvent les étoiles et le cercle de l'écliptique. La position angulaire d'une étoile peut être mesurée par rapport au point vernal, c'est sensiblement la longitude écliptique λ. Au cours des siècles, à cause de la précession des équinoxes, la longitude écliptique d'une étoile augmente ; cette augmentation est annuellement de 50,3" ou de 1° pour 72 ans.
En mesurant sur un astrolabe ancien la longitude écliptique d'une étoile et en la comparant à sa valeur actuelle, on détermine en degrés la dérive angulaire de l'étoile (sa différence de longitude) qui, multipliée par 72, donnera le nombre d'années écoulées entre l'« époque » de l'astrolabe et l'année actuelle de référence.
Sur la gravure ci-contre, la pointe le plus en haut à droite, qui clôt le cercle externe, et marque la position d’Antarès, est sensiblement dans l'alignement de la graduation 28° du Scorpion (λ = 238°). Cette étoile est actuellement (Y2000) à 247° de longitude écliptique, soit 7° du Sagittaire. La précession des équinoxes étant de 1° pour 72 ans, la différence de 10° correspond à un « âge » de l'ordre de 700 ans correspondant à l'année 1300 - l'original est donné pour 1208, soit près d'un siècle de différence.
Dans l'astrolabe du XVIe siècle de Rennerus Arsenius de 1569, présenté plus haut dans la section « les astrolabes de la Renaissance », la position d'Antarès est donnée à 0,5° du Sagittaire, soit un décalage de 6,5° et un « âge » apparent de l'ordre de 470 ans, correspondant à l'année 1530.
Pour mieux cerner la longitude écliptique, il est préférable d'effectuer les mesures sur Régulus qui est pratiquement sur l'équateur céleste. Sa longitude actuelle (2010) est de 150° ; celle d'un autre astrolabe d'Arsénius donné pour 1556 est de 144°, ce qui donne un « âge » de 432 ans correspondant à l'année 1578.
Mais, attention :
- la résolution due aux graduations est médiocre ; même les mesures effectuées avec Régulus sur différents astrolabes datés donne une dispersion importante, l'écart de date peut atteindre 80 ans ;
- l'« âge » ne donne pas la date de construction de l'astrolabe. C'est l'« époque » qui correspond à la parution de la table (exacte ou non) qui a servi de référence à la construction de l'instrument. Cette différence entre la date de la table et la date de fabrication de l'instrument peut atteindre 150 ans[55].

### Astrolabistes contemporains
Quelques rares faiseurs d'astrolabes, de divers pays (France, Suisse, Allemagne, Iran, etc.), proposent de belles copies d'anciens instruments ou des astrolabes conçus pour l'époque actuelle. Certains astrolabes sont réalisés avec les 13 constellations modernes du zodiaque astronomique qui, sur l'araignée, indiquent la position réelle du Soleil en fonction de la date du calendrier civil ; ainsi, sur un astrolabe daté de 2010, de Brigitte Alix, on peut voir que le Soleil est dans la constellation des Poissons le jour du printemps.

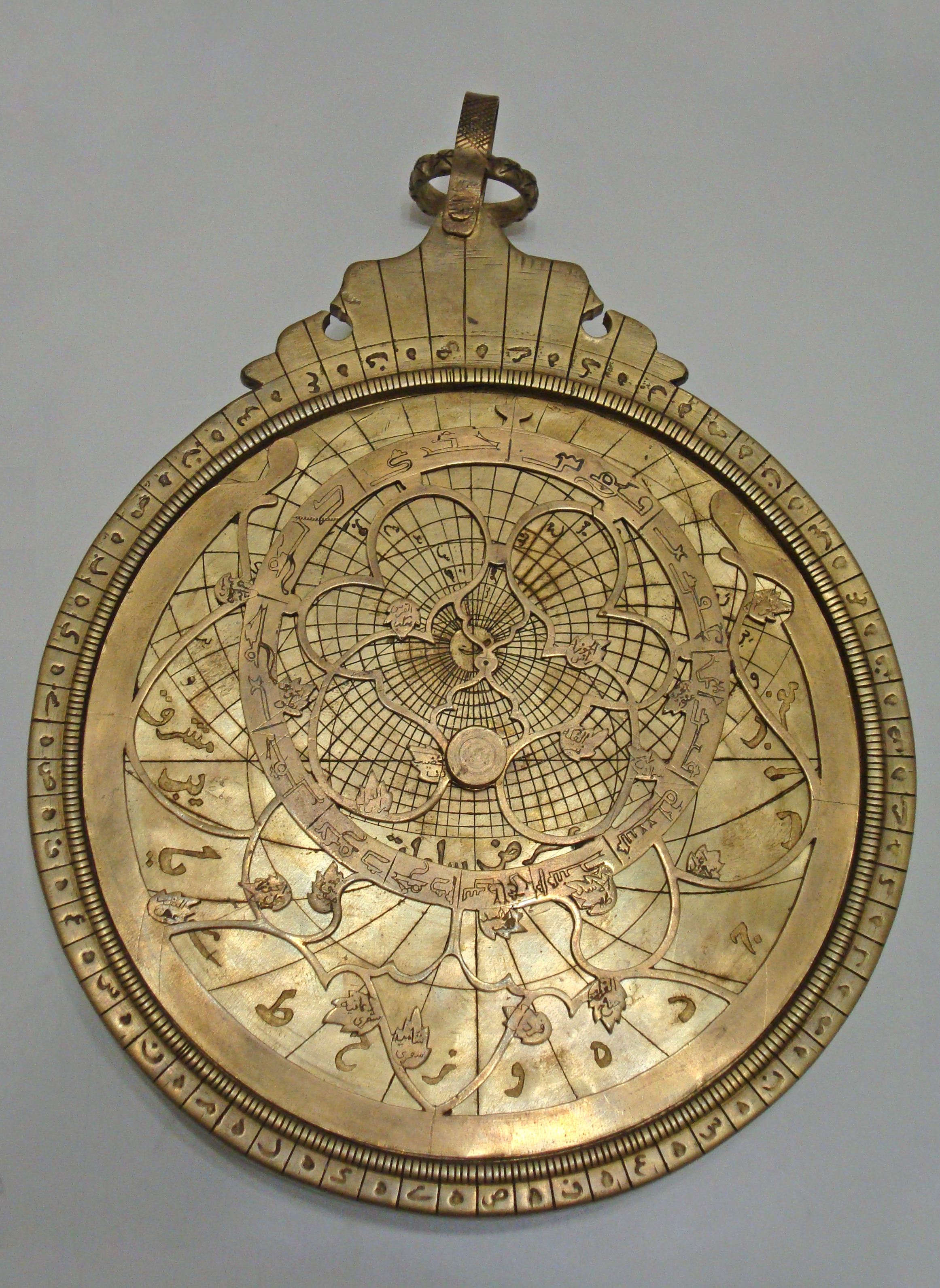
Astrolabe perse contemporain fabriqué à Tabriz en 1991
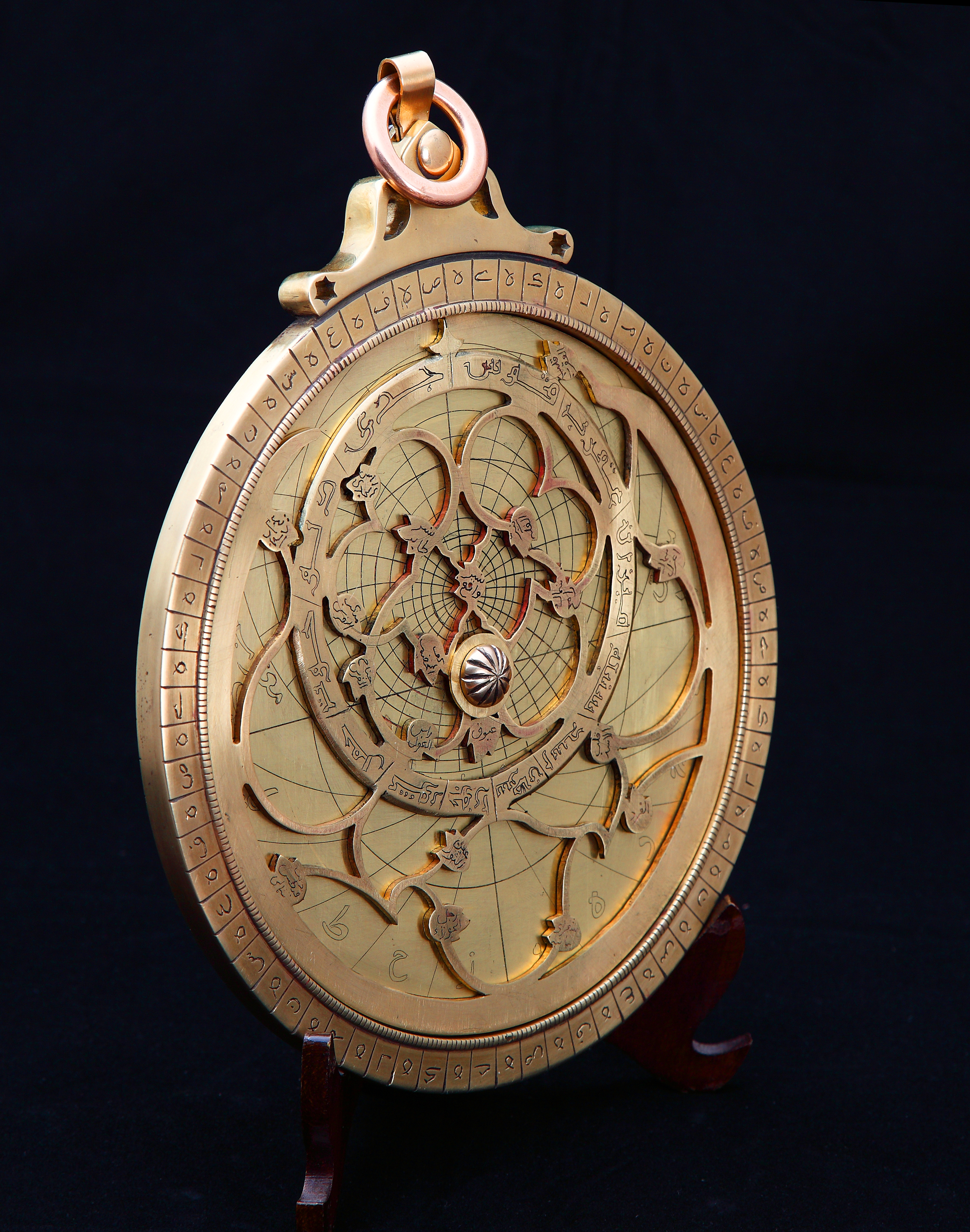
Astrolabe perse contemporain fabriqué à Tabriz en 2013.